# Estado de México
El Estado de México (referido comúnmente por el acrónimo «Edomex»), oficialmente denominado Estado Libre y Soberano de México, es uno de los treinta y un estados que, junto con la Ciudad de México, forman México. Su capital es Toluca de Lerdo y su ciudad más poblada es Ecatepec de Morelos. Está dividido en ciento veinticinco municipios.
Se ubica en el Centrosur del país, limitando al norte con Querétaro, al noreste con Hidalgo, al este con Tlaxcala, al sureste con Puebla, al sur con Morelos y Ciudad de México, al suroeste con Guerrero y al oeste con Michoacán. Con 22 357 km² es la séptima entidad menos extensa, por delante de Hidalgo, Querétaro, Colima, Aguascalientes, Morelos y Tlaxcala.
Con sus 16 992 418 habitantes en 2020 es la entidad más poblada del país, y representa el 13,5% de la población nacional. Alrededor de dos tercios de su población está concentrada en la Zona Metropolitana del Valle de México.
Se fundó el 2 de marzo de 1824. Es uno de los estados fundadores de la federación. Para distinguir a sus pobladores de los ciudadanos del país, llamados mexicanos, su gentilicio es mexiquense. En el territorio del extinto Imperio mexica, se encuentran los orígenes del estado que mantuvo una división política de la Nueva España durante el período colonial español. La Ciudad de México fue elegida como la capital de la nueva nación después de la Independencia, fuera del estado fue separado su territorio. Partes del estado se separaron para formar los estados de Hidalgo, Guerrero y Morelos años más tarde. Estas separaciones territoriales han conferido al estado el tamaño y la forma que tiene; con el Valle de Toluca, al oeste de la Ciudad de México y una saliente que se extiende por el norte y el este de esta entidad.
El Estado de México constituye como uno de los aportadores más importantes a la economía mexicana, colaborando con el 8.7 % del producto interno bruto (PIB), con un crecimiento per cápita de 9.8 %, por encima del nivel nacional. Aunado a lo anterior, es una de las entidades más industrializadas de México y de América Latina.

## Toponimia
El nombre del Estado de México deriva del término náhuatl Mēxihco [me:ʃiʔko], que designaba la capital de los mexicas, México-Tenochtitlan. De acuerdo con Bernardino de Sahagún, el vocablo significa ‘En el ombligo de la luna’. La hipótesis ha sido objetada porque la morfología del náhuatl no admite una derivación del topónimo a partir de las voces propuestas. Francisco Javier Clavijero sugería que el topónimo debía interpretarse como ‘Lugar de Mexihtli’, es decir, de Huitzilopochtli, pues Mexihtli era uno de sus nombres alternativos.
Durante la época virreinal, México era el nombre de una de las provincias de la Nueva España. Cuando el Imperio mexicano obtuvo su independencia, esta provincia conservó su nombre, pues la Ciudad de México era su capital. Con la instauración del sistema federal, el Estado de México se vio precisado a ceder su capital para que albergara los poderes federales, pero siguió conservando su nombre a pesar de que la ciudad que es origen del mismo ya no forma parte de su territorio.

## Historia
- Historia del Estado de México

### Prehistoria
El Hombre de Tepexpan es un hallazgo importante para los antropólogos mexicanos y extranjeros, ya que es una clave importante para entender como era la zona del Valle de México hace casi 3000 años; además, permite datar el inicio del poblamiento del área que ocupa la Ciudad de México. Algunos estudiosos le atribuyeron inicialmente una edad de 11 000 años; otros, de 5000, e incluso algunos han sugerido 3000 años. Este individuo fue al principio identificado como un varón, pero investigaciones recientes lo identifican como una mujer, aunque es tema de debate.

El hueso sacro de Tequixquiac se considera una obra del arte prehistórico del continente.

El suelo ha sido habitado desde aproximadamente el año 350 00 a. C. por hombres primitivos que cruzaron el estrecho de Bering, procedentes de Asia. Eran nómadas, cazaban grandes animales como mamuts y recolectaban frutos, según evidencias arqueológicas encontradas en este lugar. Uno de los hallazgos más sobresalientes del arte primitivo en América se encontró en este municipio, y tomó el nombre de Hueso sacro de Tequixquiac.

### Época prehispánica (periodo pos-clásico)
Cuando se inició el gobierno del señorío o altépetl de Cuauhtitlán a finales del siglo VIII, estaba a punto de ser abandonada la ciudad de Teotihuacán. Al despoblarse este centro de poder, el orden social de las tribus regionales pasó de ser una teocracia y se convirtió en un sistema militarista, debido a que la sociedad ya no se regía por la fe sino por el más fuerte. El área terminó bajo dominio tolteca. Además de combativos, los toltecas (habitantes de Tula) eran hábiles para las tareas manuales y las labores artísticas. Otros pueblos los imitaron y de ellos aprendieron también la lengua náhuatl; por ello, la cultura tolteca se convirtió en el modelo que siguieron las sociedades más refinadas del centro de México.
Más adelante, Tula cayó ante la presión de tribus chichimecas, que se adueñaron de esta región, abandonaron la vida nómada y fundaron ciudades; además, aprendieron el idioma, las formas de vida, así como los oficios y las artes de los toltecas. Los recién llegados crearon importantes centros urbanos y religiosos, como Tenayuca, Tetzcuco, Azcapotzalco, Chalco y Amaquemecan, entre otros. Sin embargo, algunos pueblos mantuvieron su idioma y sus costumbres ancestrales, como es el caso de los matlatzincas del valle de Toluca y la zona fronteriza con los purépechas; los ocuiltecos del suroeste (límites con el estado de Morelos), los mazahuas del oeste (límites con el estado de Michoacán), y los otomíes del norte y noreste (límites con el estado de Hidalgo). Uno de los entes políticos que lo integraban era la confederación chalca, conformada por cuatro señoríos, cuya denominación fue: Tlalmanalco Tlacochcalco, Amaquemecan,  Chimalhuacán-Chalco, y Tenanco Texopalco Tepopolla.

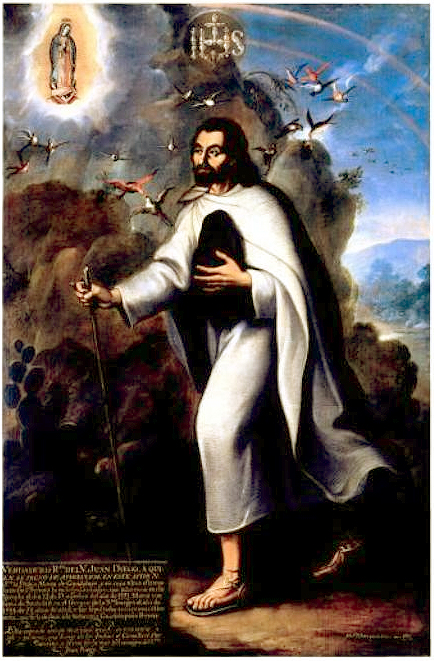
Retrato de Juan Diego Cuauhtlatoatzin por Miguel Cabrera.

En 1474, durante el Imperio Mexica, nació Juan Diego Cuauhtlatoatzin en la ciudad de Cuauhtitlán, Tenochtitlan, un campesino chichimeca que habitó de forma permanente en la antedicha población. Después, el área quedó bajo dominio del imperio azteca; más tarde, durante la conquista, los nahuatlacas fundaron el poblado de Tollocan (más tarde Toluca). Las misiones evangelizadoras que llegaron al estado estuvieron conformadas por franciscanos, dominicos y agustinos. Durante estas evangelizaciones y el transcurso del Virreinato de Nueva España, Juan Diego, cuya casa se ubicó en una localidad conocida como «El Cerrito», fue testigo de las apariciones marianas de la Virgen de Guadalupe, presenciando la quinta en su propia casa. Según la tradición, la santa se plasmó sobre una tilma que vestía, y posteriormente se la mostró a los evangelizadores, quienes le pidieron custodiarla en una ermita dentro de la Antigua Parroquia de Indios del Tepeyac en Ciudad de México, donde la protegió hasta su muerte en 1548.

### Virreinato
Tras la conquista del imperio mexica, el territorio del actual Estado de México quedó comprendido dentro del Reino de México, que en 1786 se convirtió en Intendencia de México. Sus ciudades y villas más importantes, habitadas por españoles, eran administradas por corregidores o alcaldes mayores. Los pueblos indígenas estaban organizados en repúblicas, que contaban con oficiales elegidos por los jefes de familia, bajo la vigilancia de los curas párrocos. Hasta mediados del siglo XVIII, estas autoridades administraban en forma directa los bienes colectivos de las cajas de comunidad.
Cuando los españoles conquistaron al Imperio mexica y comenzaron sus exploraciones por América, crearon, para facilitar la administración de los nuevos territorios, el Reino de México, que se dividía en cinco provincias mayores: México (Estado México, Tlaxcala, Puebla, Oaxaca y Morelia Valladolid o Michoacán). Luego, se creó la Intendencia General de Ejército y Provincias de México, con capital en Ciudad de México.
Fue también en el territorio del actual Estado de México donde nacieron Sor Juana Inés de la Cruz (San Miguel Nepantla, 1648/1651-1695 en la Ciudad de México) y José María Velasco (Temascalcingo, 6 de julio de 1840-26 de agosto de 1912, Villa de Guadalupe Hidalgo).

### SigloXIX
Se considera que fue durante la segunda década del siglo XIX cuando se creó el Estado de México, a partir de un acto jurídico aprobado por el artículo 7.º del Acta Constitutiva de la Federación. Dicho artículo fue sometido a discusión por el diputado José Manuel Ramos Arizpe el 20 de diciembre de 1823, fecha en la que se aprobó que las provincias de México y Michoacán se elevaran a la categoría de estados. Más tarde, con la aprobación de la Ley para Establecer las Legislaturas Constituyentes en las Provincias que han sido declaradas Estados de la Federación Mexicana, publicada en el Estado de México el 10 de enero de 1824 por Melchor Múzquiz, se procedió a la elección de los primeros diputados al Congreso Constituyente de la entidad, la cual abarcaba entonces unos 100 000 km².
Con la promulgación de la Constitución Federal de los Estados Unidos Mexicanos de 1824, las provincias mayores de Valladolid, Oaxaca, Puebla y el Estado de México se erigieron como estados de la Federación; se definió el territorio de Tlaxcala y se creó el Distrito Federal. Para entonces, al Estado de México aún le pertenecían los territorios de los actuales estados de Morelos, Hidalgo y Guerrero.
En el siglo XIX, el Estado de México fue desmembrado. Con su territorio, se fundó el estado de Guerrero el 27 de octubre de 1849, el estado de Hidalgo el 15 de enero de 1869 y el estado de Morelos el 17 de abril de 1869.
Debido a la influencia de los masones yorkinos, en agosto de 1827 se promovió la expulsión de los españoles en todo el territorio del estado, lo cual desconocía a lo pactado en el Plan de Iguala y Los Tratados de Córdoba, adoptando como reconocimiento único a la ciudadanía mexicana y castigando severamente a los españoles, destruyendo sus fortunas y separándolos de todo cargo, obligándolos a salir del estado por ser considerados los españoles más ricos de la república, expropiándoles sus tierras, sus fincas, sus haciendas y fortunas, afectando a los clérigos y arrojando a los españoles de sus casas; muchos fueron brutalmente asesinados y otros huyeron al norte o hacia el occidente del país con sus familias. Finalmente los masones yorkinos en 1822, decidieron restablecer en Toluca que hubo muchas irregularidades y víctimas de familias descendientes de españoles quedando en la ruina, la viudez y la orfandad sin poder emigrar a España o salir del país. Fue revocado por el congreso general la continuidad de los planes, ya que hijos y esposas de los españoles aceptaron las condiciones de mexicanidad pidiendo clemencia ante la miseria y desgracia a la que fueron sometidos por las campañas antiespañolas del estado, el 20 de noviembre se les volvió ceder sus propiedades, fincas y haciendas pero las propiedades del clero pasaron a la propiedad del Estado de México.

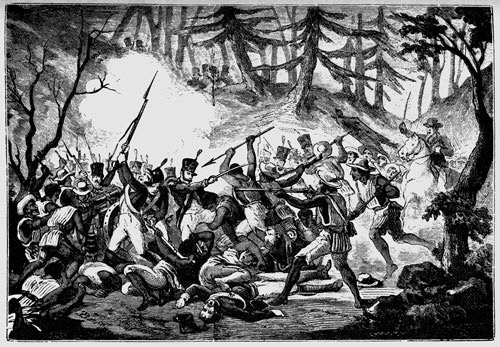
Grabado representando la batalla del Monte de las Cruces.

El Estado de México estuvo involucrado en algunos de los principales cambios sociopolíticos del siglo XIX. Durante la independencia sucedieron algunas reyertas de no poca importancia en su territorio, sobresale la batalla del Monte de las Cruces, en la que Hidalgo derrota al ejército realista comandado por el teniente coronel Torcuato Trujillo. Consumada la independencia, el 1 de febrero de 1824 se declaró al Estado de México como libre y soberano, instalándose el mismo año el Primer Congreso del Estado el día 2 de marzo.
La primera Constitución Política del Estado de México fue promulgada en Texcoco, que a la sazón era la capital del Estado, el 14 de febrero de 1827.
Esta primera Carta Magna estatal tuvo como característica principal el ser una Constitución liberal cubriendo aspectos muy importantes de beneficio social, como la eliminación de títulos nobiliarios, el evitar los empleos hereditarios, el fomento a la ocupación y también prohibía la adquisición de inmuebles para la Iglesia.
Ese año, con Lorenzo Zavala como gobernador de la entidad, se trasladó la Capital Estatal a Tlalpan y en 1830, siendo ya gobernador Melchor Múzquiz, los poderes del estado se establecieron en la ciudad de Toluca.

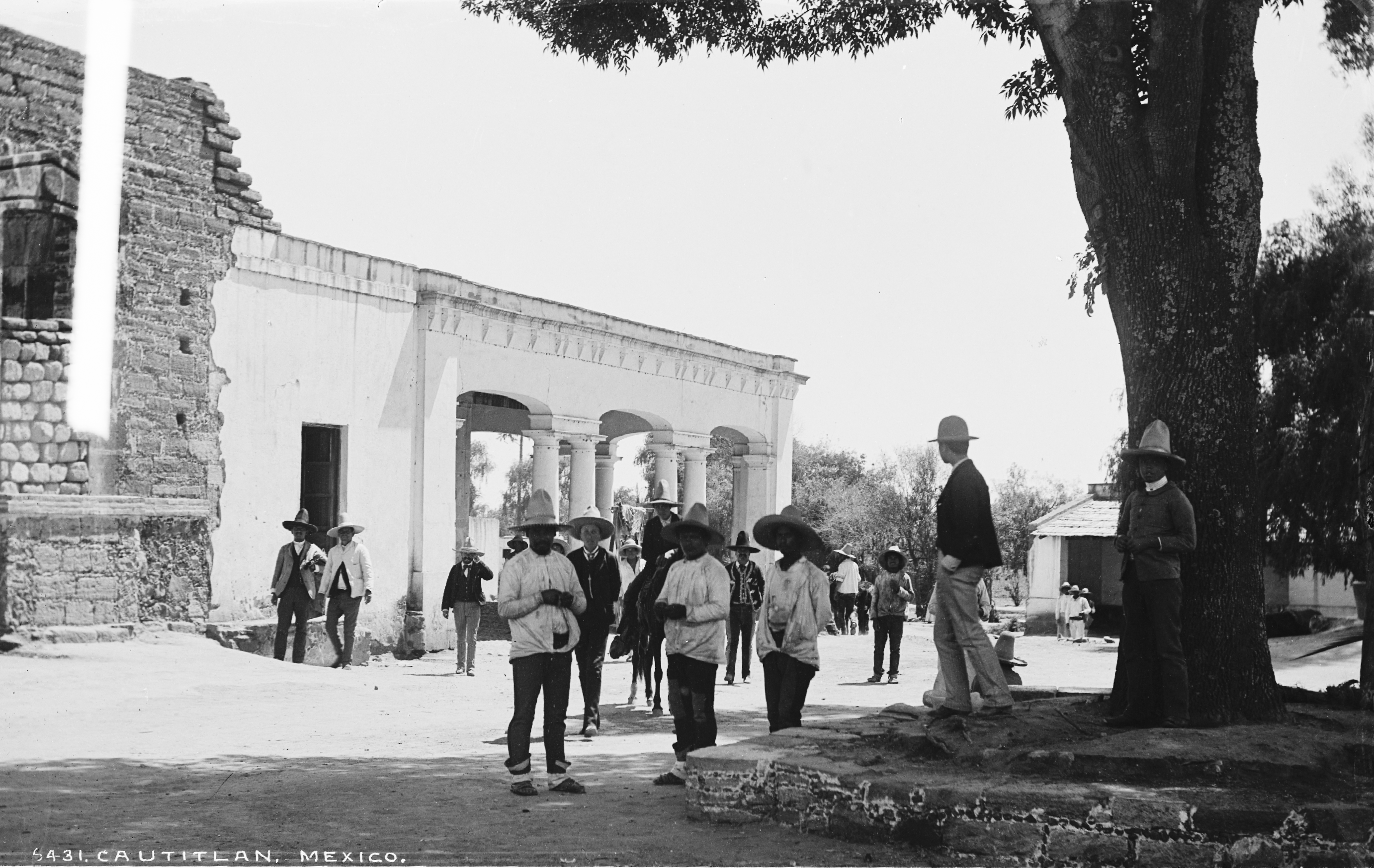
Habitantes de Cuautitlán fotografiados entre c. 1880, o 1897.

Después, durante las primeras décadas de vida independiente, el Estado de México sufriría numerosas secesiones, ya que del original Estado de México surgirían los actuales estados de Hidalgo, Morelos y Guerrero.

### SigloXX
Con la Revolución y la promulgación de la Constitución Política de los Estados Unidos Mexicanos del 5 de febrero de 1917, se creó a su vez una nueva Constitución del Estado de México, la cual marcó la existencia de 16 distritos judiciales.
A su vez, en 1941, a disposición del gobernador del estado Wenceslao Labra, se creó un escudo para el estado. Se lanzó una convocatoria dirigida a historiadores y artistas de todo el país para concursar en la elaboración de un proyecto de escudo estatal. El 9 de abril del mismo año y por decreto se adoptó como escudo del Estado de México el diseño elaborado por Pastor Velázquez, mismo que contiene como lema la insignia: «Patria, Libertad, Trabajo y Cultura».

### SigloXXI
En las elecciones estatales de 2023, se marcó un antes y un después en la historia del Estado de México con la victoria de Delfina Gómez. La antedicha política del partido Morena se convirtió en la primera mujer gobernante en la historia del Estado. Aunado a lo anterior, también fue la primera vez en 94 años históricos en que el Partido Revolucionario Institucional (PRI) perdió el poder sobre el territorio mexiquense.
La toma de posesión de Delfina Gómez como gobernadora del Estado de México tuvo lugar el 14 de septiembre de 2023, con lo cual concluyó el periodo de gobernación de Alfredo del Mazo Maza.

## Geografía

### Límites
Su principal vecino es la Ciudad de México.
| Noroeste: Ciudad de México  | Norte: Querétaro e Hidalgo | Nordeste: Ciudad de México |
| Oeste: Guerrero y Michoacán |                            | Este: Puebla y Tlaxcala    |
| Suroeste: Ciudad de México  | Sur: Guerrero y Morelos    | Sureste: Ciudad de México  |

El Estado de México se localiza en la zona central de la República Mexicana, en la parte oriental de la mesa de Anáhuac. Colinda al norte con los estados de Querétaro e Hidalgo; al sur con Guerrero y Morelos; al este con Puebla y Tlaxcala; y al oeste con Guerrero y Michoacán, así como con la Ciudad de México, al que rodea al norte (noroeste), este (sureste) y oeste (suroeste).
La mayor parte del territorio mexiquense se localiza en la parte central del Eje Neovolcánico. Comprende los valles de México, Toluca, parte del valle de Puebla-Tlaxcala y una pequeña porción del Valle del Mezquital al norte del estado que antiguamente se conocía como la Teotlalpan, así como las cadenas montañosas Sierra Nevada, monte de las Cruces, sierra de Monte Alto, sierra de Tetzontlalpan al norte y Cumbres Occidentales en colindancia con Michoacán.
Sobre esta misma meseta se localizan importantes elevaciones como el volcán Popocatépetl (5500 m), el Iztaccíhuatl (5220 m s. n. m.), el Nevado de Toluca (4680 m s. n. m.) y los cerros Tláloc (4120 m s. n. m.), Telapón (4060 m s. n. m.) y Jocotitlán (3910 m s. n. m.). La parte sur del territorio mexiquense se localiza dentro de la depresión del Balsas, misma que comparte con los estados de Guerrero, Michoacán, Puebla y Morelos.

### Clima

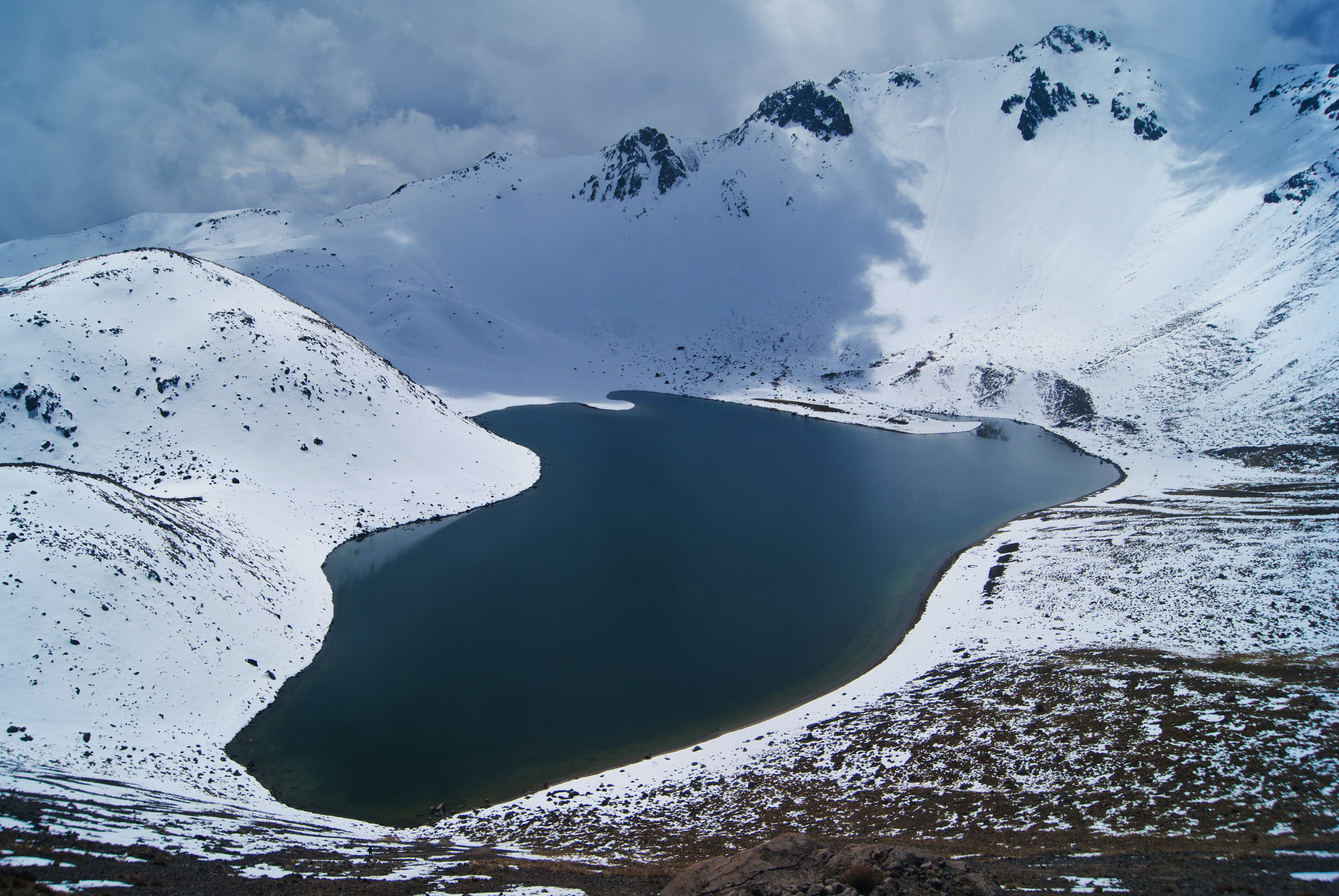
Nevado de Toluca durante el invierno.

El clima de la zona, en general, es templado subhúmedo, con lluvias en verano y una temperatura media de entre 10 y 16 °C (grados Celsius), con precipitaciones de entre 500 y 1500 mm. Las lluvias se presentan durante el verano en los meses de junio a septiembre, la precipitación media del estado es de 900 mm anuales.
La temperatura media anual es de 14,7 °C, las temperaturas más bajas se presentan en los meses de enero y febrero son alrededor de 3 °C. La temperatura máxima promedio se presenta en abril y mayo es alrededor de 25 °C. El Estado de México cuenta con su propia área denominada como «Tierra Caliente», la llamada Tierra Caliente Mexiquense localizada al suroeste, misma que esta emparentada con las zonas de la Tierra Caliente Guerrerense y la Tierra Caliente Michoacana. El clima en dicho lugar es cálido subhúmedo debido a la baja altitud.

### Hidrografía
El Estado está comprendido dentro de tres grandes cuencas, el Lerma, que ocupa el 27,3 % de la superficie estatal; el Balsas, 37,2 % y el Pánuco, 35,5 %.
El río Lerma tiene una longitud aproximada de 125 kilómetros. Nace en el municipio de Almoloya del Río y desemboca en el océano Pacífico. Pasa por los municipios de: San Antonio la Isla, Tianguistenco, Texcalyacac, Santa Cruz Atizapán, Capulhuac, San Mateo Atenco, Metepec, Lerma, Toluca, Otzolotepec, Temoaya, Almoloya de Juárez, Ixtlahuaca, Jocotitlán, Atlacomulco y Temascalcingo. Por su margen derecha recibe las aguas de los ríos Tianguistenco, la ciénega de Texcaltenango, el Ocoyoacac, el Amealco, el Atarasquillo, el San Pedro, el Caparrosa, el Temoaya, el Solano, los manantiales de Jocotitlán y el Sila; y por la izquierda, el Verdiguel, el Calixtlahuaca, el Almoloya de Juárez, el Santa María del Monte y el Mineral del Oro.

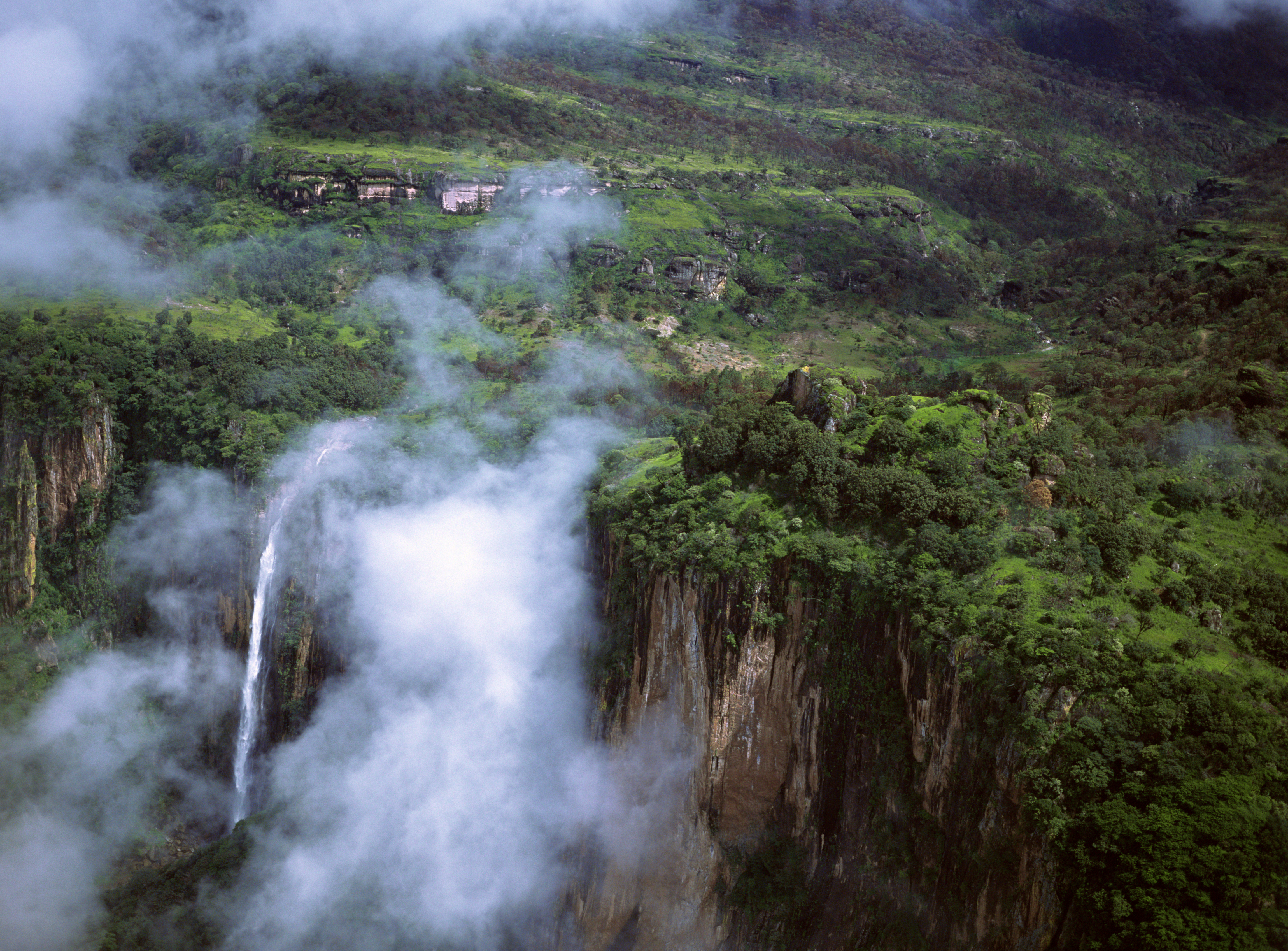
Cascada de la sierra de Nanchititla

Toda la región sur del estado forma parte de la cuenca del río Balsas, el Ocuilan o Chalma (con sus afluentes Malinalco, Zumpahuacán, Zempoala y Zarcas) se une al Amacuzac ya en el estado de Morelos; el río Tenango pasa de forma subterránea por las grutas de Cacahuamilpa, donde se conoce como Chontalcoatlan y llega al estado de Guerrero; el Malinaltenango se vierte en el Apetlahuacán; el Almoloya, el Sultepec e Ixtapan desembocan en el Balsas; mientras el Temascaltepec y el de La Asunción lo hacen en el Cutzamala. El de La Asunción recibe al de Valle de Bravo, al de Amealco de Becerra y al de Ixtapan del Oro.
La cuenca del río Pánuco está unido a la cuenca de México y tiene como fuentes originales las subcuencas del lago de Texcoco, que recoge las aguas de los ríos la Asunción, los Remedios, Tlalmanalco o de la Compañía, Río Frío, los Reyes y Panoaya; y la de Zumpango y Cuautitlán, que capta las corrientes de Zumpango, Coscomate, San Isidro, Aculco y Cuautitlán, que junto Taxhimay y Rosas alimentan el caudal del Tula - Moctezuma, que ayuda dar salida a las aguas negras de la Ciudad de México.
Aparte de las espectaculares lagunas del Sol y la Luna en el Nevado de Toluca, en el estado se encuentran las del cráter de cerro Gordo; la de Atexcapan, en Valle de Bravo; San Simón, en Donato Guerra; la que se halla entre San Pedro y la Concepción de los Baños; Tepetitlán, en San Felipe del Progreso; las cuatro de Acutzilapan, al pie del cerro Jocotitlán, en Atlacomulco; El Rodeo, cerca de Xonacatlán; Xibojay y Santa Elena, en Chapa de Mota; la de Huapango, en Timilpan; la de Zumpango; y el Lago Nabor Carrillo, en Texcoco.
Asimismo, existen manantiales de aguas termales en Ixtapan de la Sal, Tonatico, Apaxco, San Pedro de los Baños, Valle de Bravo, Sultepec, Temascaltepec y Tejupilco.
Otro recurso hidrológico importante con que cuenta el estado, es el de las presas, siendo las más importantes: José Antonio Alzate, en Temoaya; Ignacio Ramírez, en Almoloya; Guadalupe, en Cuautitlán Izcalli y Nicolás Romero; Madín, en Atizapán de Zaragoza; Vicente Guerrero, en Tlatlaya; Tepetitlán, en San Felipe del Progreso; Valle de Bravo y Villa Victoria, en los municipios del mismo nombre; Huapango, en Timilpan; Ñadó, en Aculco, Brockman, en El Oro, J. Trinidad Fabela, en Atlacomulco; y Danho, en Jilotepec.

### Zonas naturales y biodiversidad
En el Estado de México se hallan varias zonas naturales protegidas a lo largo de su territorio. Las más importantes son: los parques nacionales de El Desierto del Carmen, Bosencheve (comparte área con Michoacán), las lagunas de Zempoala (comparte área con Morelos), Los Remedios Netzahualcóyotl, el Nevado de Toluca, Zoquiapan y Anexas, El Sacromonte, Insurgente Miguel Hidalgo y Costilla (La Marquesa. Comparte área con Ciudad de México), Molino de las Flores, Iztaccìhuatl y Popocatépetl (comparte área con Morelos y Puebla).

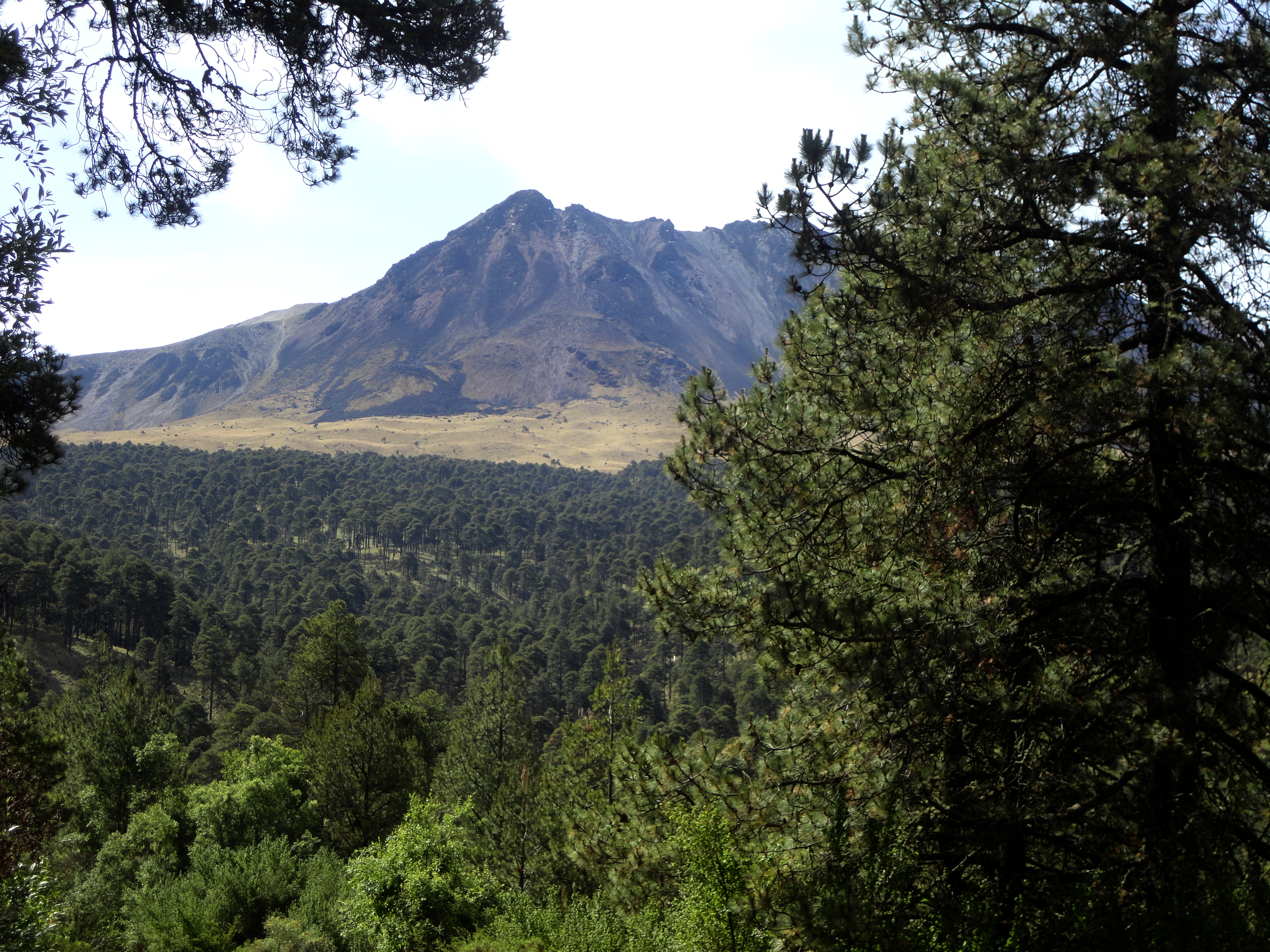
Área de protección de flora y fauna Nevado de Toluca.

Otras zonas incluyen a las Ciénegas del Lerma, el humedal más importante del estado donde se concentran algunas de las especies endémicas de México como el ahuehuete, así como diversos géneros de peces y anfibios amenazados con la extinción, y al corredor biológico Chichinautzin, que comparte en área con Morelos y Ciudad de México.
Cuenta con una parte compartida con Michoacán de la Reserva de la Biosfera de la Mariposa Monarca al oeste en la zona central. La misma fue creada para proteger el entorno natural y hábitat de la mariposa monarca, contando con una superficie total de 56 000 ha.
La biodiversidad en el Estado de México es muy variada ya que al estar en el centro del país, cuenta con características heterogéneas de clima, orografía e hidrografía que permiten el desarrollo de múltiples formas de vida que resultan útiles para las actividades humanas y esenciales para el mantenimiento del equilibrio ecológico, en ese sentido es importante internarse en el conocimiento de esta biodiversidad para contextualizar y valorar el papel que desempeña en el desarrollo estatal. La flora varía: en la sierra hay densos bosques de pino, encino, cedro blanco, oyamel y zacatonal. En el valle: pastos, vera dulce, nopal, damiana y ocotillo y en la depresión del Balsas, uña ratas almizcleras, comadrejas, tejones, coyotes y zorrillos. A pesar de que en el estado se encuentran algunos zoológicos, existen pocos espacios en donde se puedan observar, conocer y aprender sobre la fauna y flora originaria del estado, resaltan en este sentido un par de sitios: El jardín botánico Cosmovitral en Toluca, que si bien resguarda flora de muchos lugares, se le da énfasis a la flora mexiquense, y también el Museo vivo de Los Bichos de Malinalco, ubicado en el municipio de Malinalco, donde se muestra de manera lúdica e interesante la flora y fauna de la región sobre todo sur del estado.

## División política

### Antecedentes
La capital del Estado de México es Toluca de Lerdo, sede de los poderes de la entidad. Por sus contribuciones a la derrama económica, los municipios con mayor importancia incluyen a Naucalpan de Juárez, Tlalnepantla de Baz, Toluca, Ecatepec de Morelos, Cuautitlán Izcalli, Tultitlán, Metepec, Atizapán de Zaragoza, La Paz, y Nezahualcóyotl; todos en conjunto conforman los diez primeros lugares a nivel estatal.
Las actividades económicas más importantes del estado son la industria automotriz y textil. También se obtienen rentas considerables en materia de turismo. La actividad antigua más relevante era la agricultura pero, debido al crecimiento de la Ciudad de México y a la gran cantidad de población urbana, esta actividad ha sido desplazada por el sector manufacturero.

### Regiones
El estado está dividido en 125 municipios, agrupados en 20 regiones, mismas que se integran de la siguiente manera:
| N.º | Región                    | Cabecera Regional   |
| --- | ------------------------- | ------------------- |
| 1   | Región Amecameca          | Amecameca           |
| 2   | Región Atlacomulco        | Atlacomulco         |
| 3   | Región Chimalhuacán       | Chimalhuacán        |
| 4   | Región Cuautitlán Izcalli | Cuautitlán Izcalli  |
| 5   | Región Ecatepec           | Ecatepec de Morelos |
| 6   | Región Ixtlahuaca         | Ixtlahuaca          |
| 7   | Región Lerma              | Lerma               |
| 8   | Región Metepec            | Metepec             |
| 9   | Región Naucalpan          | Naucalpan de Juárez |
| 10  | Región Nezahualcóyotl     | Nezahualcóyotl      |
| 11  | Región Otumba             | Otumba              |
| 12  | Región Tejupilco          | Tejupilco           |
| 13  | Región Tenancingo         | Tenancingo          |
| 14  | Región Tepotzotlán        | Tepotzotlán         |
| 15  | Región Texcoco            | Texcoco             |
| 16  | Región Tlalnepantla       | Tlalnepantla de Baz |
| 17  | Región Toluca             | Toluca              |
| 18  | Región Tultitlán          | Tultitlán           |
| 19  | Región Valle de Bravo     | Valle de Bravo      |
| 20  | Región Zumpango           | Zumpango de Ocampo  |

## Gobierno
La política y el gobierno del Estado de México está constituido por el poder ejecutivo a cargo de la gobernadora Delfina Gómez Álvarez, el poder legislativo en el Congreso del Estado de México, y el judicial en el Poder Judicial del Estado de México.

## Economía
La economía mexiquense contribuyó un 9.1 % al producto interno bruto nacional en 2020, lo que le posiciona como la segunda economía del país, solo detrás de la Ciudad de México. El PIB estatal está compuesto en un 28 % por la industria manufacturera, de maquinaria y equipo, de electrónicos, automotriz, textil y maquiladora; un 22 % por el sector servicios; el 20 % por el comercio, hoteles y restaurantes; y el 15 % por los servicios financieros y actividades inmobiliarias.

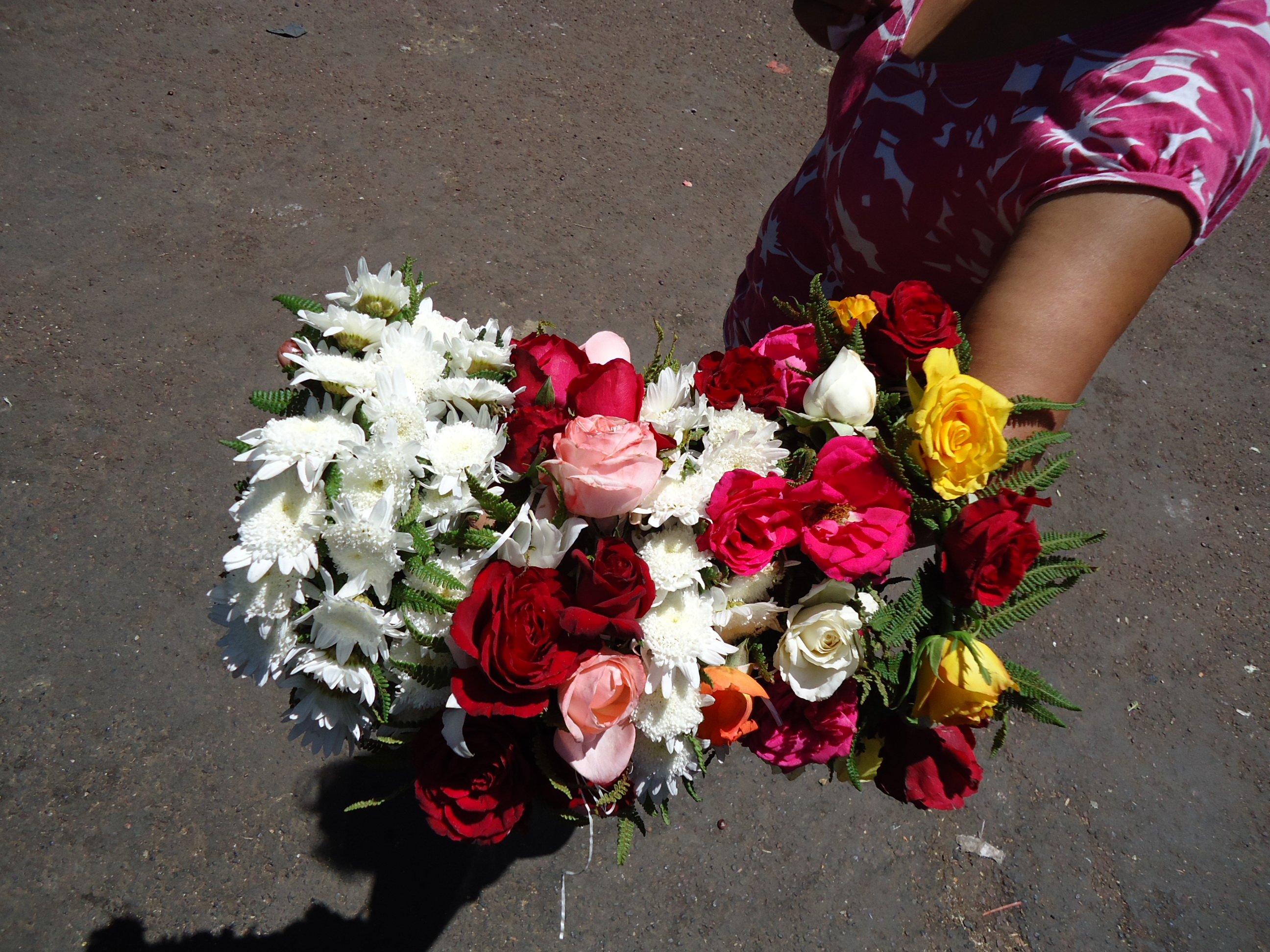
El Estado de México es el mayor productor de flores en todo el país, especializándose en la floricultura.

En cuanto a las actividades primarias, el Estado de México destaca en la producción de rosas y la floricultura, siendo el mayor productor de flores de corte en todo el país, las cuales además son exportadas internacionalmente. En esta entidad también se producen, aguacate, nopal, tuna, xoconostle, zanahoria, papa, chile, calabaza, fríjol, tomate verde, chícharo, maíz en grano, cebada y trigo. Además de ser un estado que a pesar de carecer de litoral (acceso al mar) se posiciona como el primer productor acuícola nacional de trucha y carpa. El Estado de México es el octavo productor de leche a nivel nacional, de la cual, la mayor producción láctea y sus derivados, tiene como destino Ciudad de México y su Zona Metropolitana.
El tamaño de la economía mexiquense le coloca a la par de otras grandes economías latinoamericanas. En la entidad, operan el 11 % de las empresas de todo México: sus grandes parques industriales y la gran fuerza exportadora de sus productos y artesanías (en donde, además, ocupa el 3.er lugar de producción nacional) le confirman su posición como una gran potencia industrial en el país.
El Estado de México cuenta con 42 desarrollos industriales, 2137 unidades económicas que captan 129 457 personas, y para efectos de presentación, los municipios donde operan estos desarrollos han sido ordenados en cuatro grupos.
De los 42 parques, ciudades y corredores industriales, 13 se ubican en el primer grupo denominado al noreste de la Zona Metropolitana de Ciudad de México (ZMCM), donde se registran 841 unidades económicas y 41 944 de personal ocupado. Le sigue en importancia por el número de puestos de trabajo, el grupo localizado al noroeste de la ZMCM, en el que laboran 38 678 personas en 786 unidades económicas. En el centro de la entidad se concentran 12 parques industriales, donde 33 190 personas ocupadas se emplean en 464 unidades económicas; y finalmente, en el grupo ubicado al norte del estado, se localizan 4 desarrollos industriales que reportan 15 645 puestos de trabajo.

## Turismo

### Barrios Mágicos
Luego de ser nombrados por primera vez en junio de 2024, el 27 de octubre se oficializó la introducción de los Barrios Mágicos del Estado de México, localidades turísticas urbanizadas, siendo los barrios de Tenayuca y Santa Cecilia en Tlalnepantla de Baz los primeros en recibir esta denominación.

Barrios Mágicos
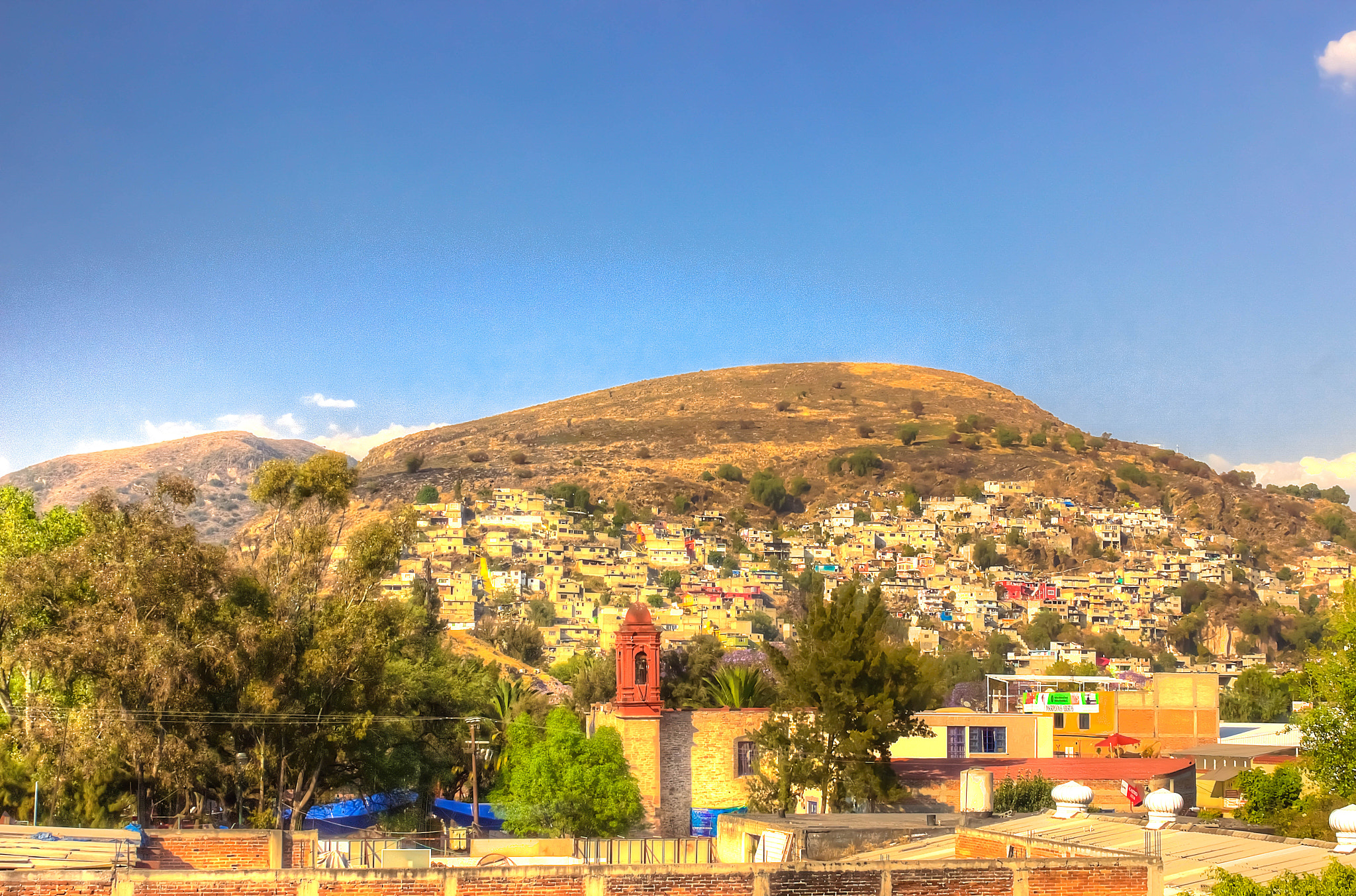
Tenayuca
Santa Cecilia

### Pueblos Mágicos
Originalmente solo eran doce municipios los que llevaban la designación de Pueblos Mágicos, siendo estos: Valle de Bravo, Aculco, El Oro, Teotihuacán (anteriormente conocido como San Juan Teotihuacán), Villa del Carbón, Tepotzotlán, Ixtapan de la Sal, Metepec, Malinalco, Tonatico, San Juan Teotihuacán, y San Martín de las Pirámides. El 27 de septiembre de 2024, se añadieron dos municipios más a la lista, completando catorce Pueblos Mágicos en total, contando con la integración oficial de Jilotepec y Otumba.

Pueblos Mágicos
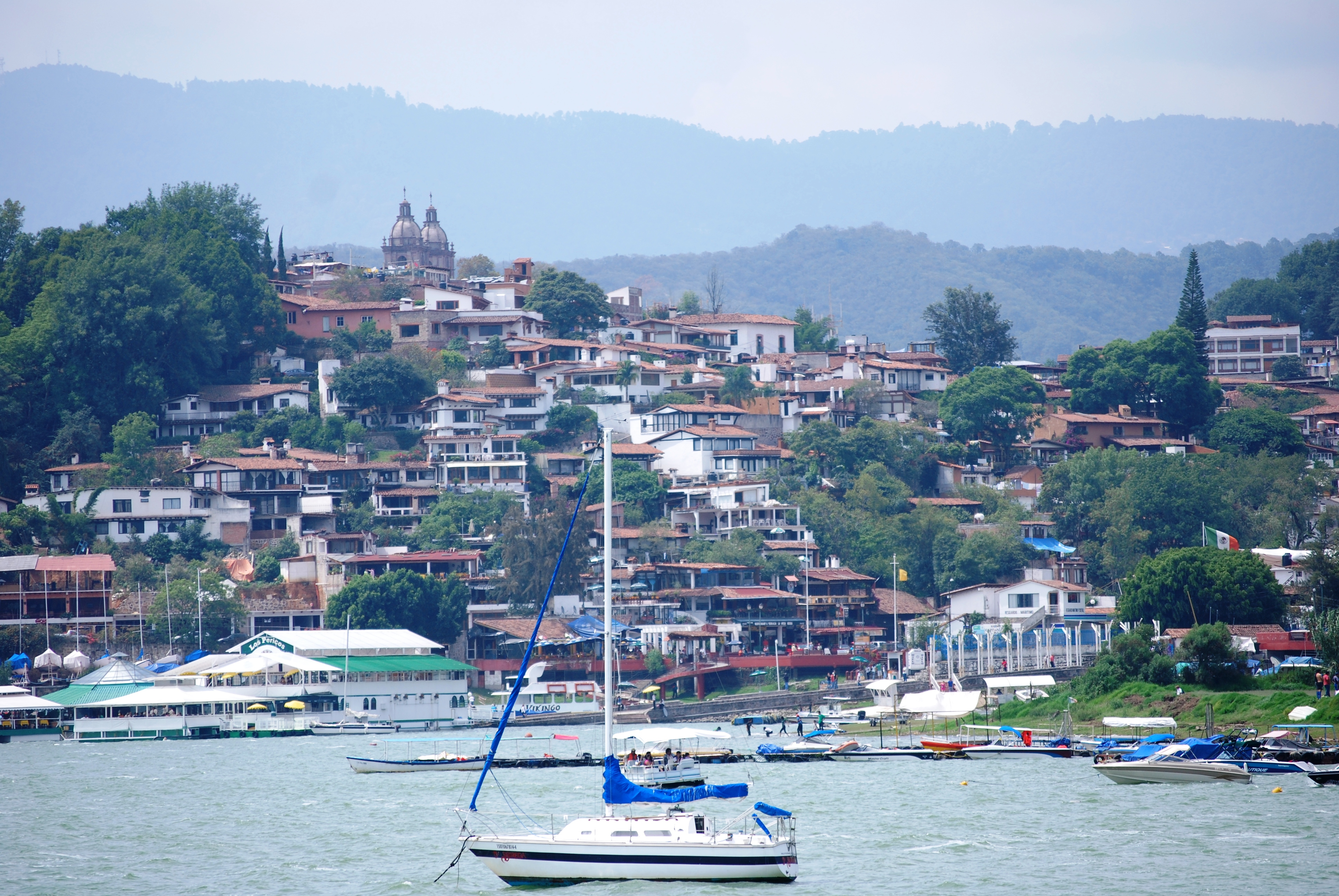
Valle de Bravo
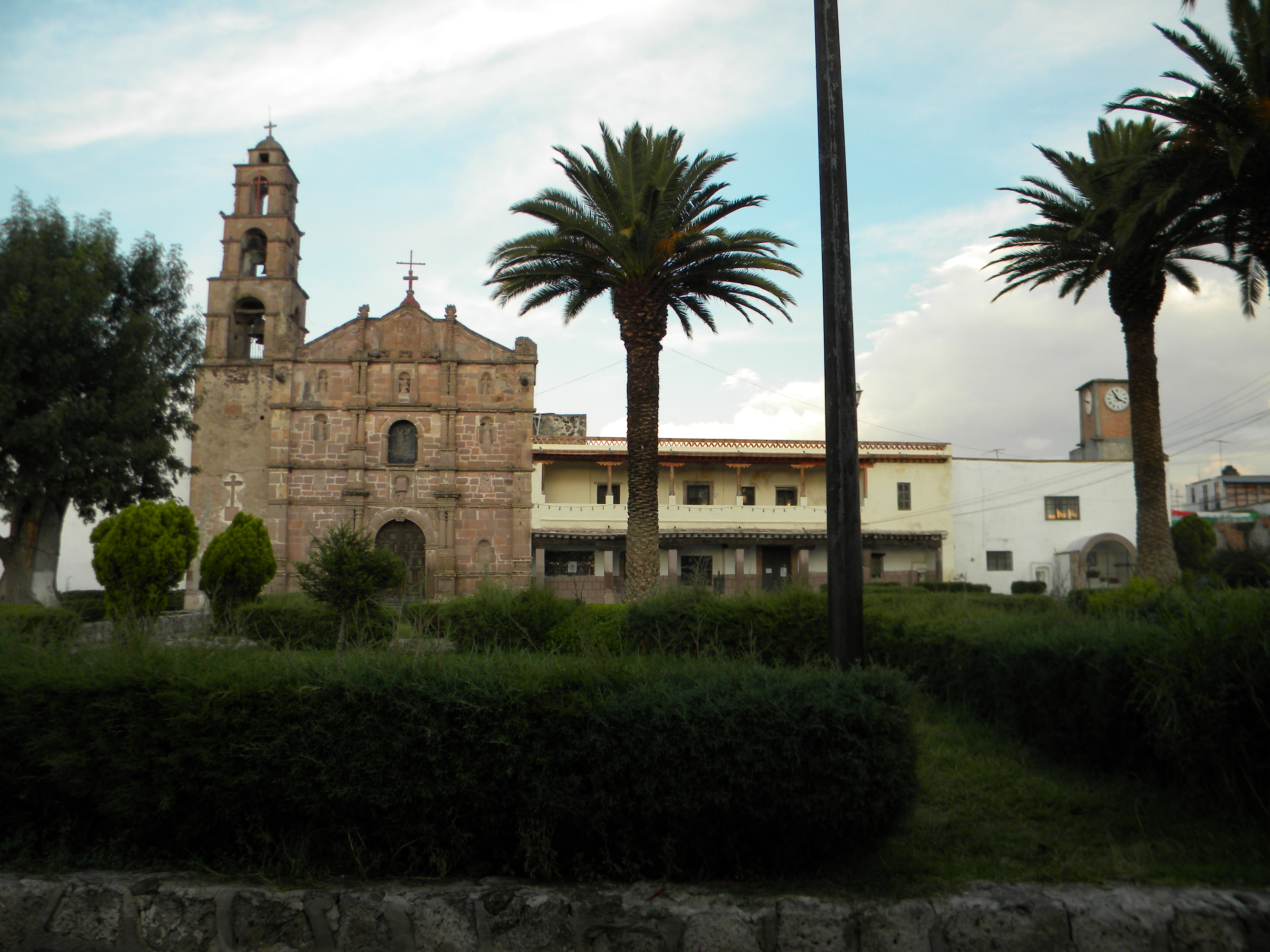
Aculco
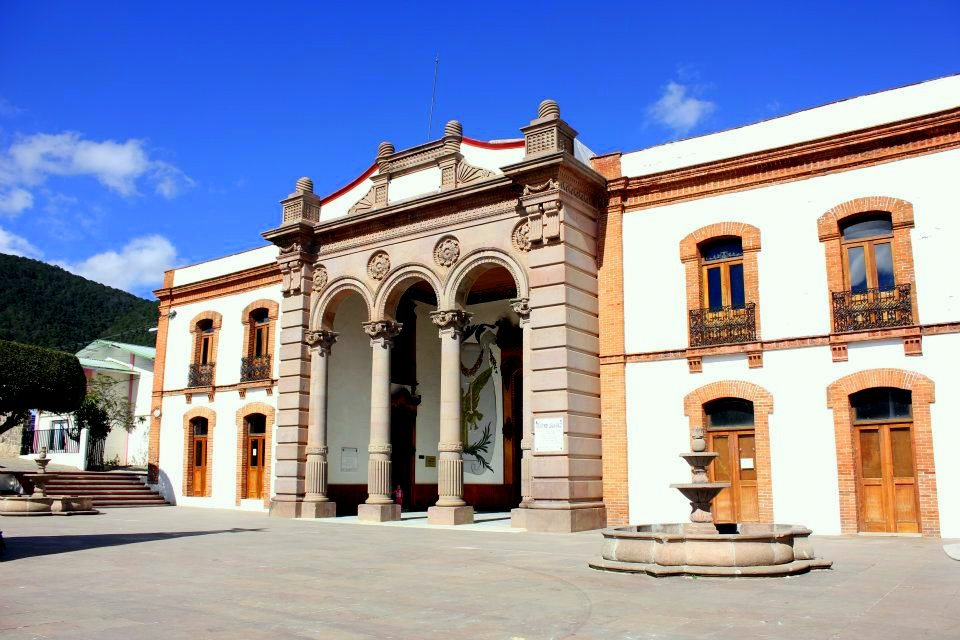
El Oro
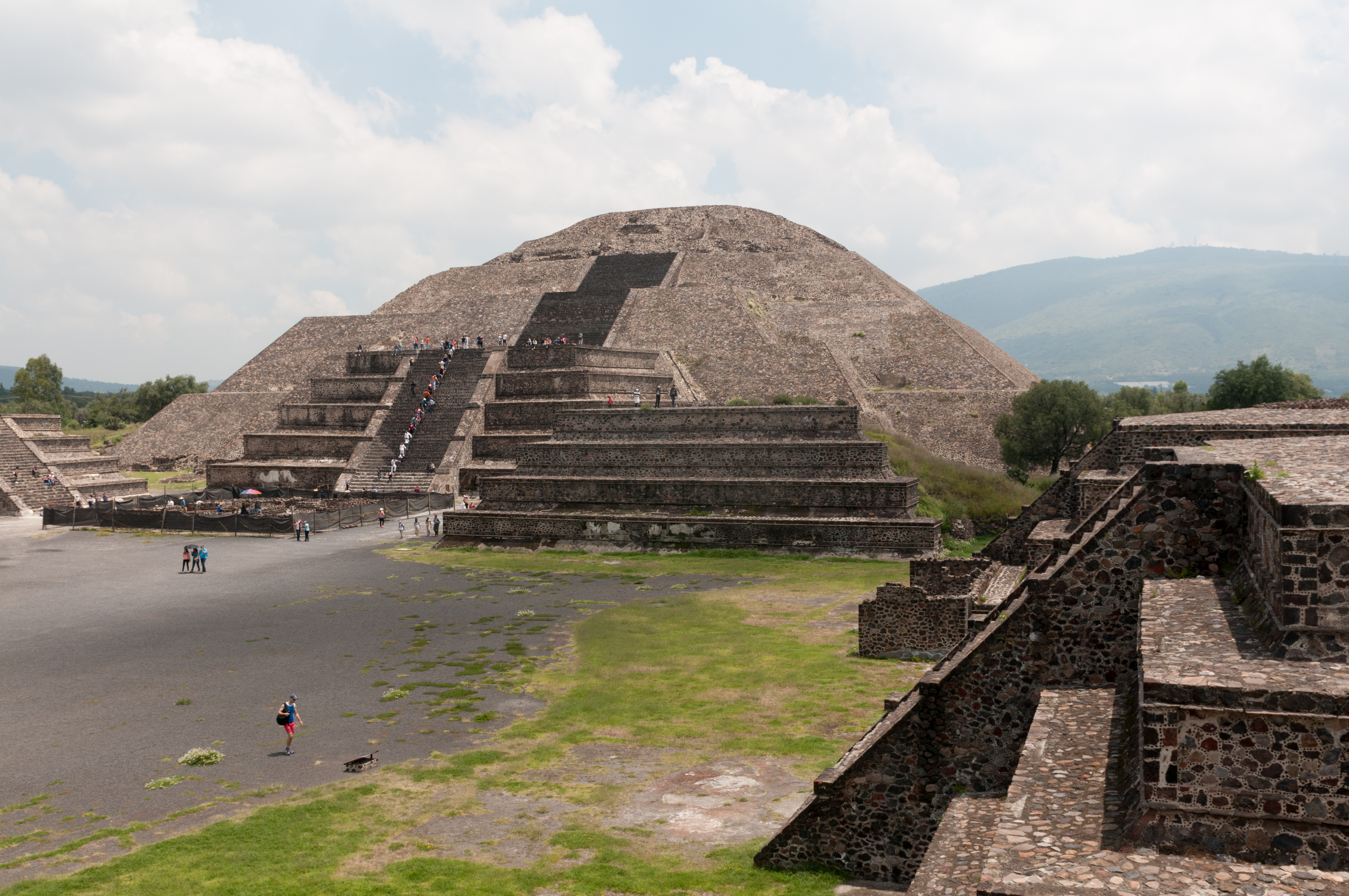
Teotihuacán
Villa del Carbón[71]
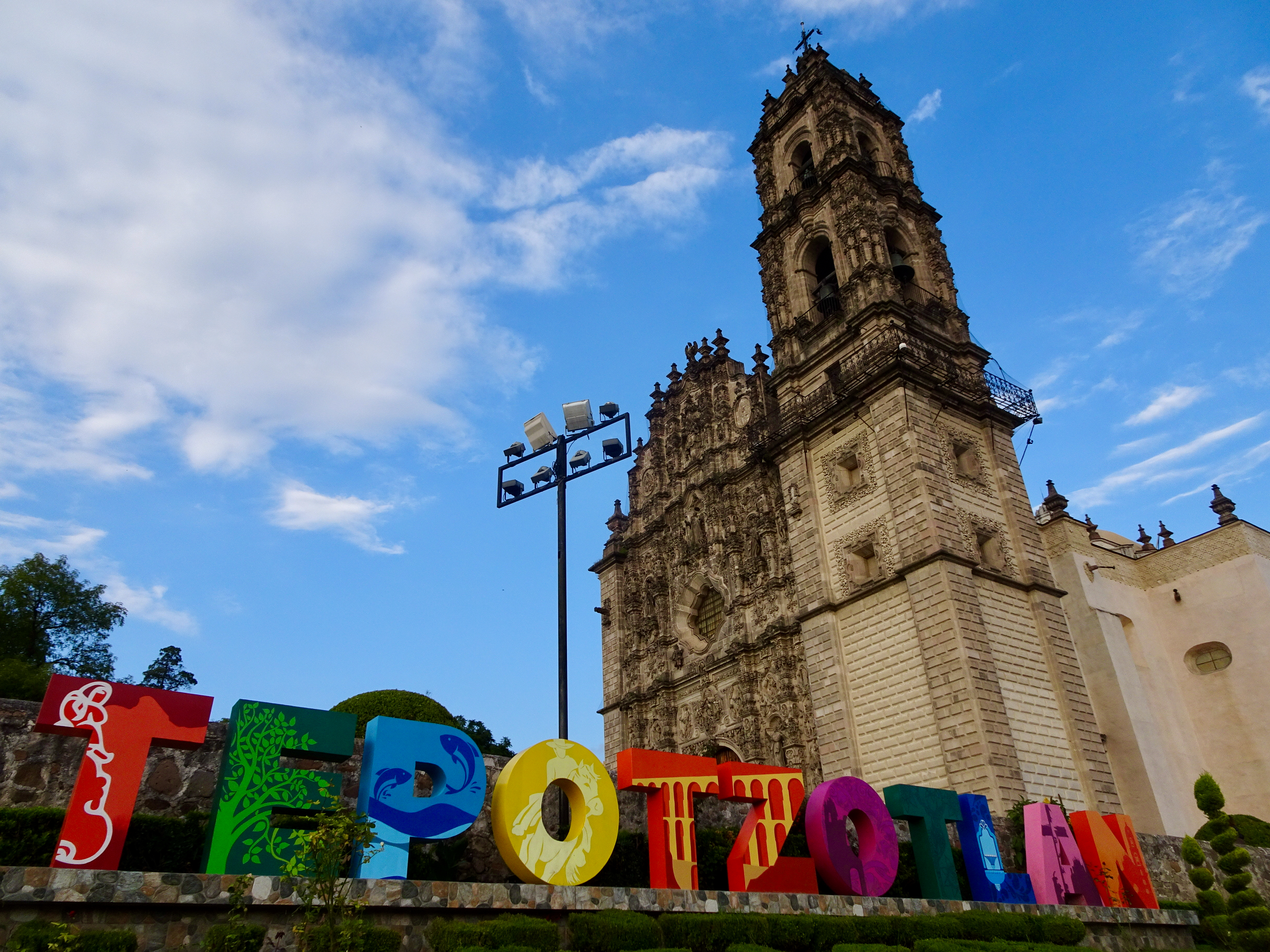
Tepotzotlán
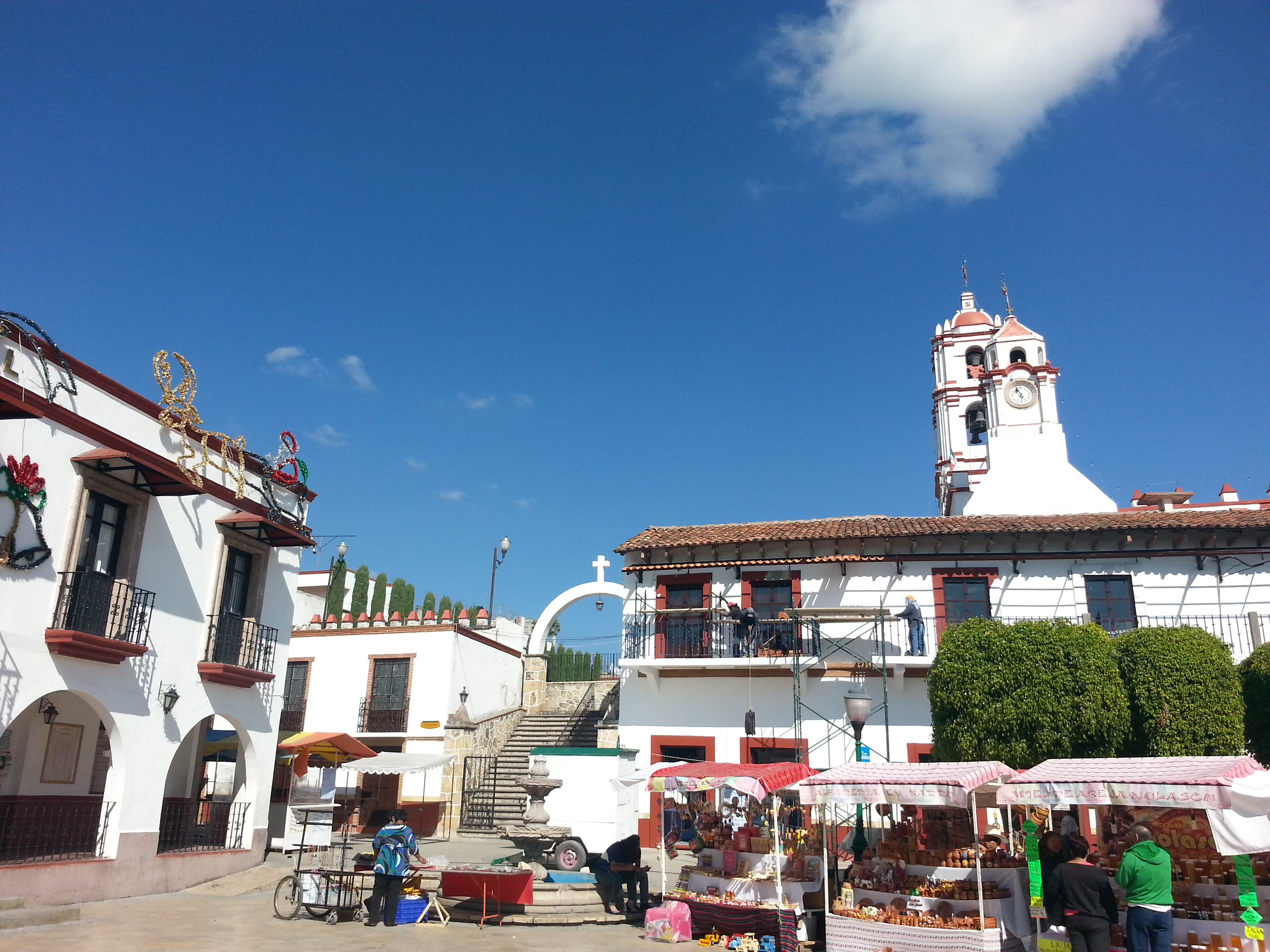
Ixtapan de la Sal
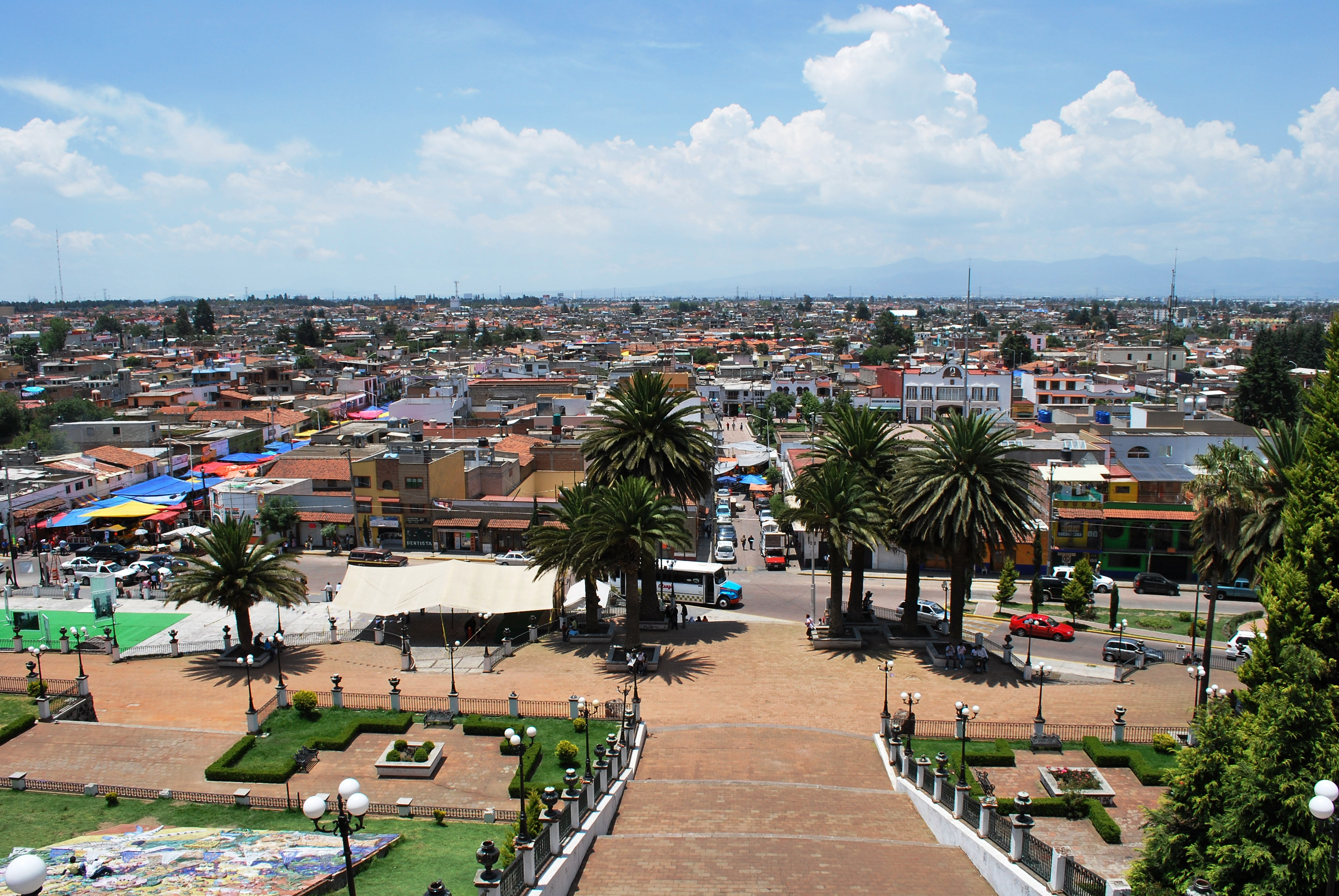
Metepec
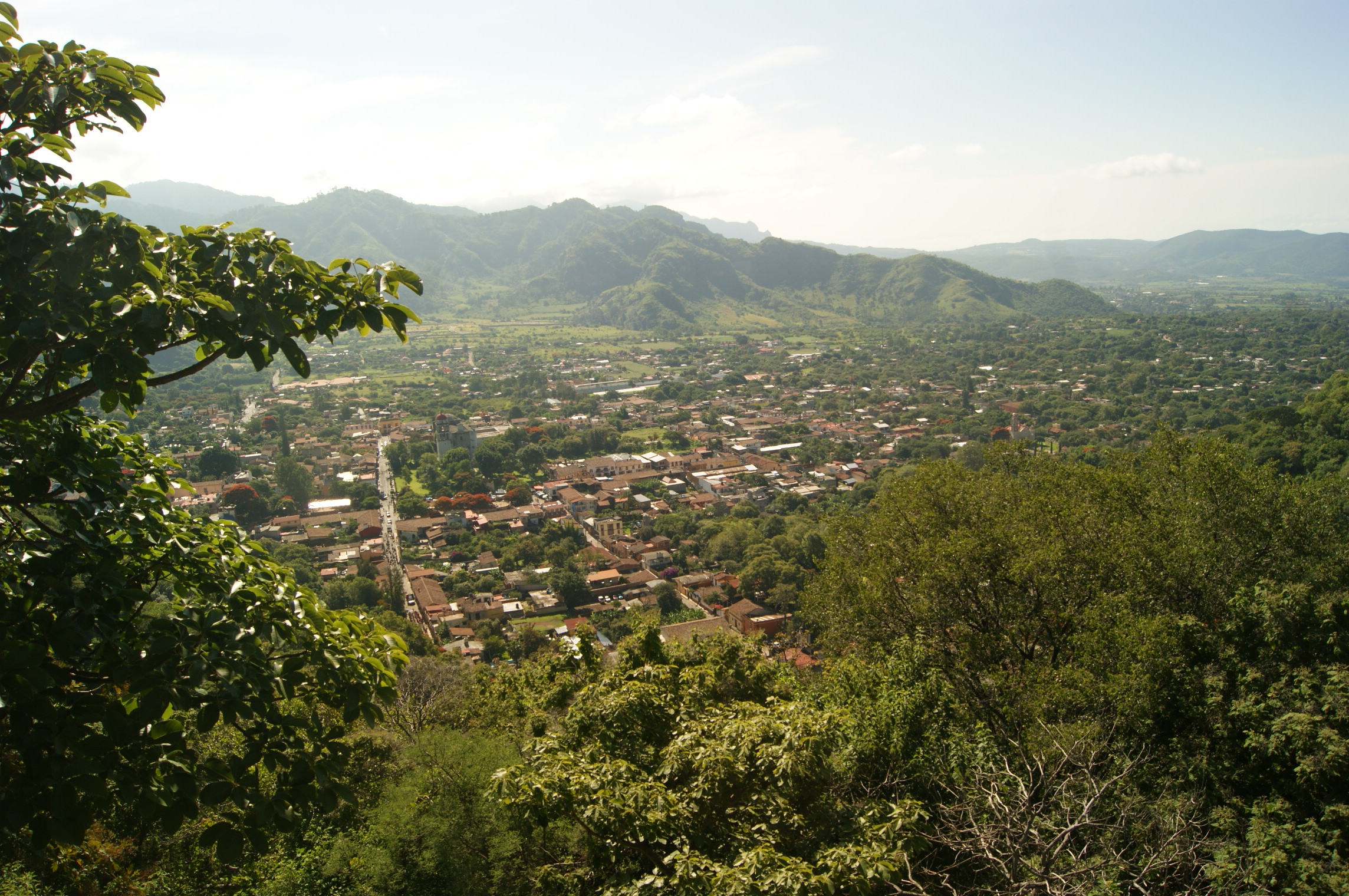
Malinalco
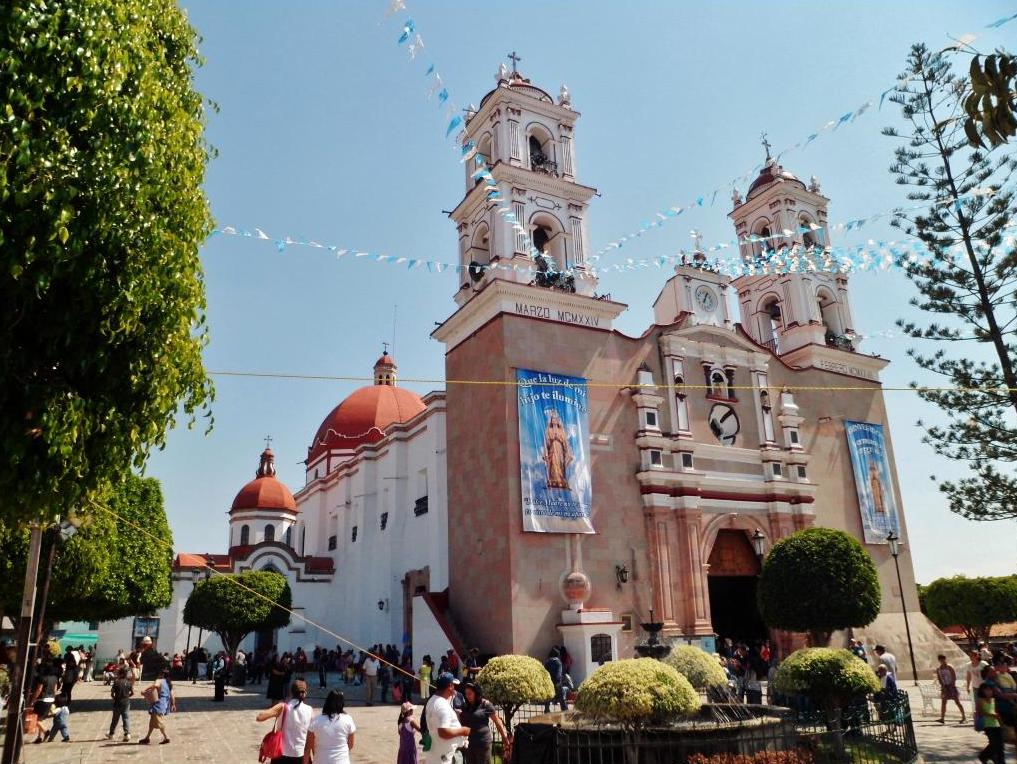
Tonatico
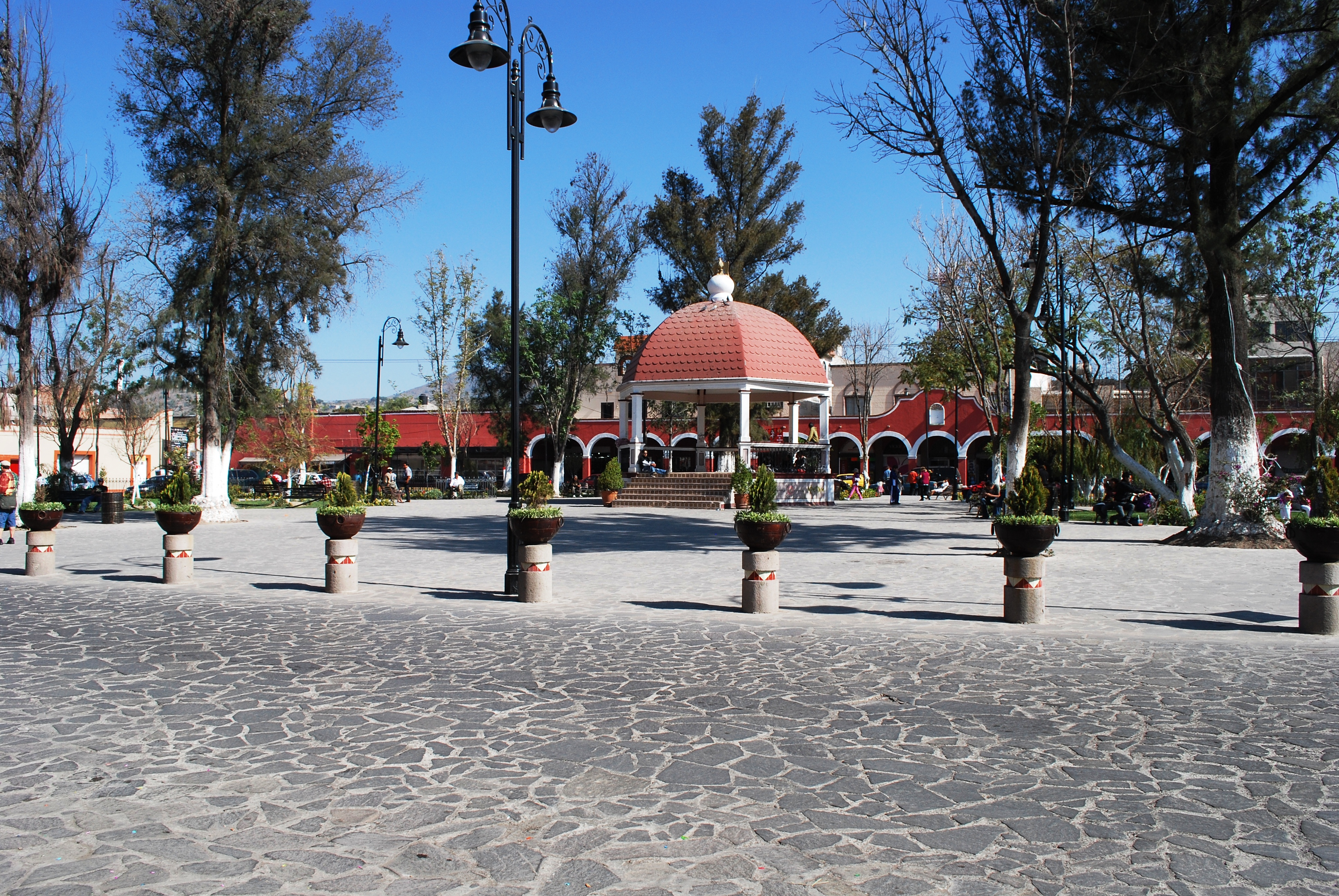
San Juan Teotihuacán
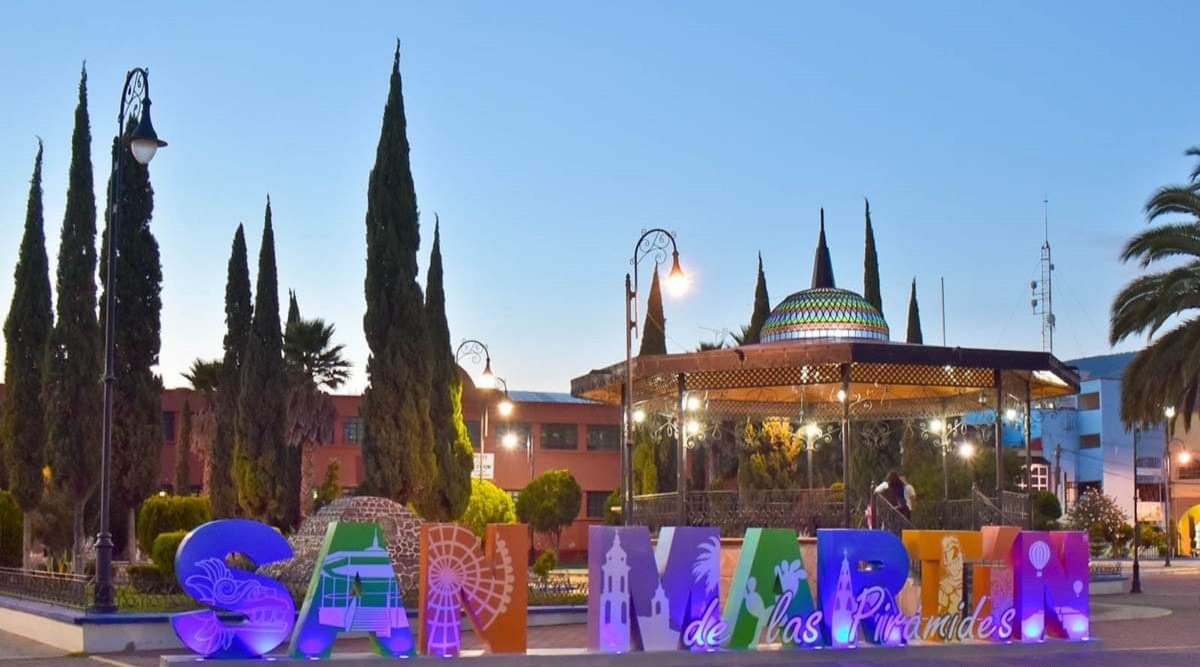
San Martín de las Pirámides
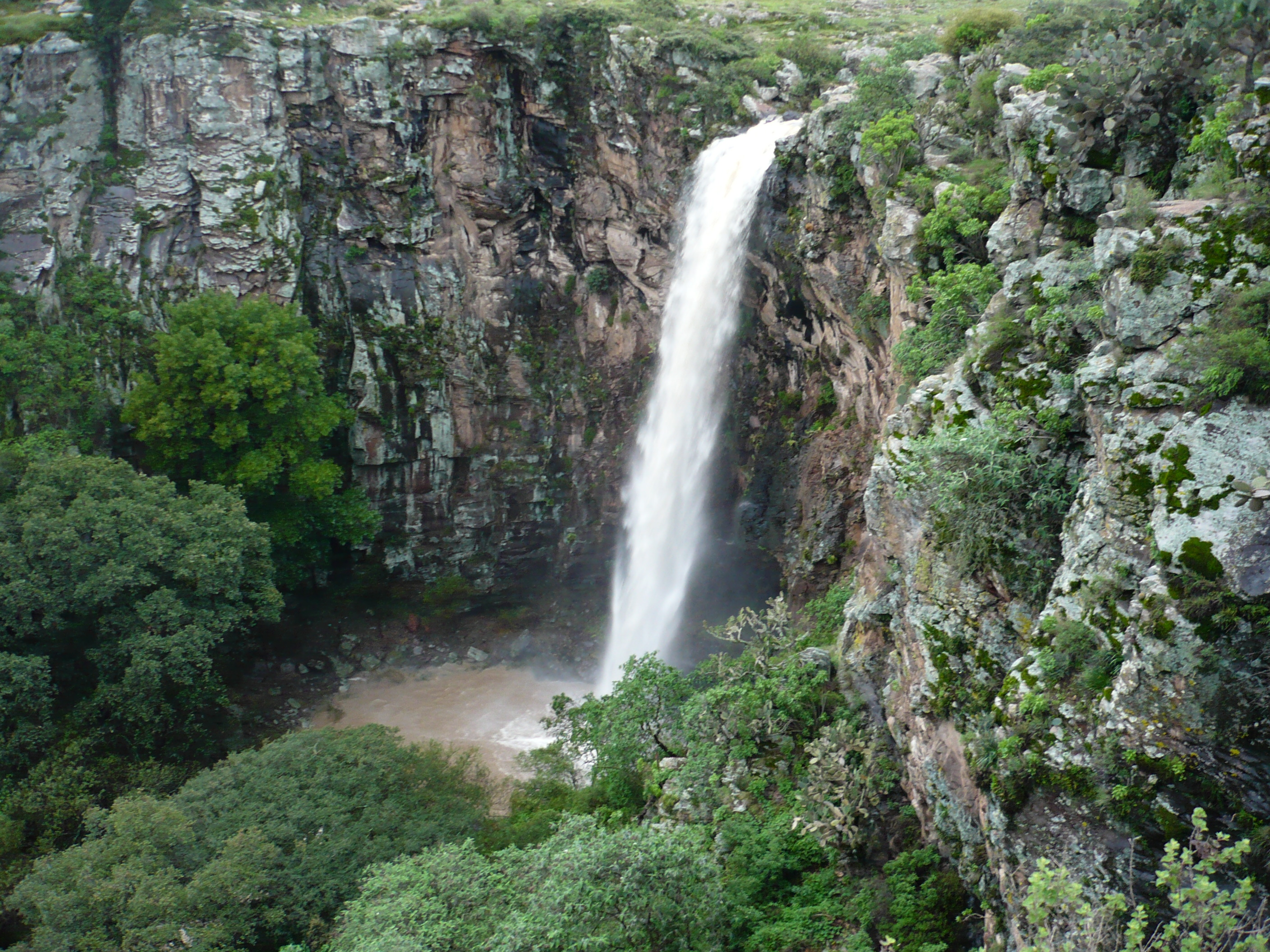
Jilotepec
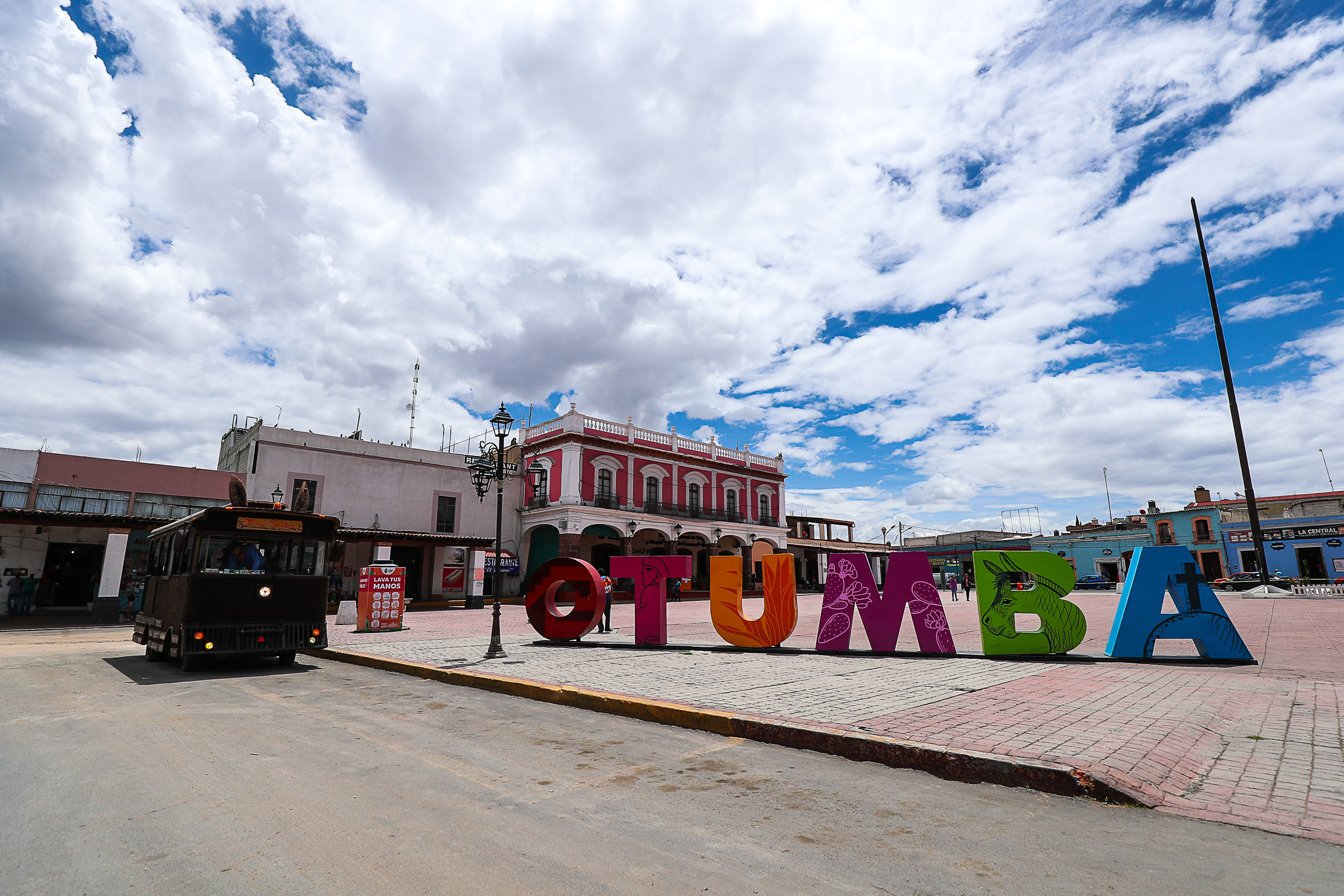
Otumba

### Pueblos con Encanto
A nivel estatal, en 2005 se creó el proyecto Pueblos con Encanto, el cual trabaja como apoyo para detonar el desarrollo en algunos municipios con atractivos y vocación turística. Dicha denominación se le ha otorgado a 25 municipios, estos son Acolman, Amanalco, Amecameca, Ayapango, Axapusco, Coatepec Harinas, Donato Guerra, Jiquipilco, Jocotitlán, Lerma, Nopaltepec, Ozumba, Papalotla, Polotitlán, San Felipe del Progreso, Sultepec, Temascalcingo, Temascaltepec, Temoaya, Tenango del Valle, Tepetlaoxtoc, Tepetlixpa, Tlalmanalco, Zacualpan, y Zinacantepec.

Pueblos con Encanto
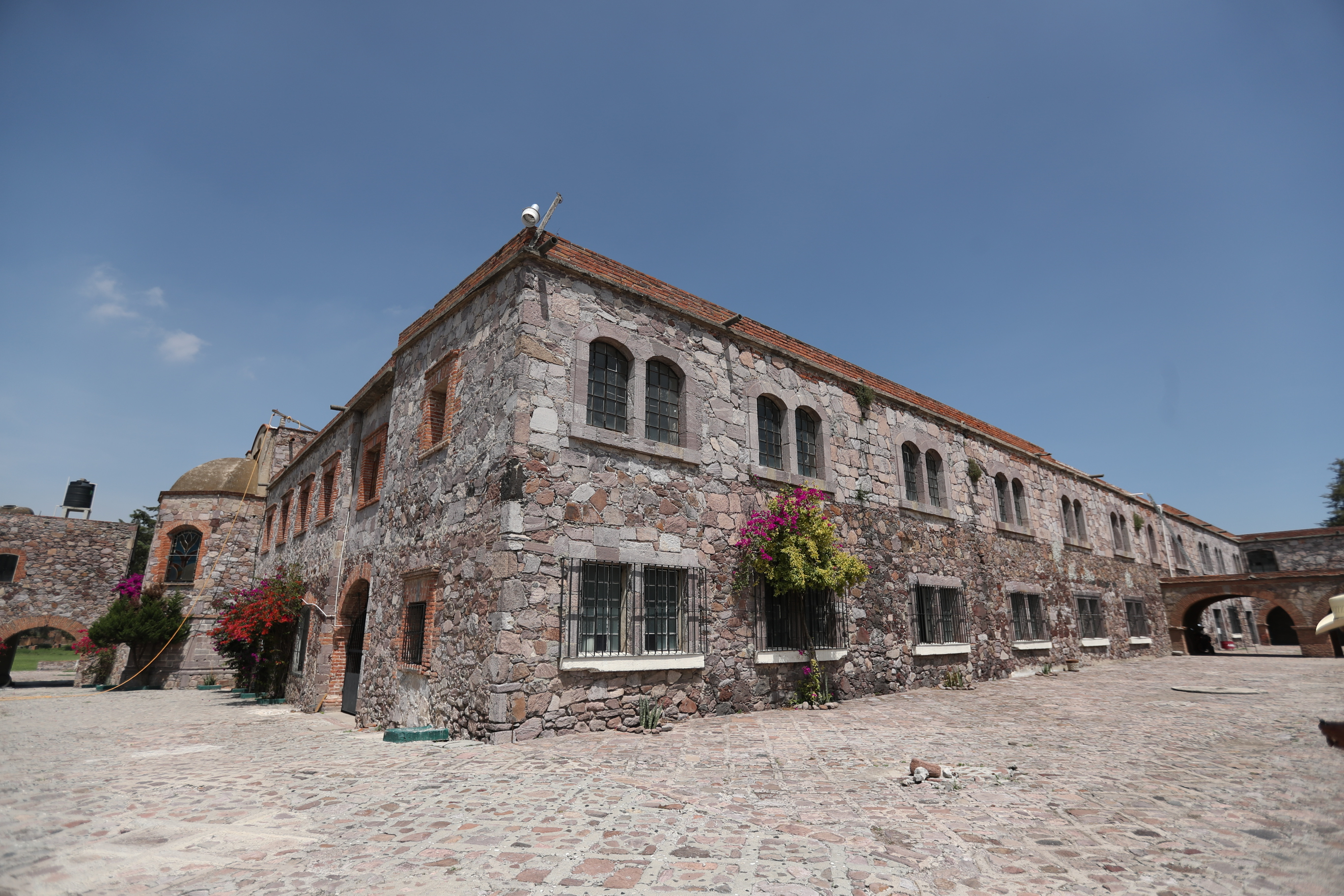
Acolman
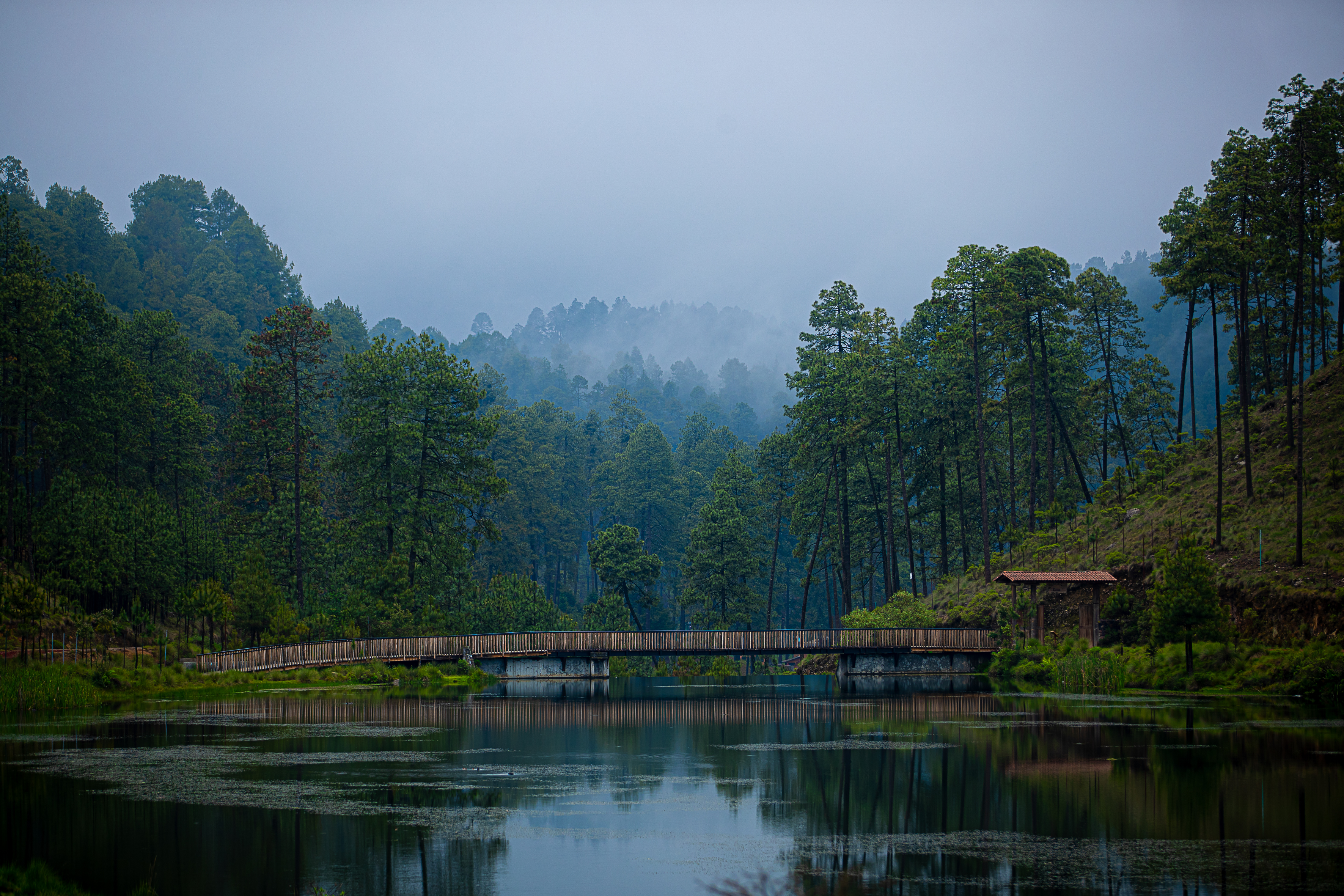
Amanalco
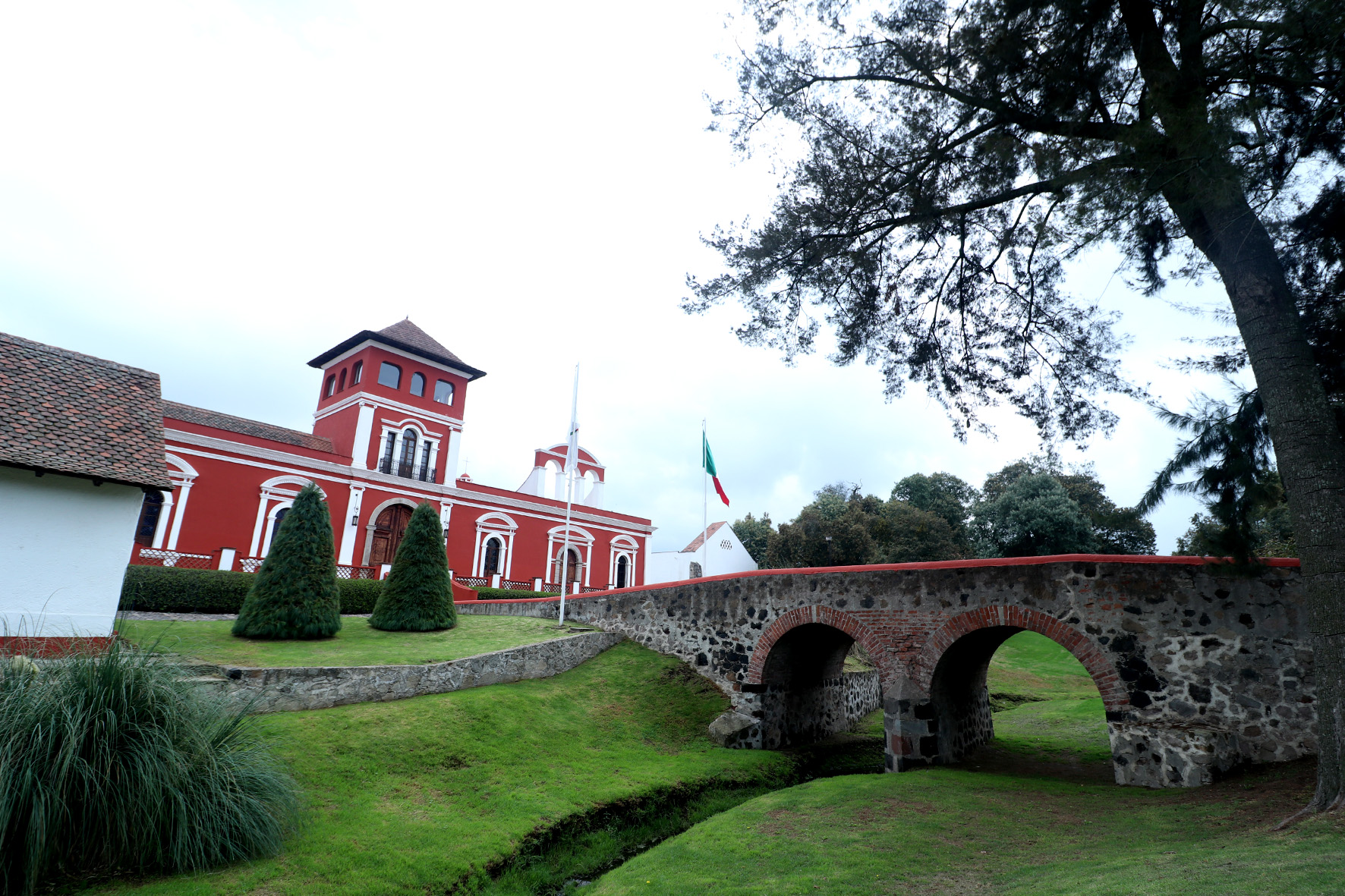
Amecameca
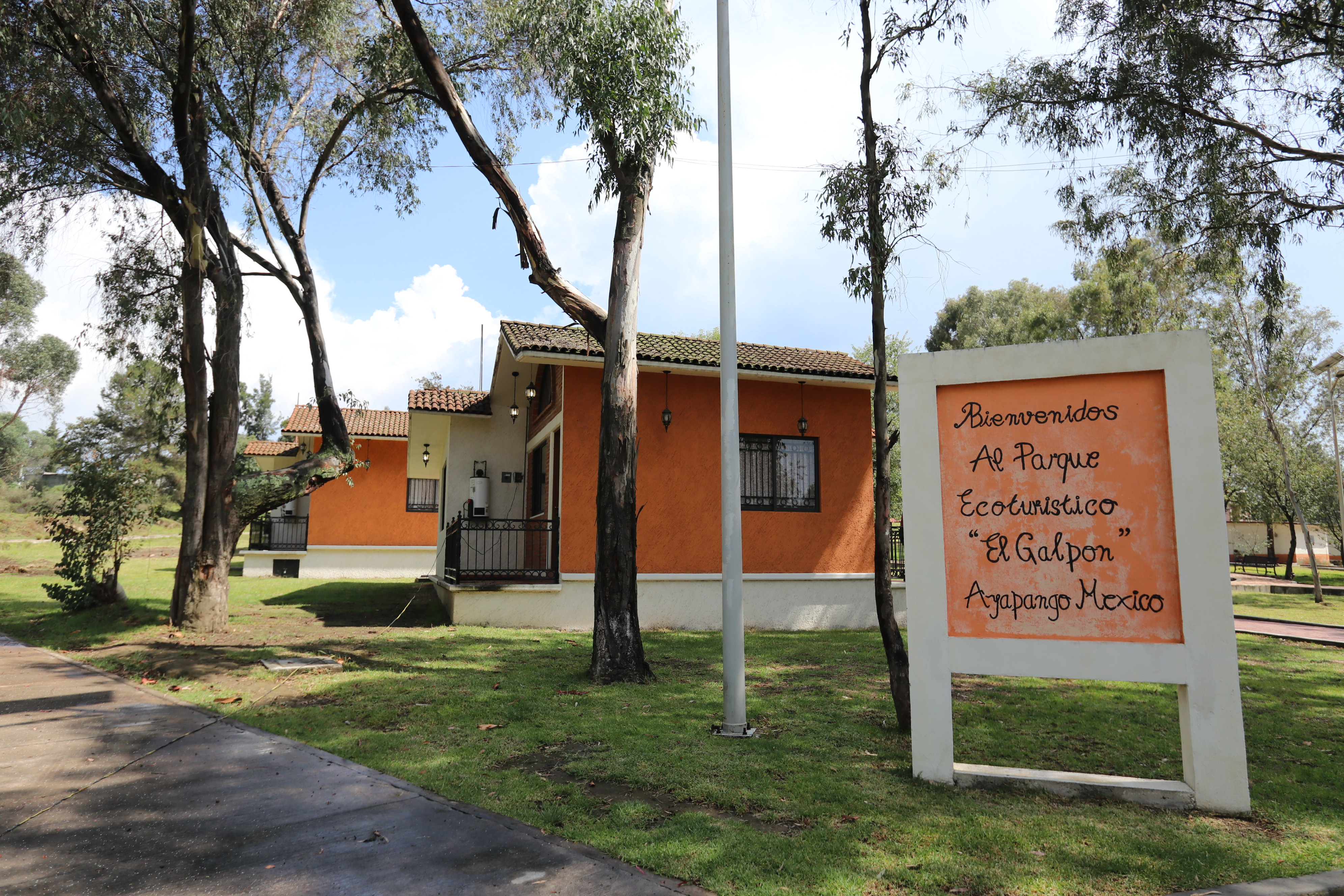
Ayapango
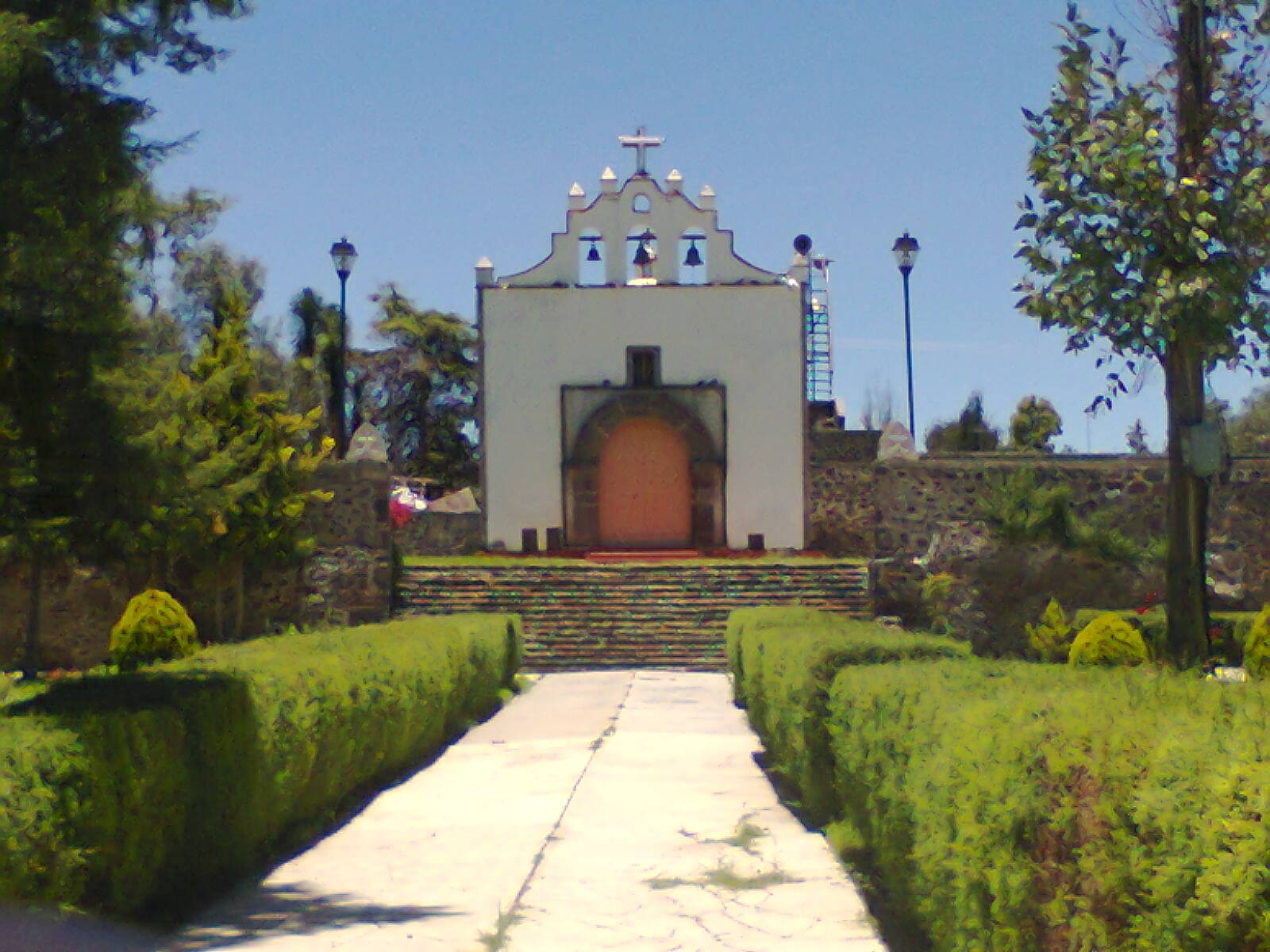
Axapusco
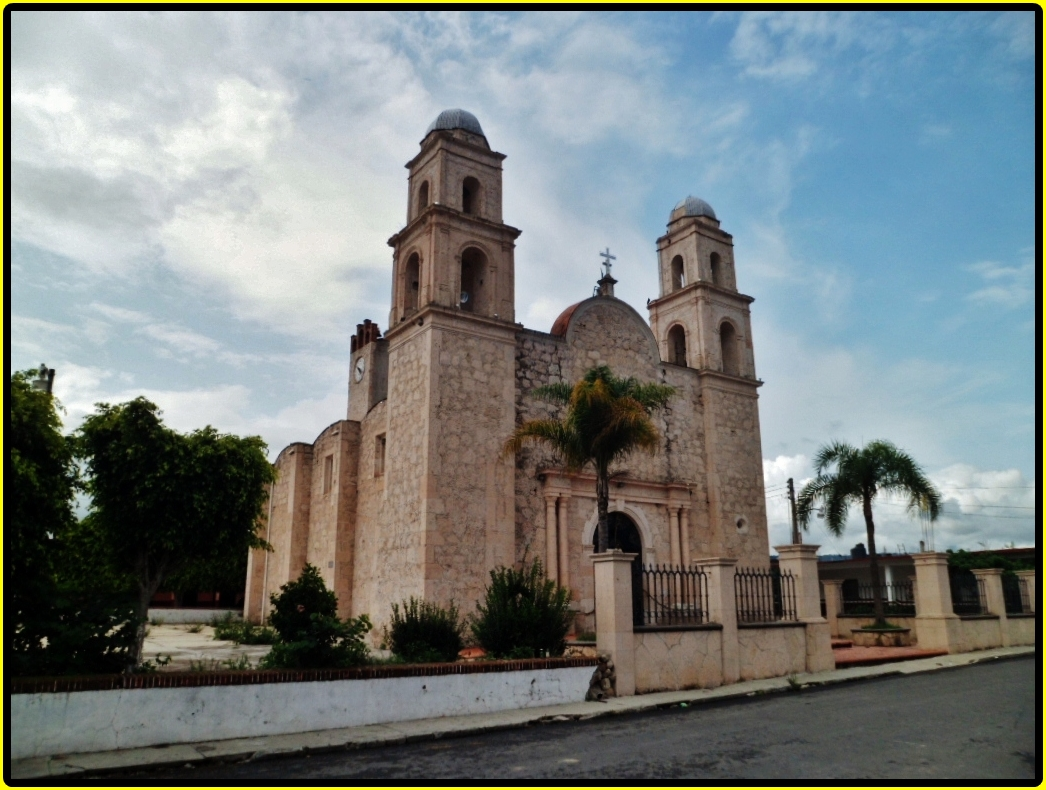
Coatepec Harinas
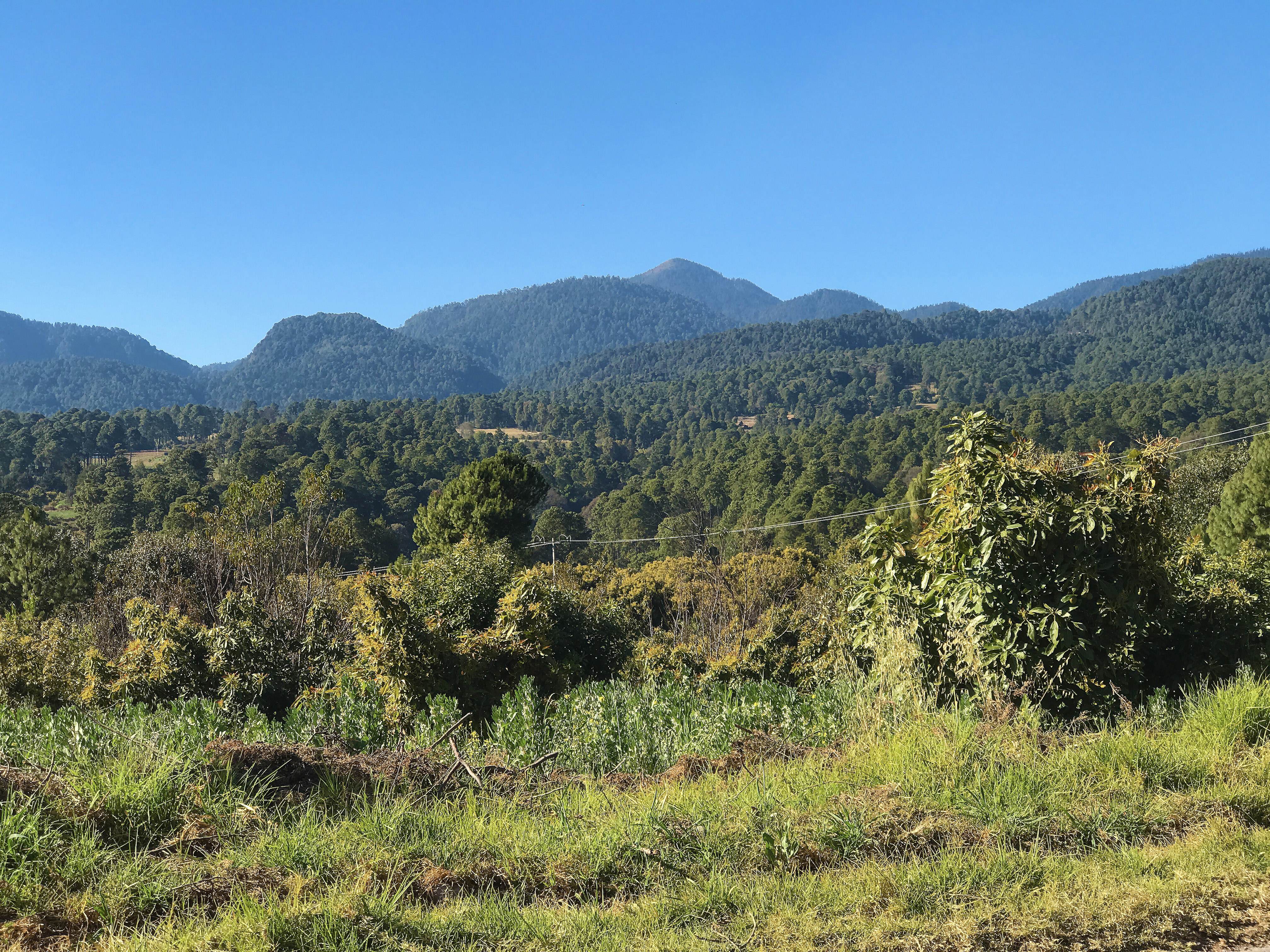
Donato Guerra
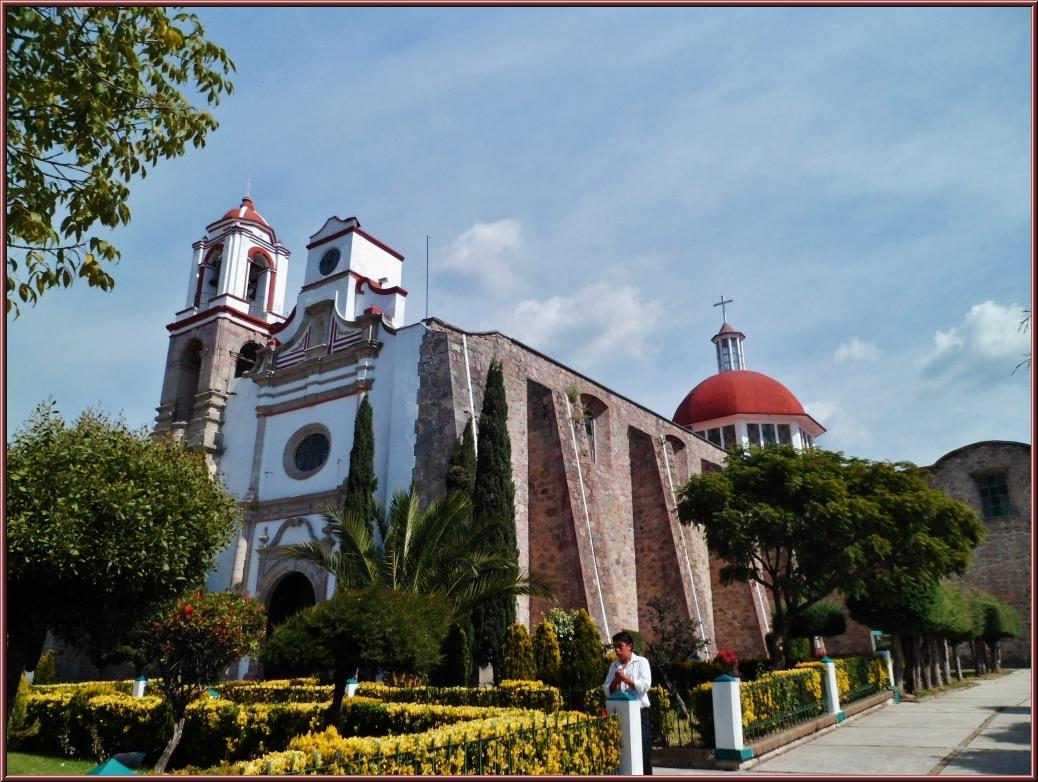
Jiquipilco
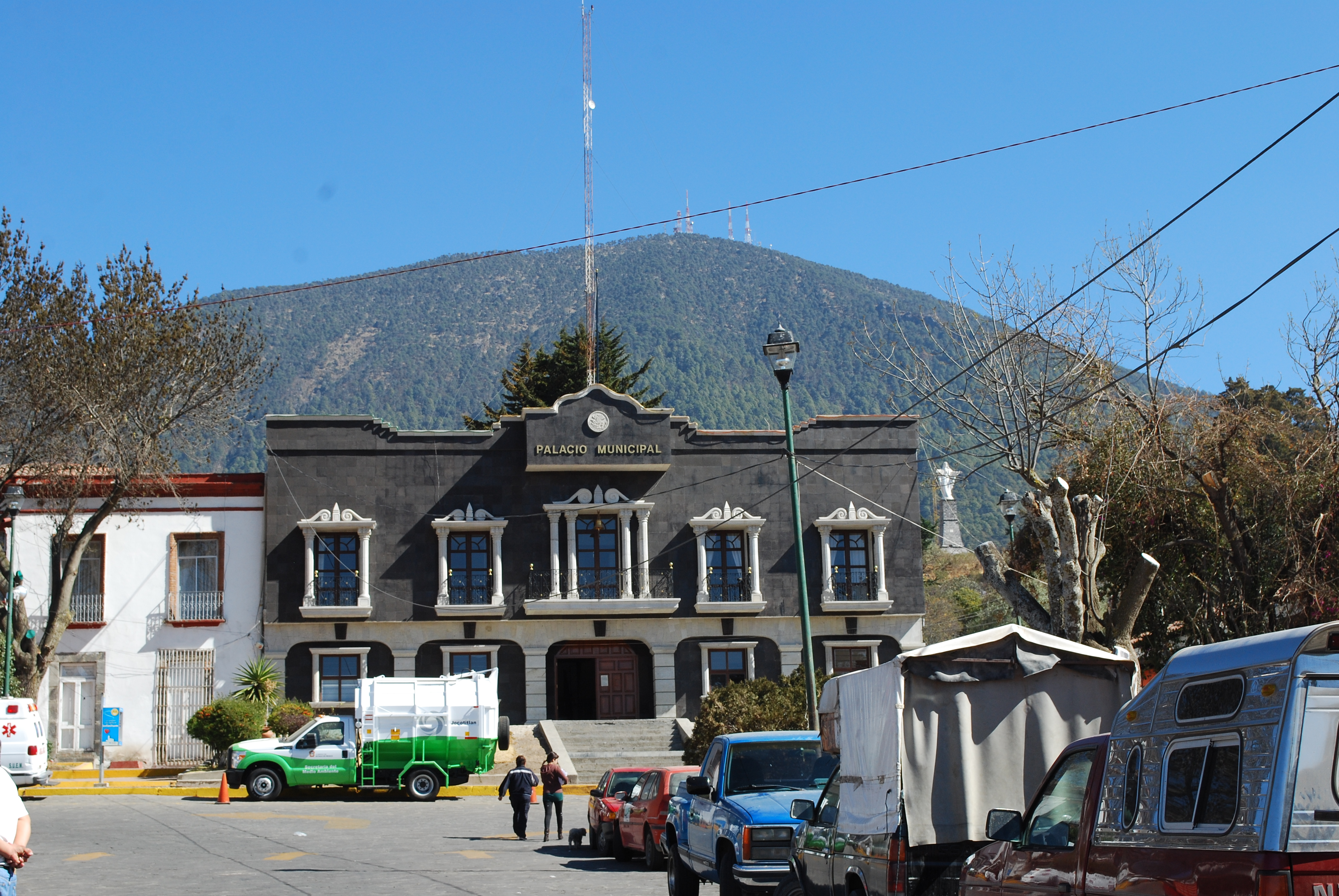
Jocotitlán
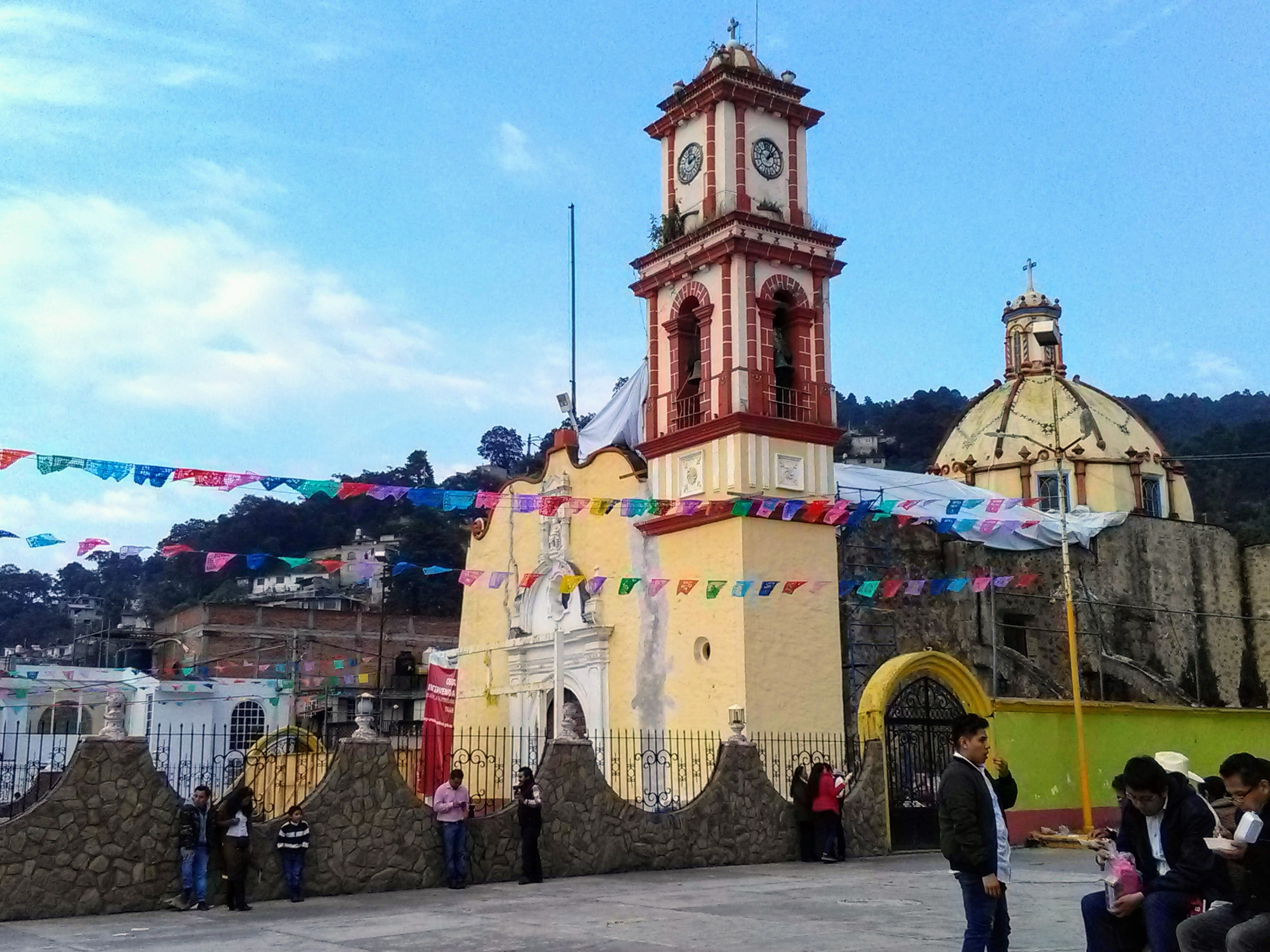
Lerma
Nopaltepec[91]
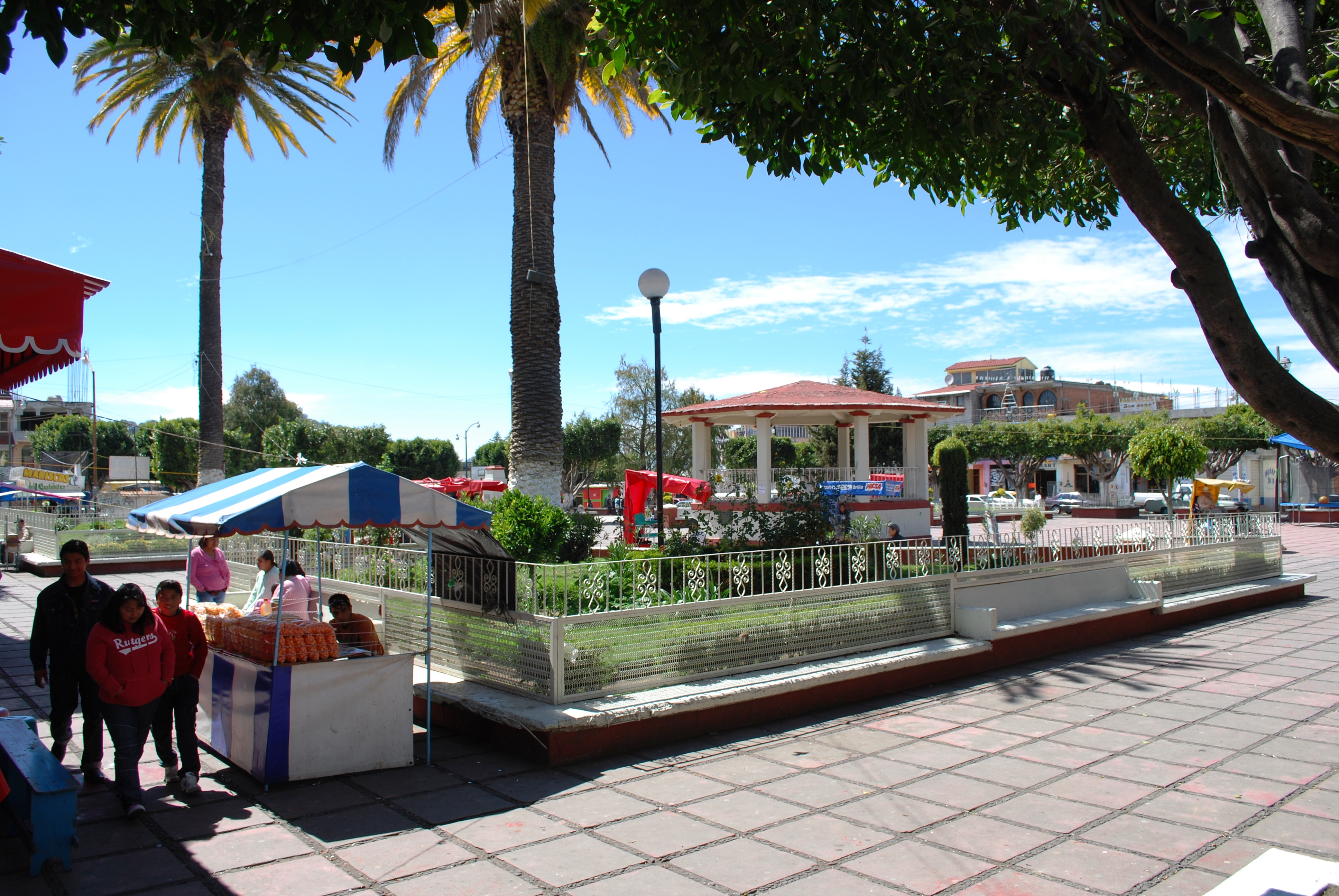
Ozumba
Papalotla[93]
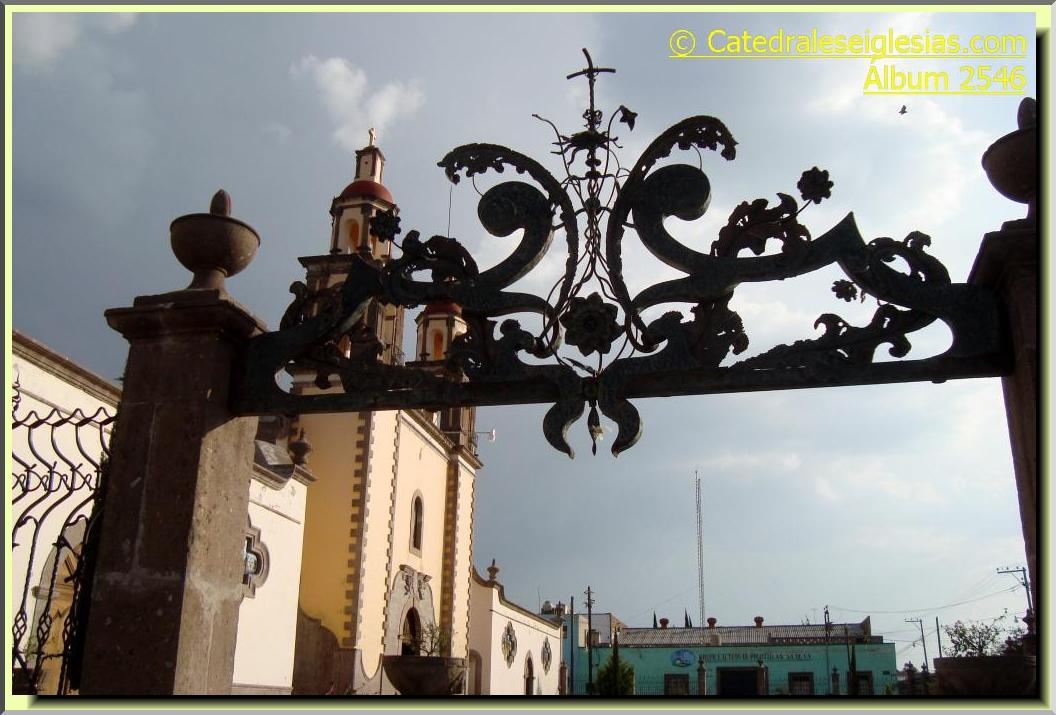
Polotitlán
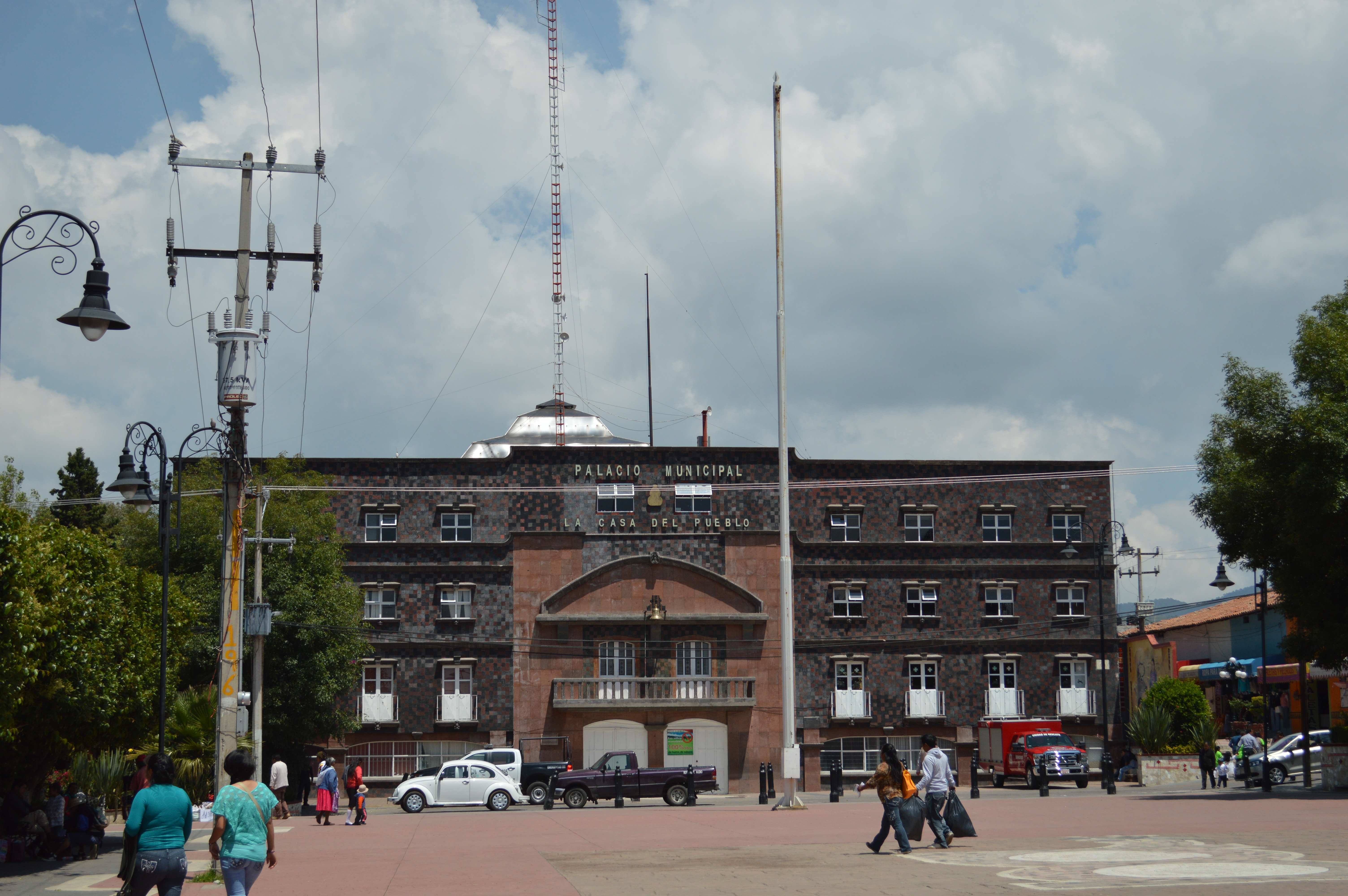
San Felipe del Progreso
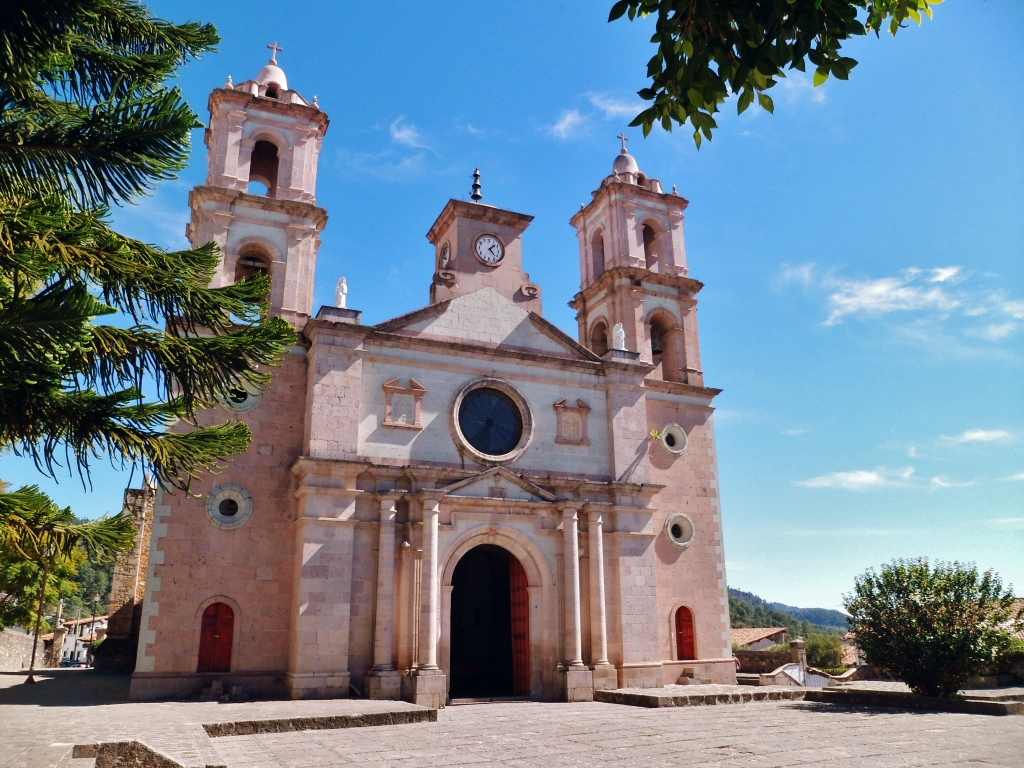
Sultepec
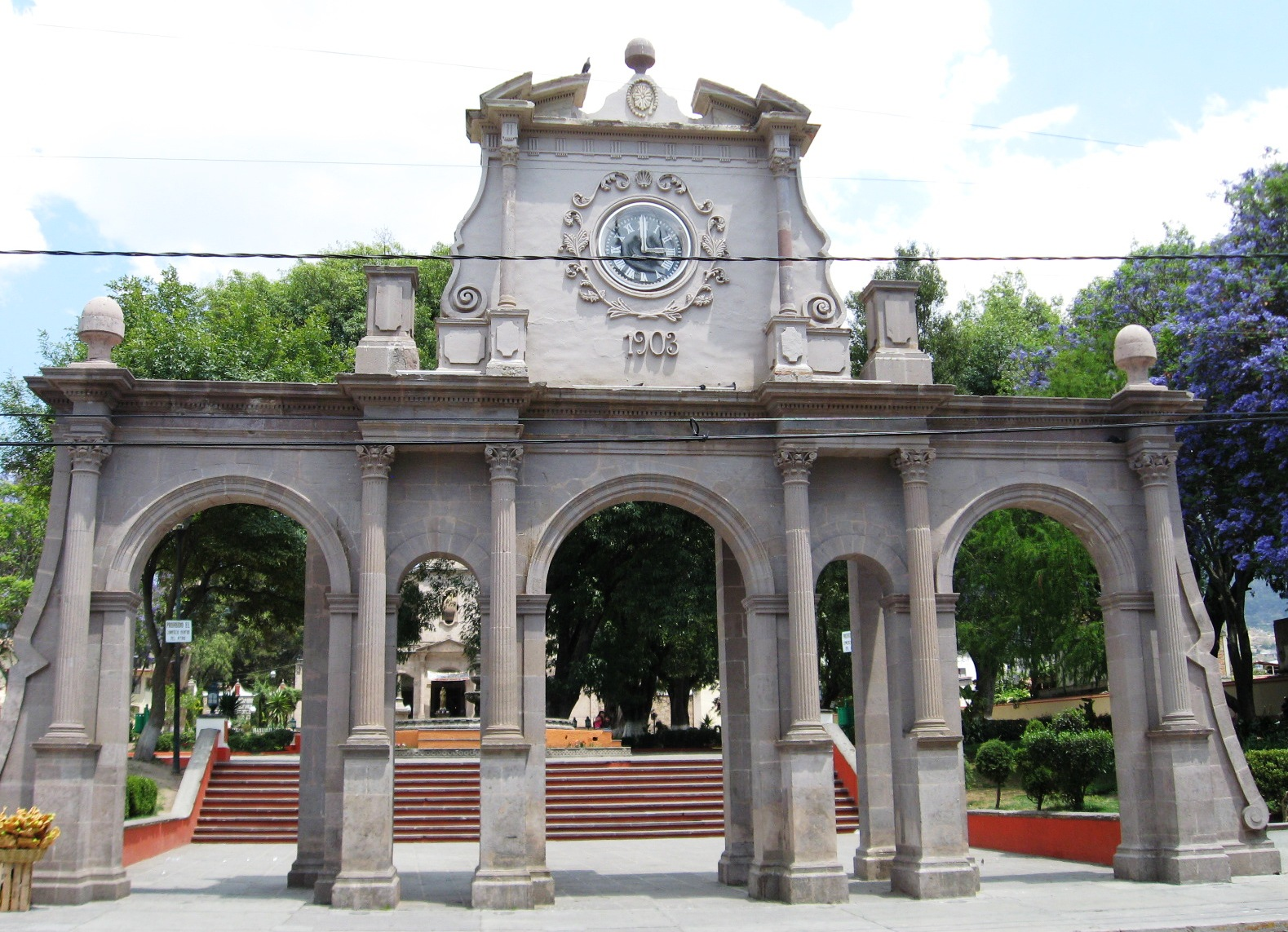
Temascalcingo
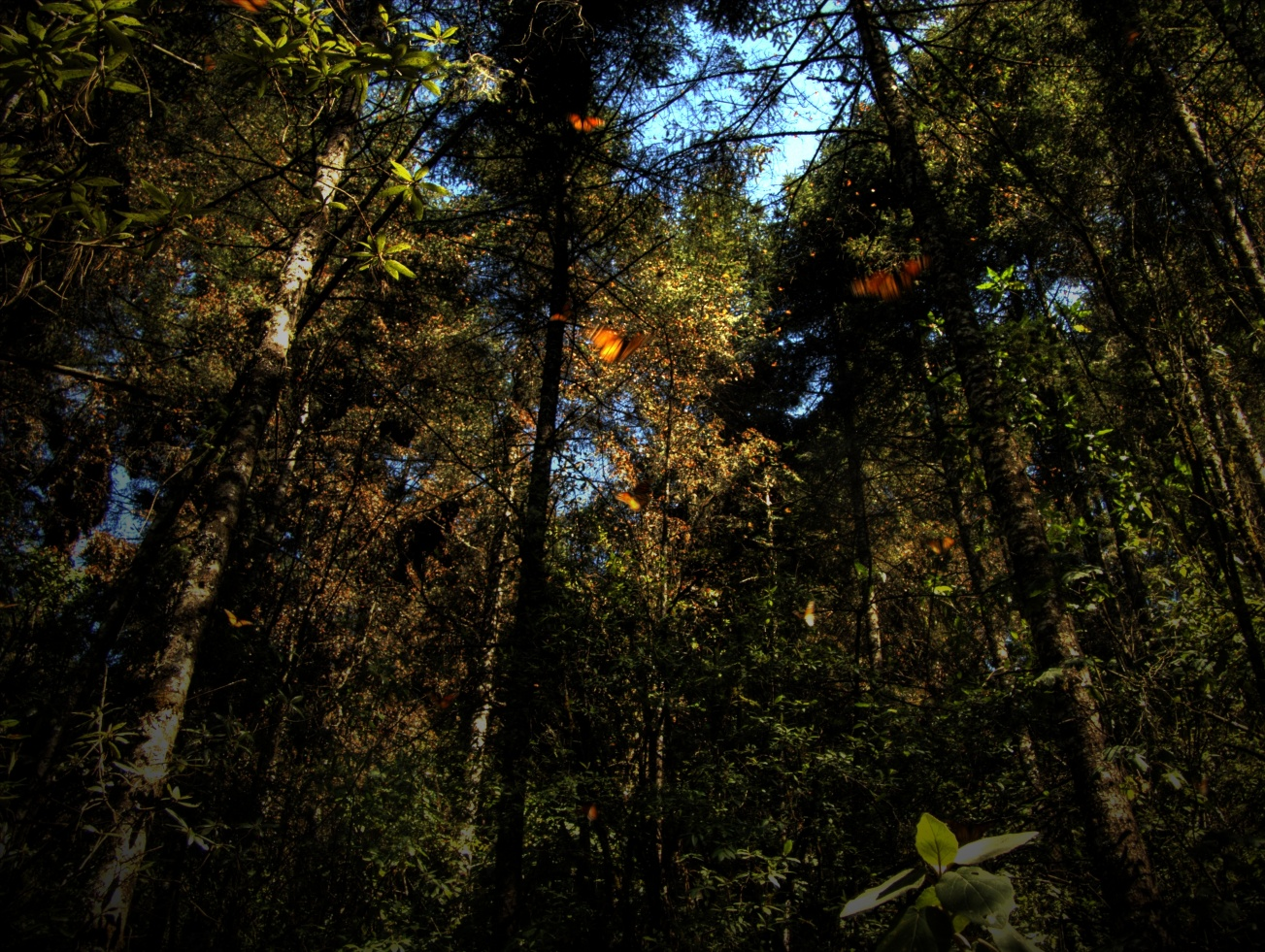
Temascaltepec
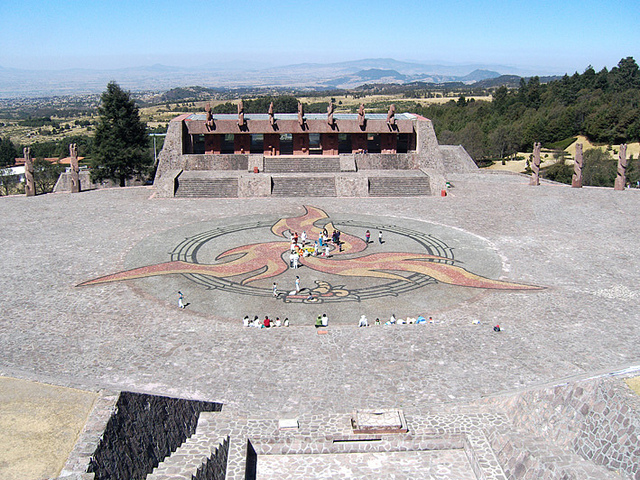
Temoaya
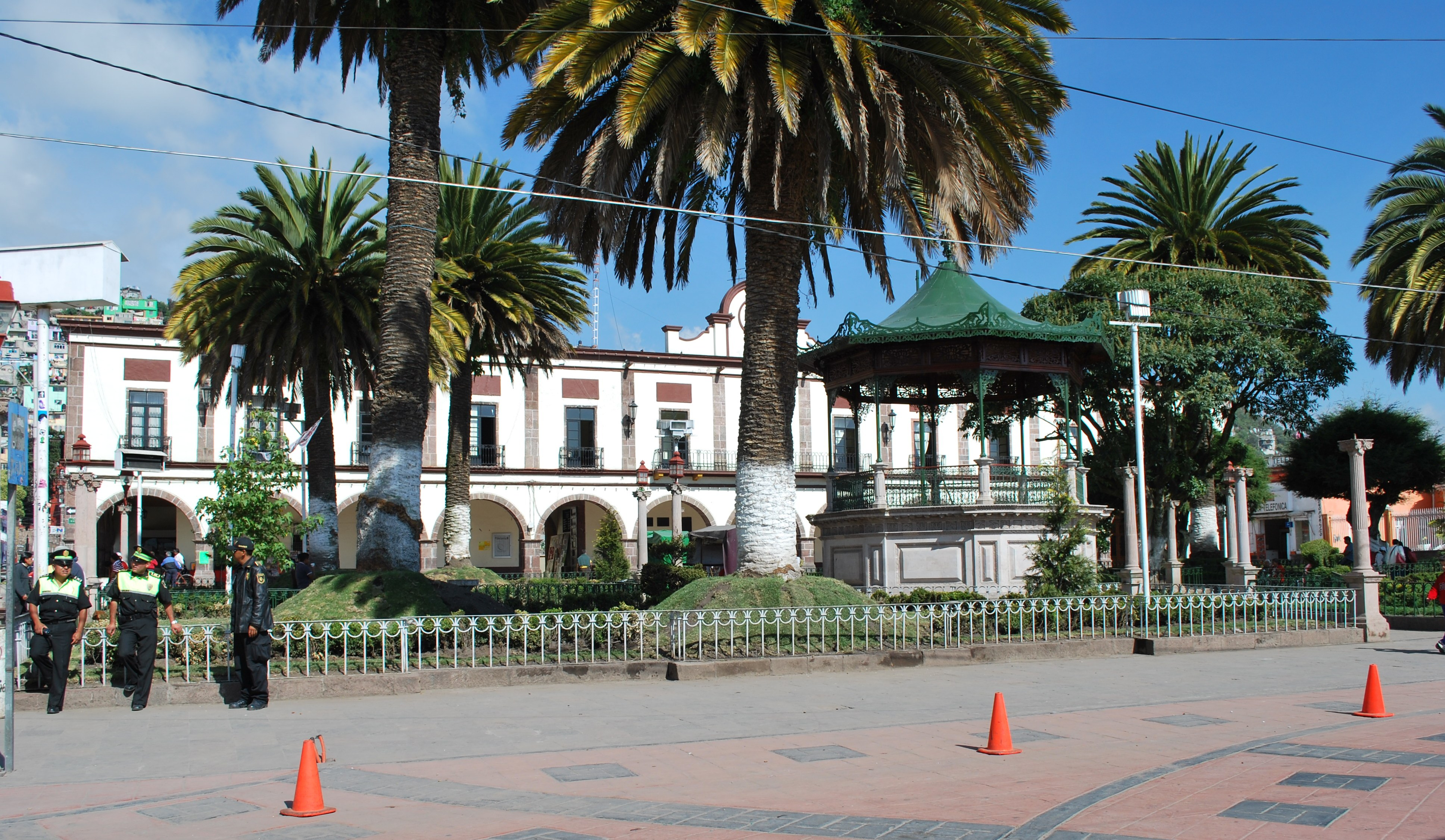
Tenango del Valle
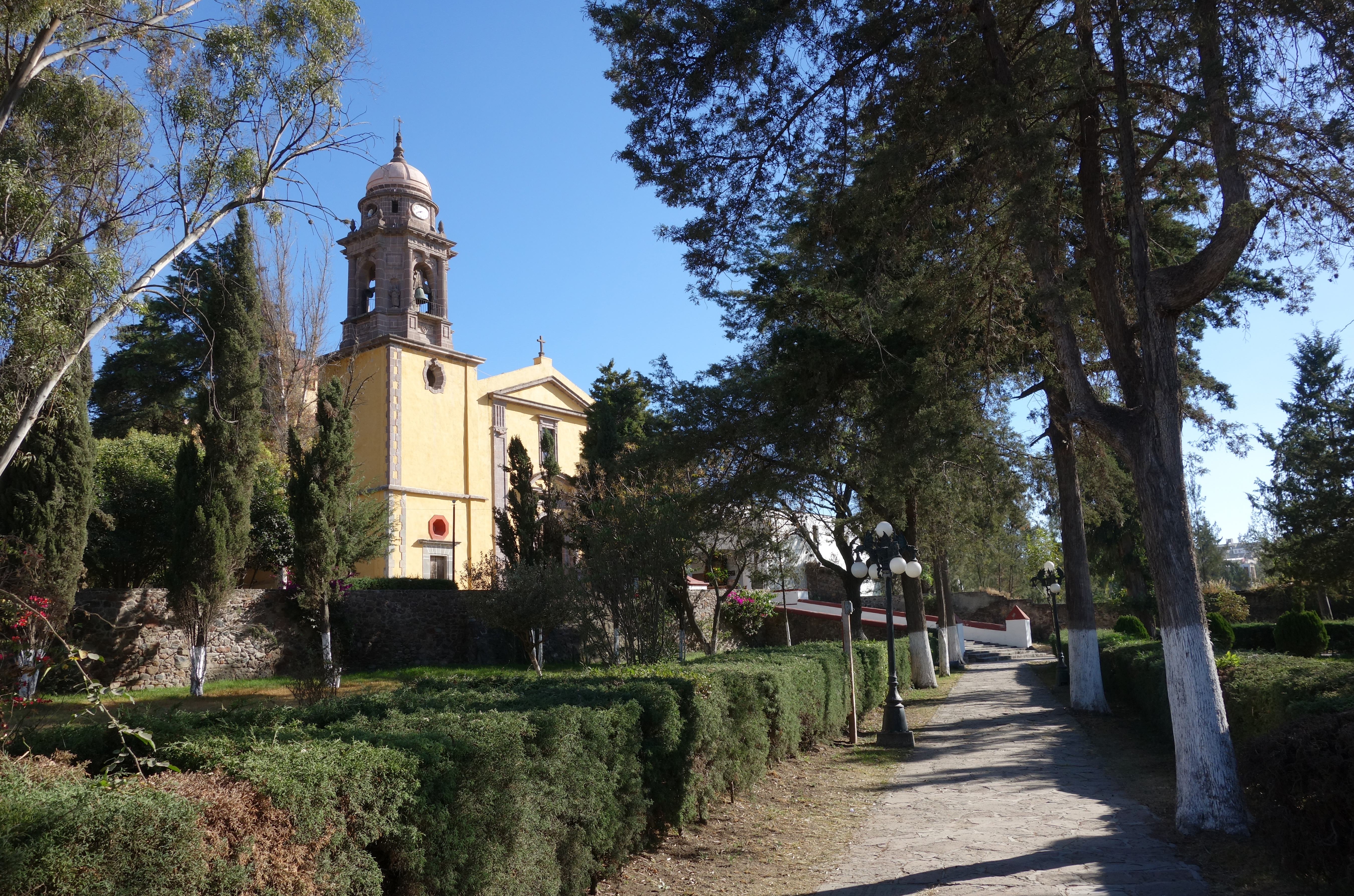
Tepetlaoxtoc
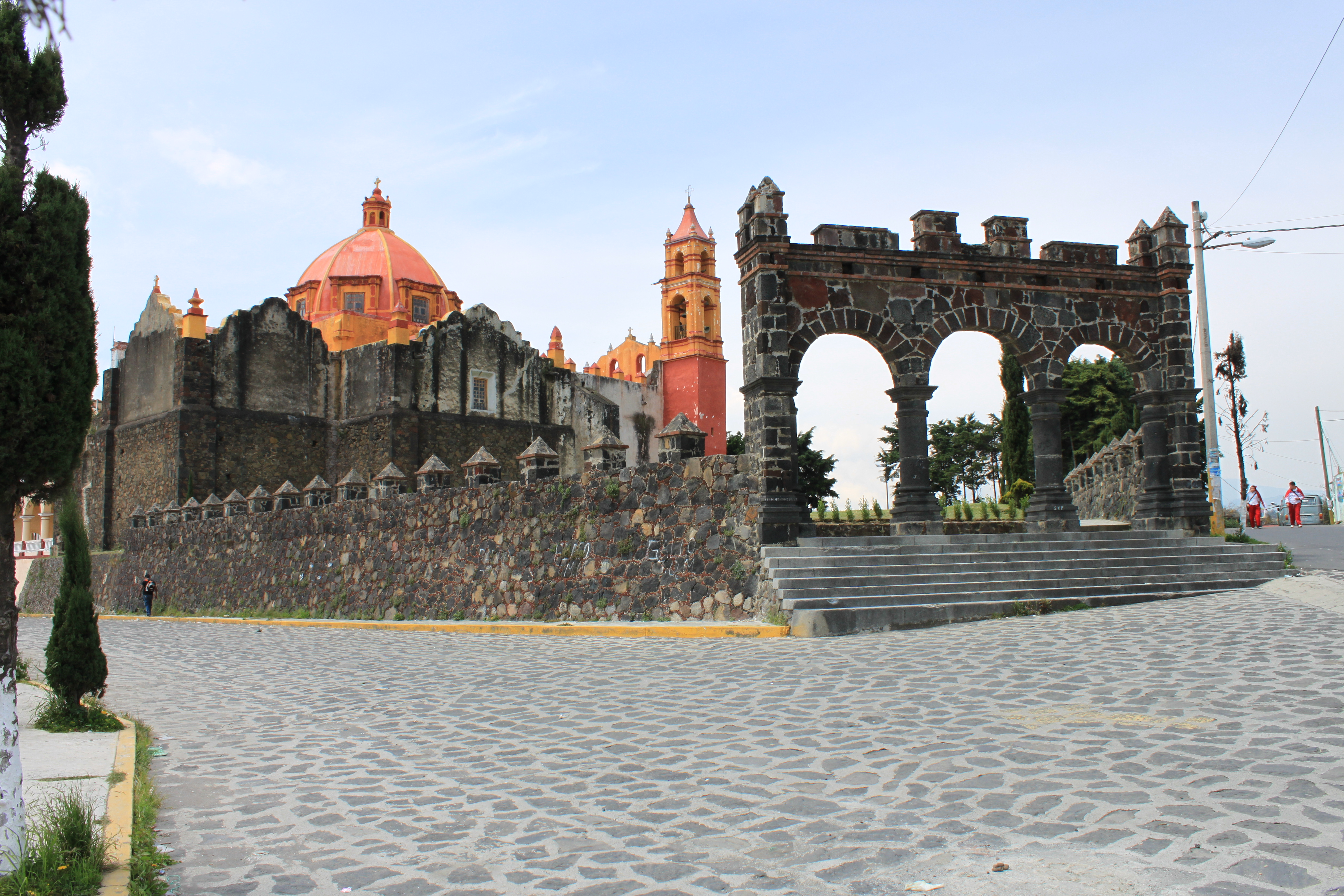
Tepetlixpa
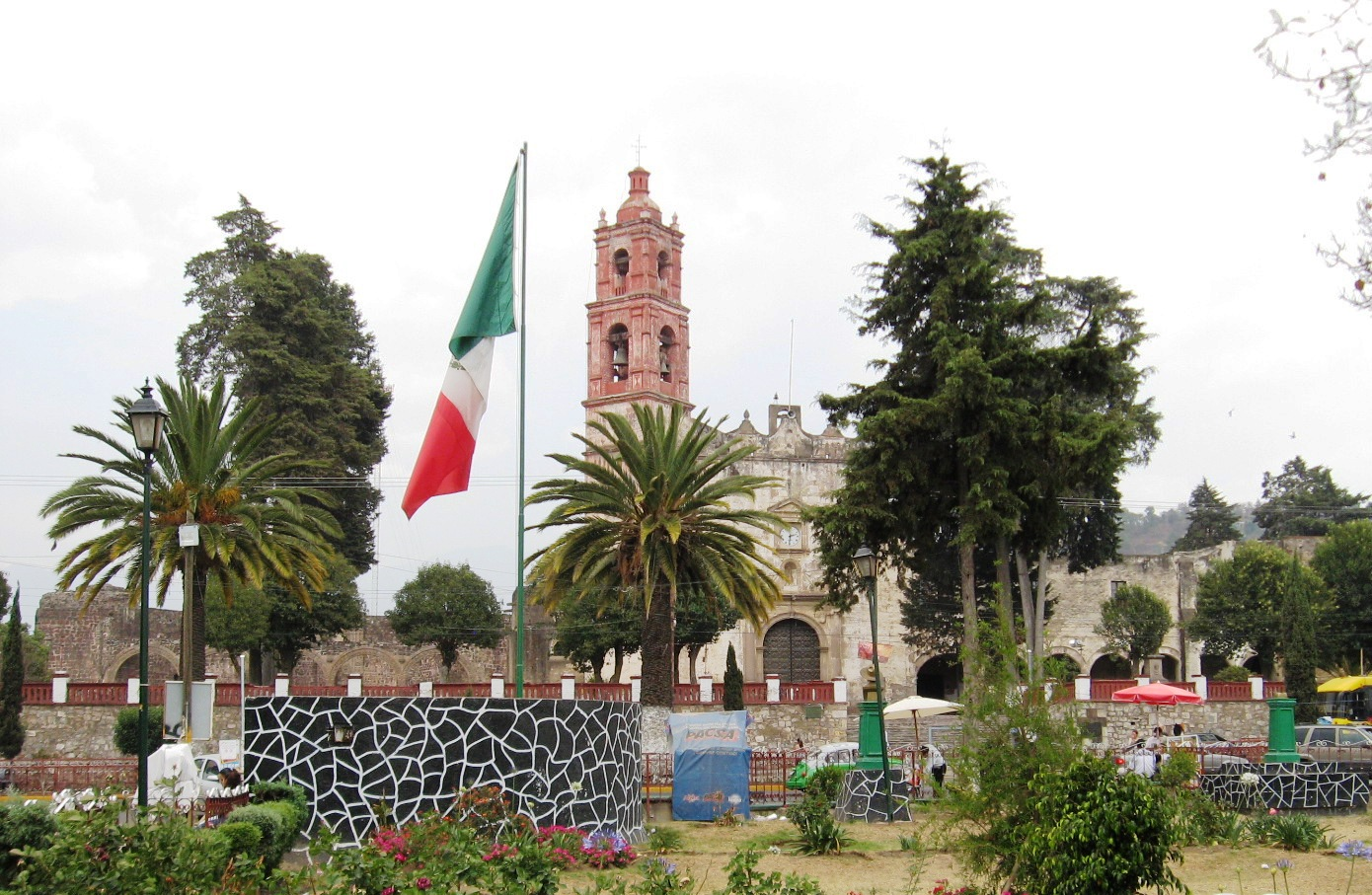
Tlalmanalco
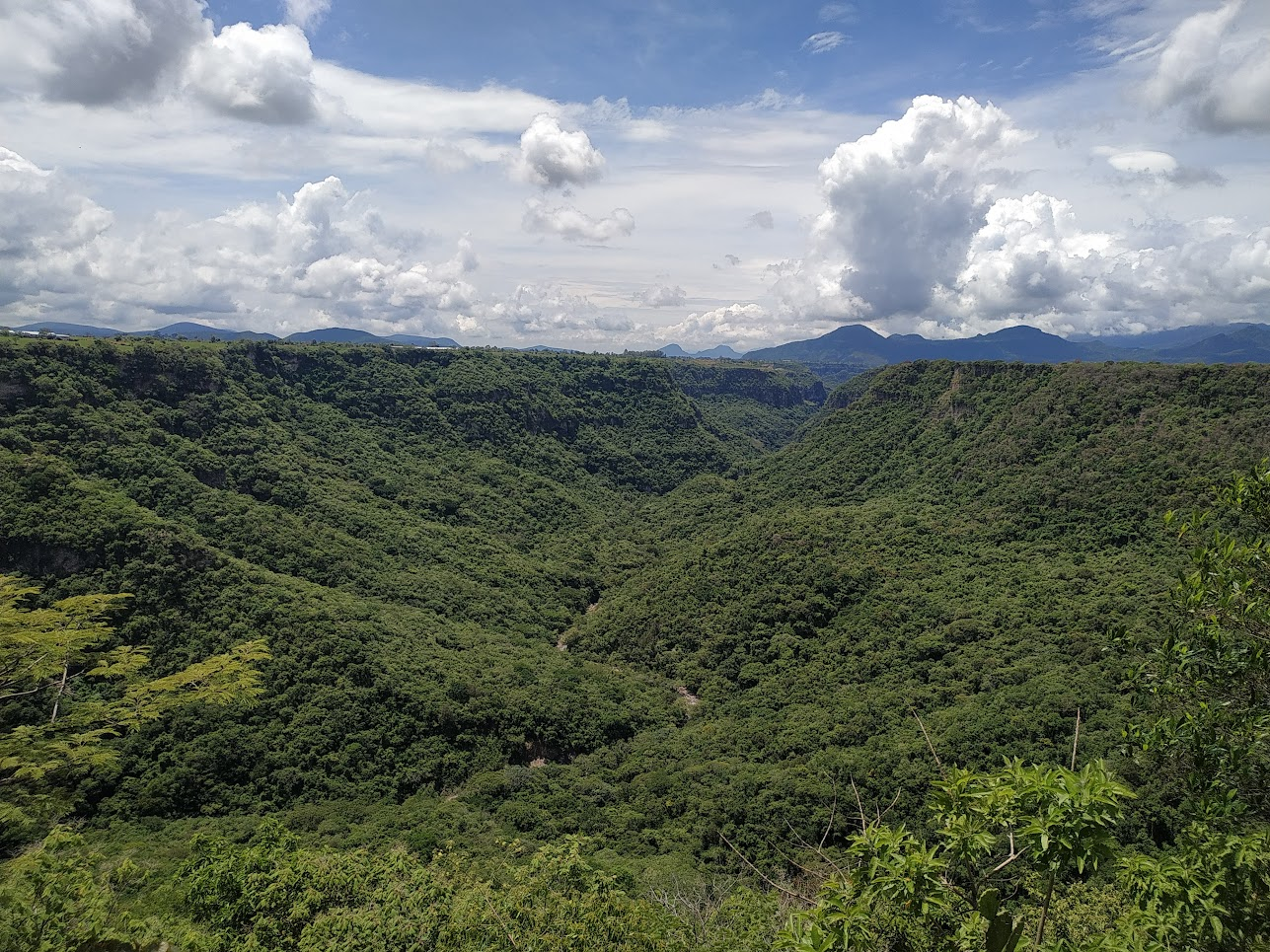
Zacualpan
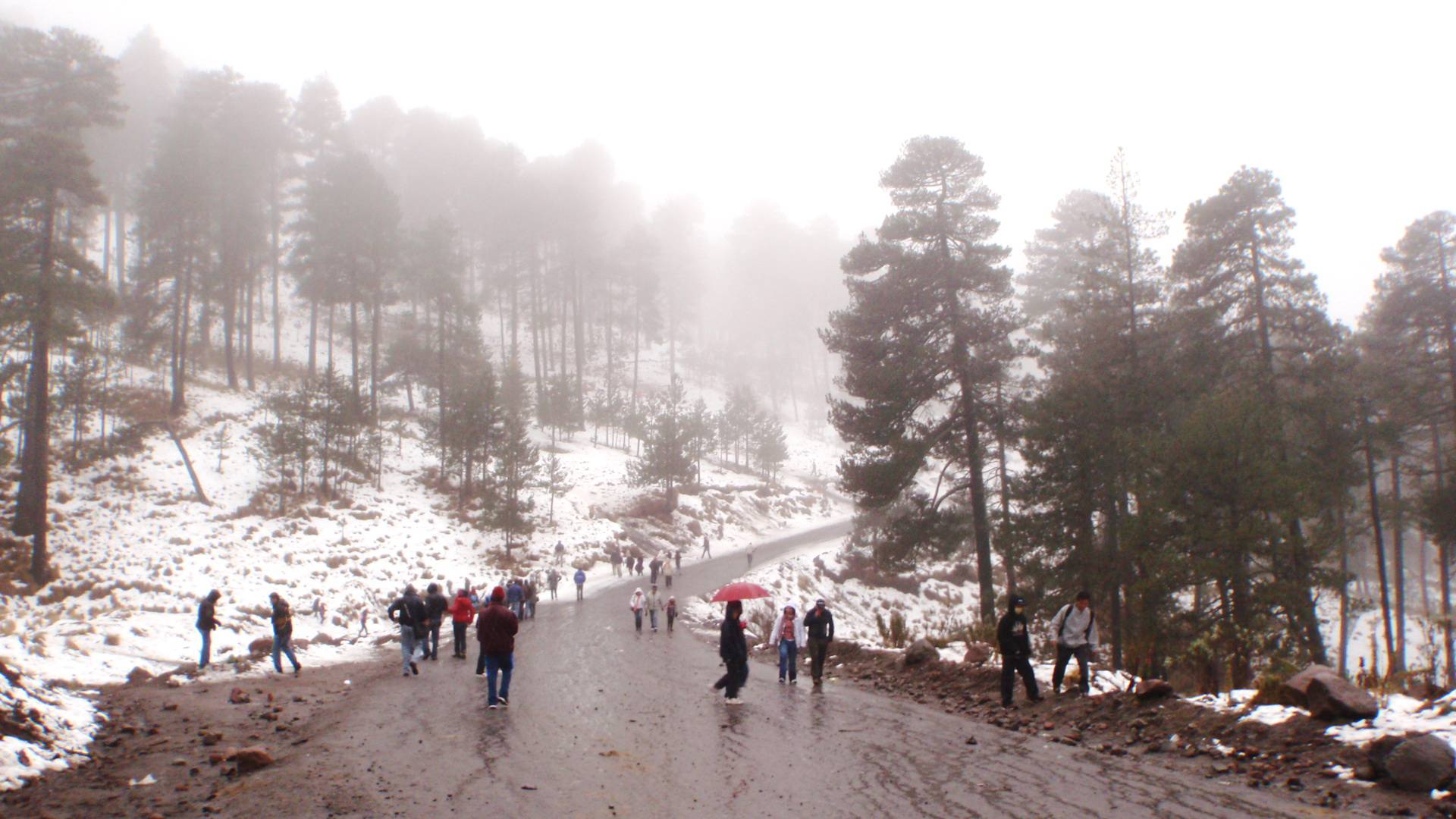
Zinacantepec

### Parques y áreas naturales protegidas

#### Bioparque Estrella
Bioparque Estrella es un parque turístico y recreativo al aire libre ubicado en Jilotepec, que cuenta con diversas actividades en contacto con la naturaleza y animales protegidos del sitio, incluido un safari.

#### Burrolandia
Burrolandia es una reserva animal dedicada al cuidado y preservación de los equus africanus asinus, coloquialmente conocidos como burros, localizada en el municipio de Otumba, en la ciudad de Otumba de Gómez Farías; su entorno natural permite la convivencia de humanos con la especie y se brinda información e historia sobre su clase animal. La escritora francomexicana Elena Poniatowska, lo describió como un lugar único en su tipo.

#### Zoológico de Zacango
El zoológico de Zacango zoológico cuenta con 159 ha, y se encuentra construido sobre la Antigua Hacienda Franciscana del siglo XVI, que luego perteneció a los Condes de Santiago y Calimaya, es considerado uno de los más amplios y hermosos de América Latina. Está ubicado en el municipio de Calimaya, a 14 km de la ciudad de Toluca, en una zona rural apartada de la civilización que se encuentra a 15 minutos del pueblo de Metepec y a 30 minutos de Toluca.
El zoológico de Zacango es uno de los de mayor biodiversidad en cuanto a especies silvestres, ya que cuenta con más de 180 diferentes especies de todo el mundo, de las cuales 80 se encuentran en peligro de extinción.
Se encuentra muy cerca del Nevado de Toluca, fue inaugurado y declarado como Área Natural Protegida el 29 de agosto de 1981 gracias a los esfuerzos del gobierno del Estado de México, la Conamp, la Semarnat y Cepanaf.

Parques y áreas naturales protegidas en el Estado de México
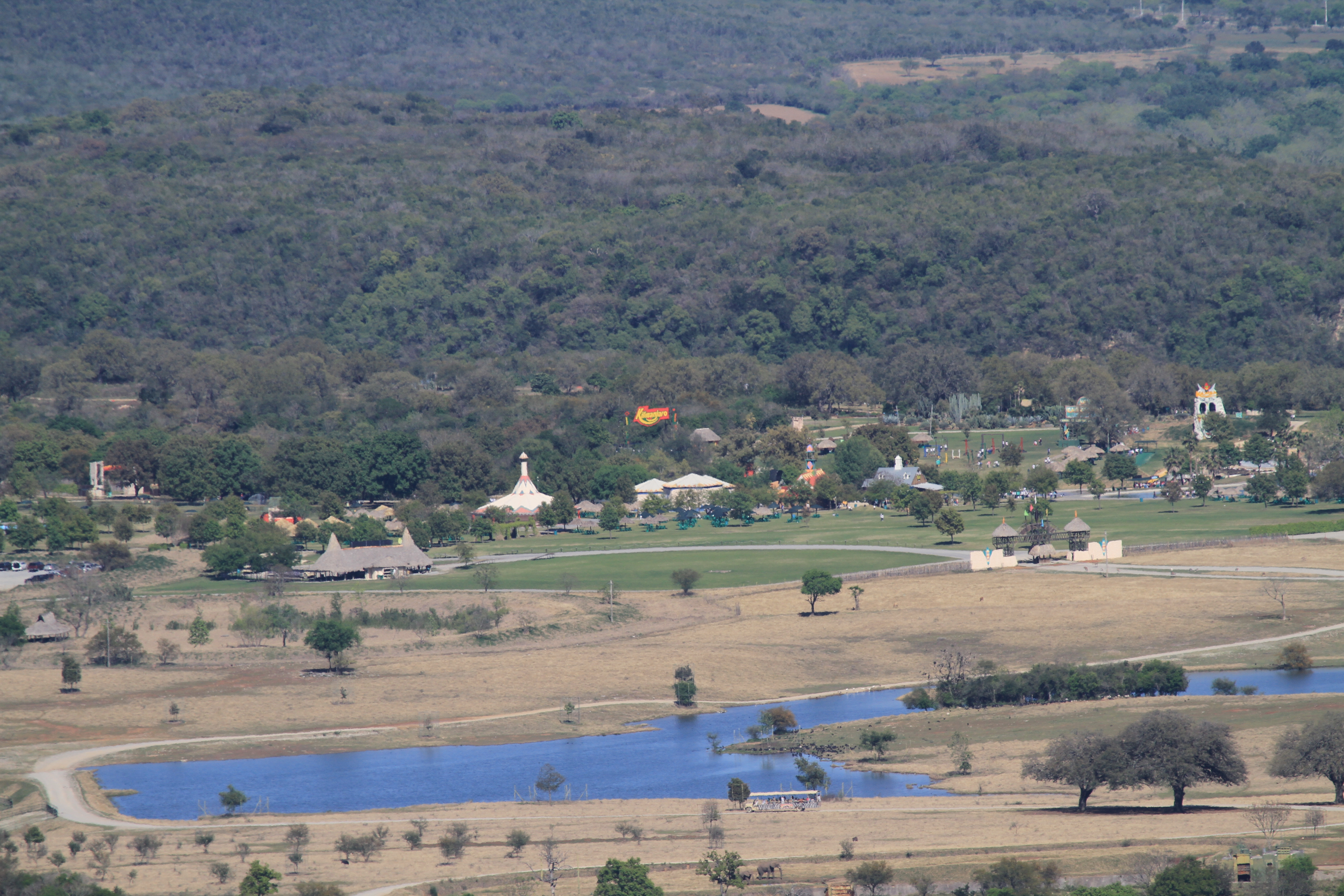
Bioparque estrella.
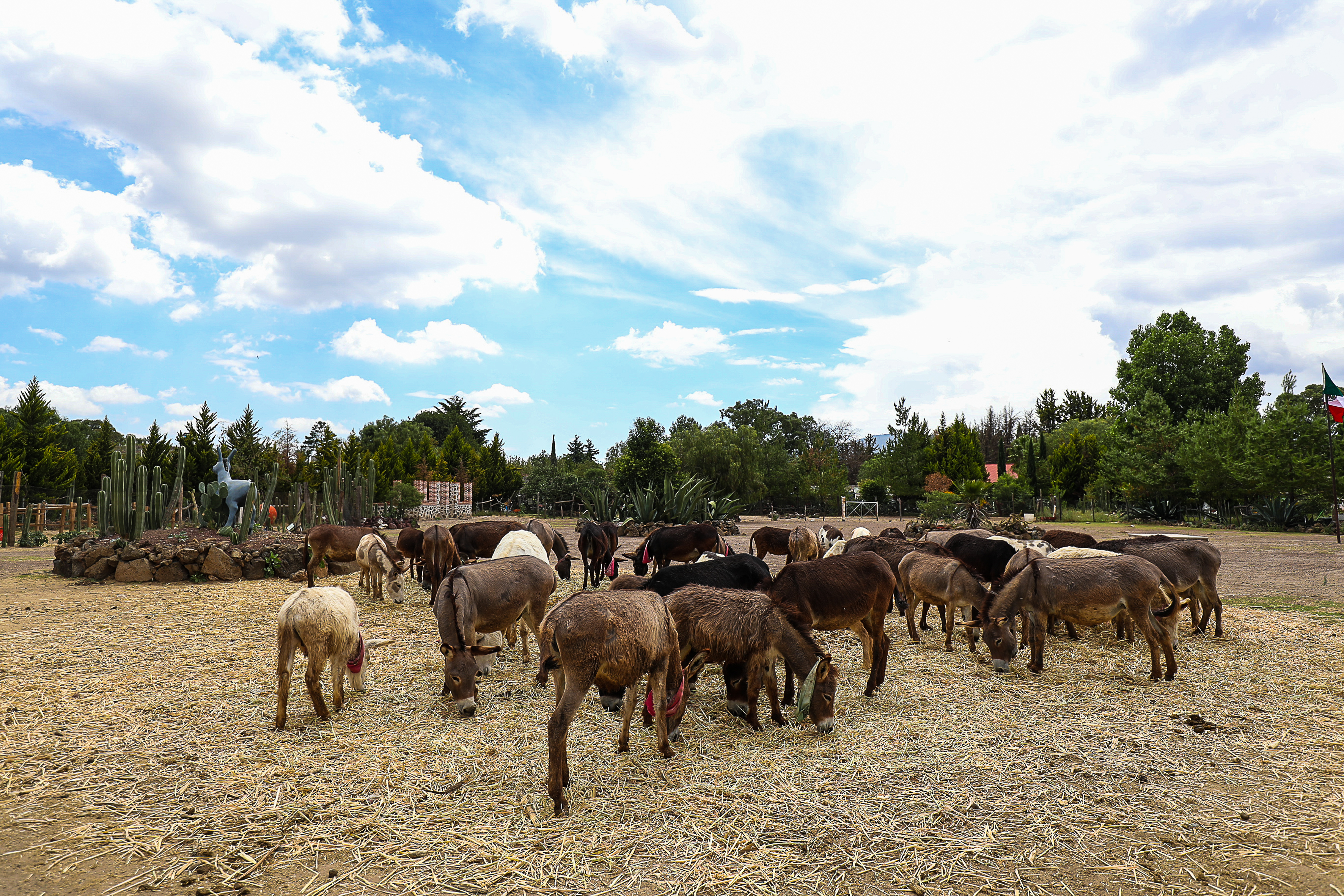
Burrolandia.
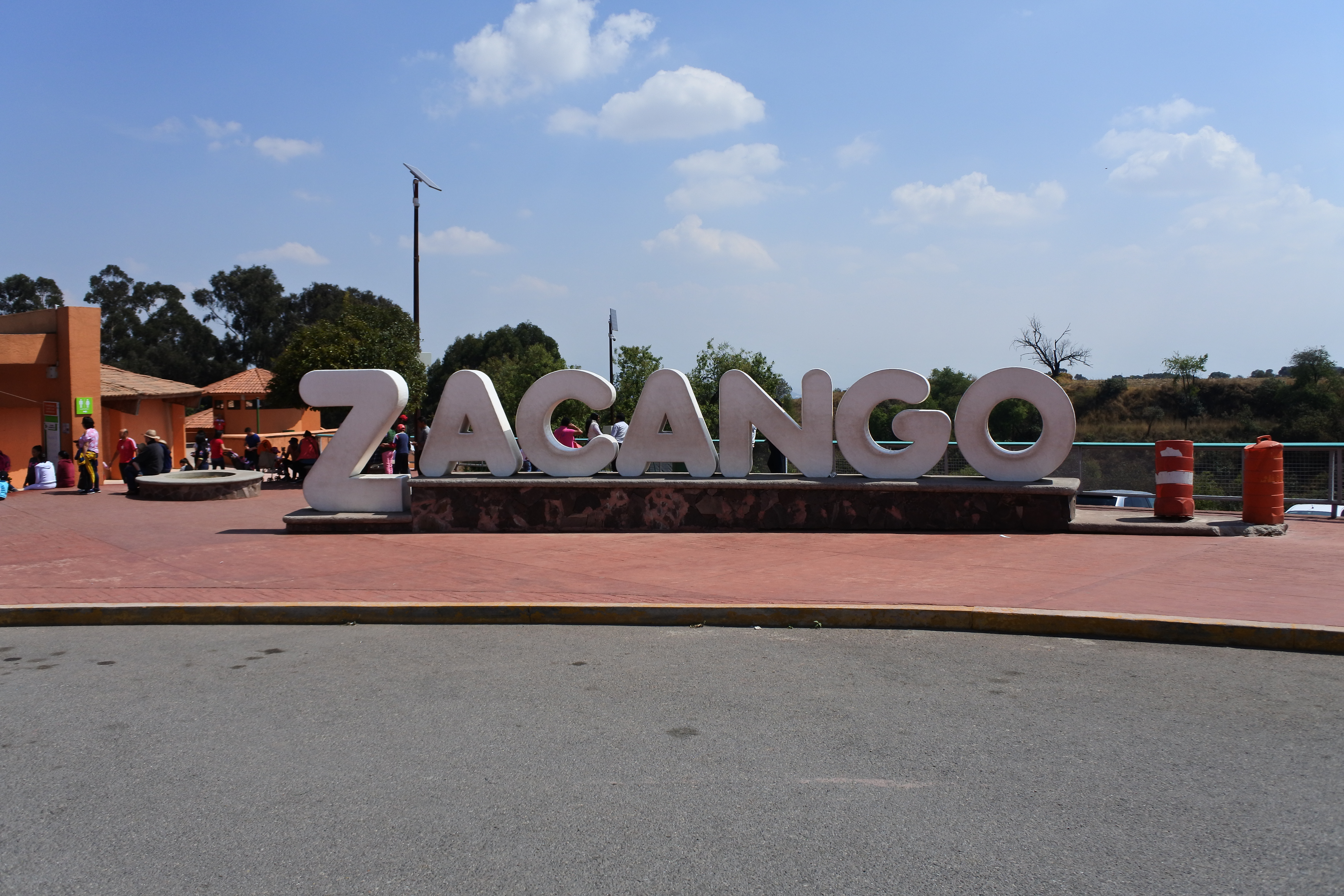
Zoologico de Zacango.

### Zonas arqueológicas
El Estado de México tiene un importante desarrollo arqueológico, ya que es uno de los principales estados con mayor acervo cultural, al cual se puede acceder sin ninguna restricción, ya que es un patrimonio mexicano, además de que sirve como una buena fuente turística; unas de las más importantes zonas son:
Teotihuacán, ‘El lugar donde los hombres se vuelven dioses’, es una zona arqueológica localizada en el Estado de México, en los municipios de San Juan Teotihuacán y San Martín de las Pirámides, a 48 km al noreste de Ciudad de México. Su clima es semiseco con una temperatura promedio anual de 15 °C. Este antiguo centro ceremonial es uno de los más importantes de la América prehispánica debido a su magistral trazo urbano, a su monumentalidad arquitectónica y a la fuerte influencia política y religiosa que ejerció en su momento hacia otras ciudades; es además, una de las zonas arqueológicas más visitadas y valoradas de la República Mexicana.
Hoy en día perduran algunos de las edificaciones prehispánicas más impresionantes del mundo, como la Pirámide del Sol (La segunda más grande de México), La Pirámide de la Luna, el Templo de Quetzalcóatl, entre otros, todos alineados alrededor de una gran avenida de más de 2 km que se ha dado por llamar «La Calle de los Muertos» debido al gran número de pequeñas pirámides que se encuentran a su paso.
La zona arqueológica de Teotenango está ubicada sobre el cerro Tetépetl, el cual se encuentra al oeste de la ciudad de Tenango de Arista, a unos 2700 m s. n. m. (metros sobre el nivel del mar); y fue la ciudad fortificada más importante del Valle de Toluca o Matalcingo, edificada por los teotenancas y matlatzincas en tiempos anteriores a la conquista española.
El sitio arqueológico de Tlalpizáhuac se descubrió en 1987, cuando se llevaban a cabo trabajos de urbanización sobre la superficie del predio conocido como San José Chalco. Al despalmar el terreno, excavar zanjas para el drenaje, etcétera, fueron apareciendo distintos elementos tales como vasijas, huesos, muros y pisos. Ante estas evidencias el Instituto Nacional de Antropología e Historia realizó un rescate arqueológico cuyos resultados dieron pie para establecer la importancia del sitio.
Al pie de las montañas, rodeado de frondosos bosques, el poblado de Acambay conserva sus calles empedradas y sus casas de madera con teja; en el jardín central, se levanta una torre de ladrillo rojo con su reloj. Cerca está el Museo Regional de Acambay, donde se exhiben joyas, herramientas y objetos personales que nos remontan a las raíces prehispánicas. Vestigios de los antiguos pobladores se encuentran a pocos kilómetros, en la zona arqueológica de Huamango.
El linaje milenario de Texcoco se aprecia en la rica herencia acolhua que los antiguos indígenas dejaron. En estas tierras nació el emperador Nezahualcóyotl, de quien se conservaron palacios, templos y los famosos baños en el cerro de Texcotzingo (o Tezcutzingo), que además cuenta todavía con vestigios de su acueducto, que abastecía a este cerro que también era jardín botánico. La conquista religiosa dejó una herencia de magníficas construcciones coloniales, como la catedral de Texcoco.
En Tlalnepantla, conviven cuatro épocas en perfecta armonía: la prehispánica, la colonial, la porfiriana y la contemporánea. Las zonas arqueológicas de Tenayuca y Santa Cecilia tienen una característica única, pues en sus pirámides se encuentra por primera vez el estilo «azteca», que tiempo después sería usado para el imponente Templo Mayor, que se localiza en el centro histórico de Ciudad de México.
Su historia se remonta a los matlatzincas que dejaron su huella en la zona arqueológica de Calixtlahuaca. En el centro histórico de la ciudad se puede apreciar la arquitectura de la imponente Catedral con reminiscencias romanas, la iglesia de la Merced y la parroquia de la Santa Veracruz. También están el jardín botánico y el conocido Cosmovitral, así como numerosos museos de arte, pintura, acuarela, estampa y culturas populares, tanto en el centro histórico como en el centro cultural Mexiquense.

Zonas arqueológicas en el Estado de México
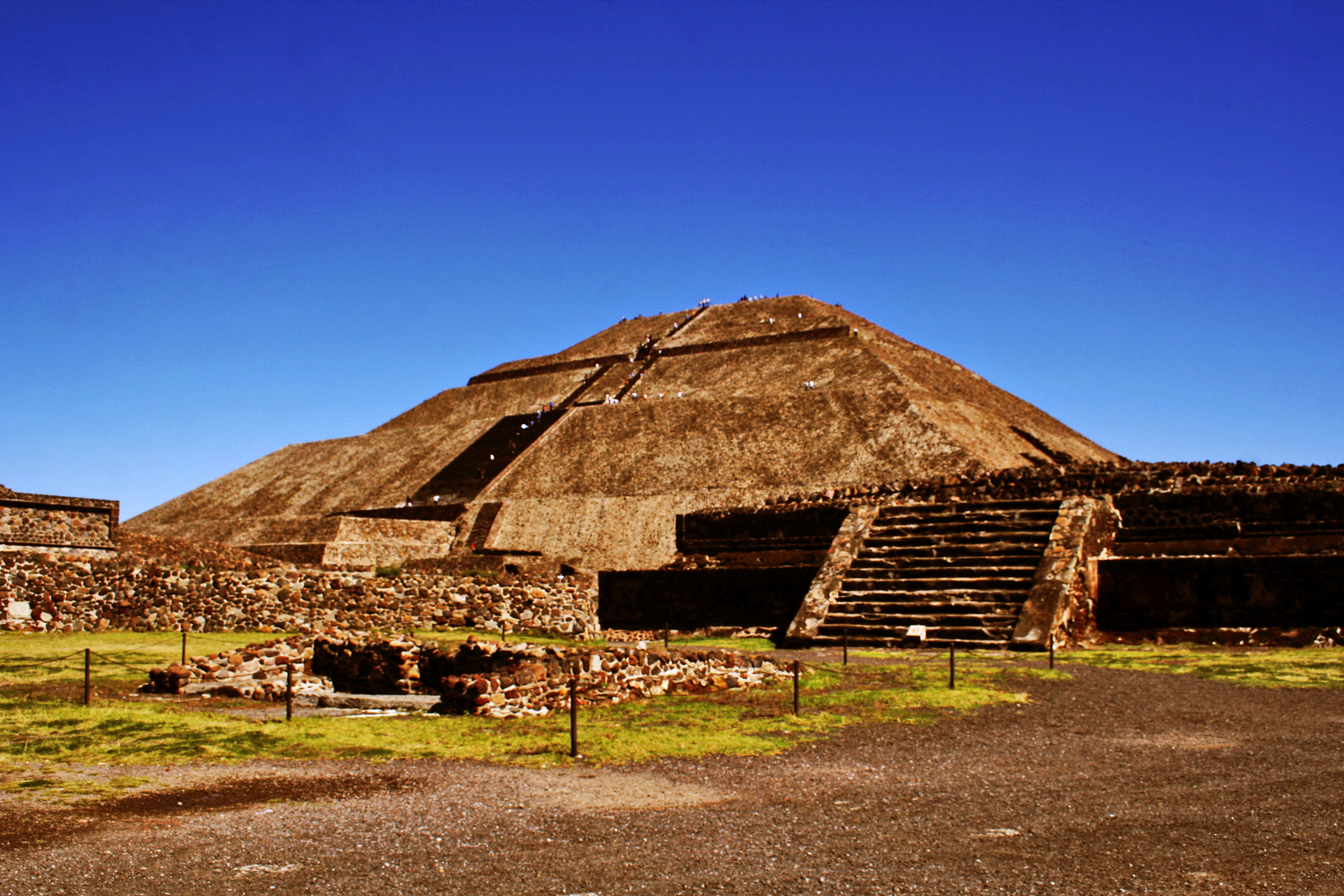
Teotihuacán
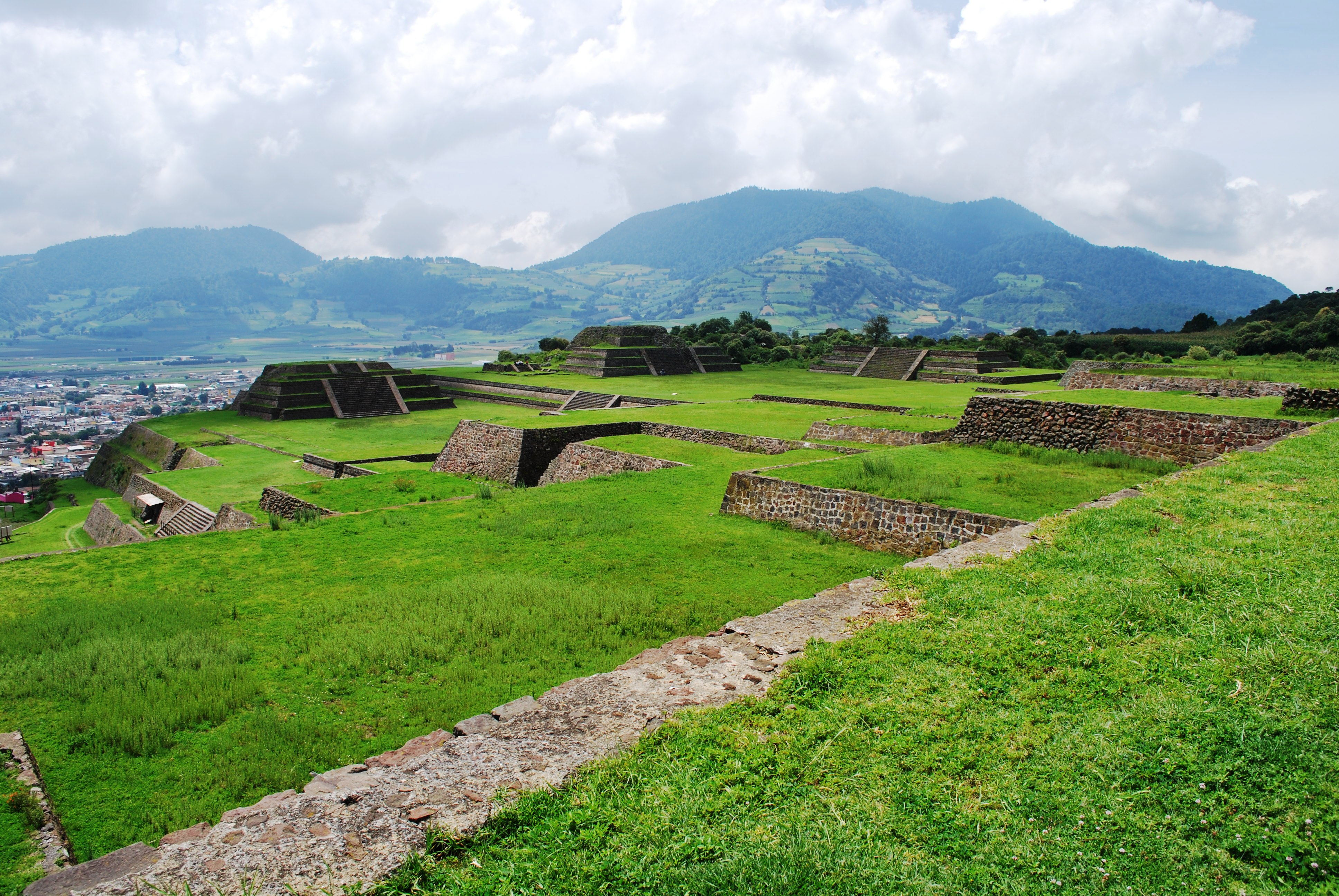
Teotenango
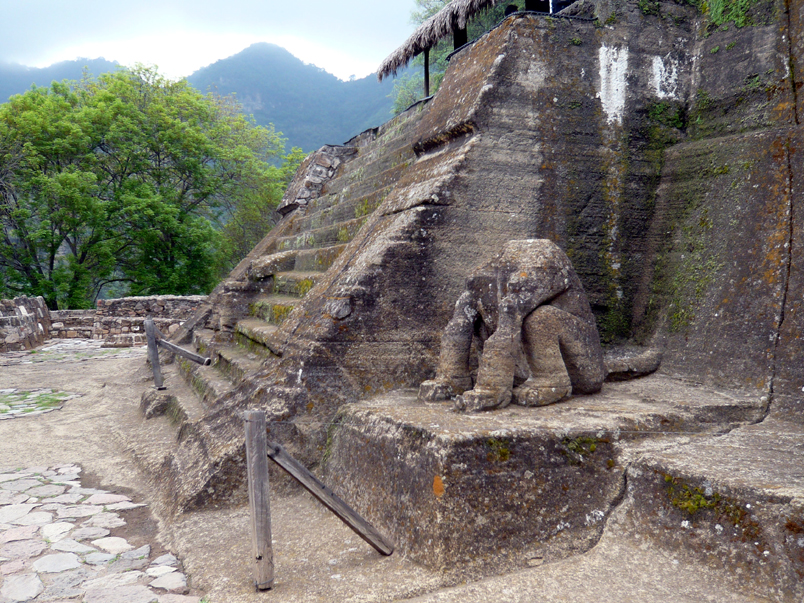
Malinalco
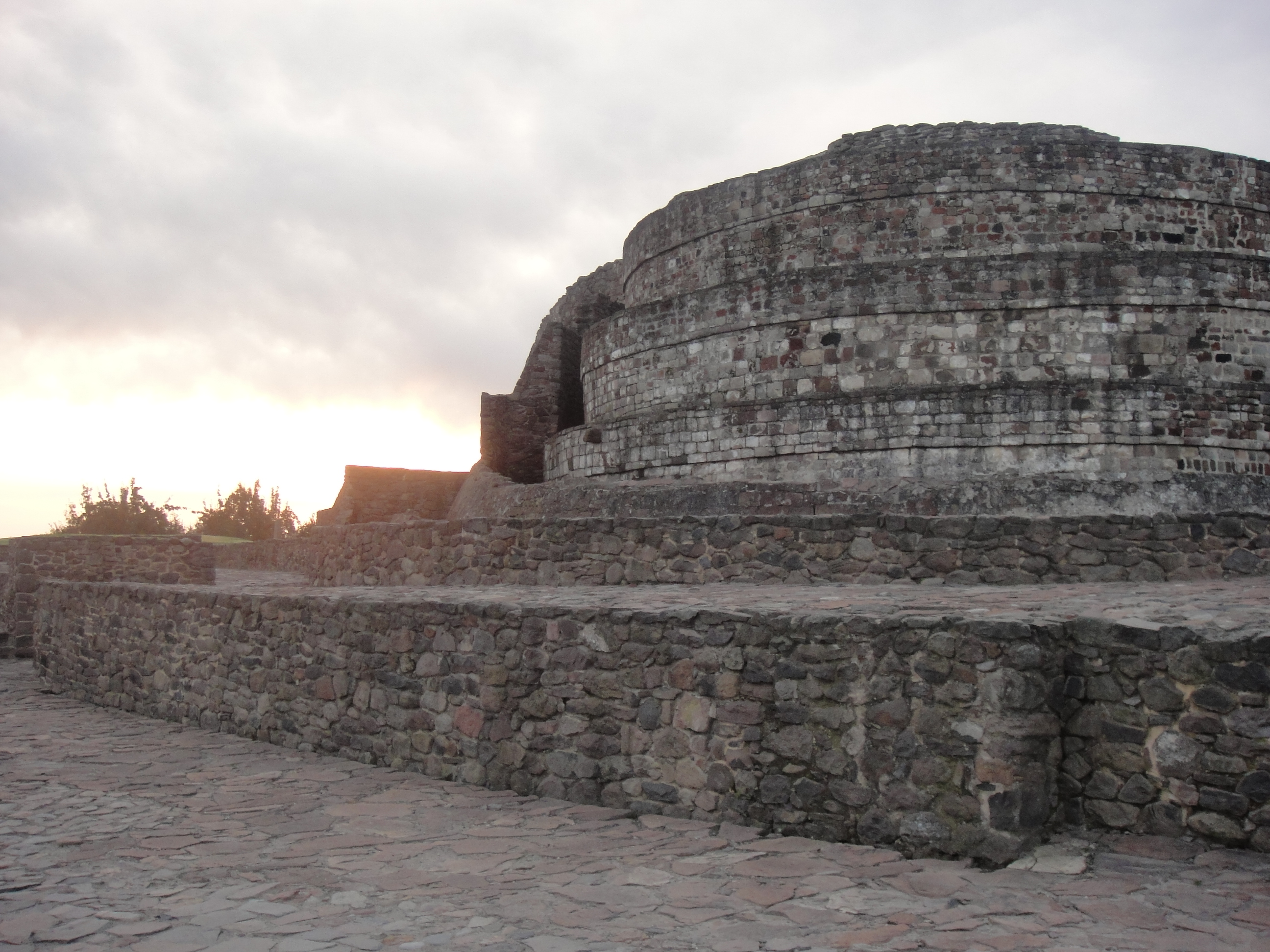
Calixtlahuaca
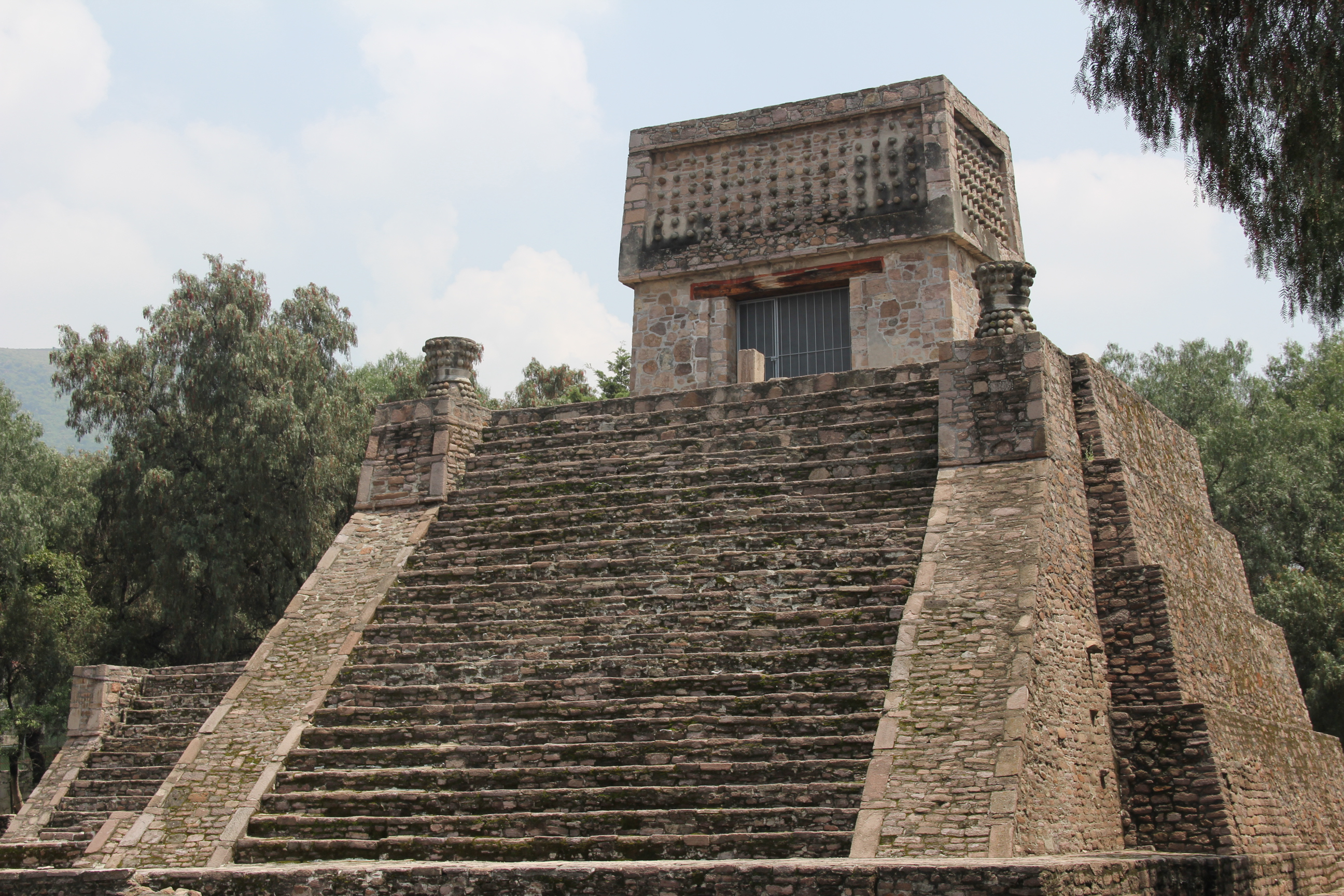
Santa Cecilia Acatitlán

## Demografía

### Dinámica de población
El Estado de México es la entidad federativa más poblada de México. Según datos del Instituto Nacional de Estadística y Geografía (INEGI), en el año 2020 contaba con un total de 16 992 418 habitantes.
Los municipios más poblados de la entidad al 2020 son:

### Grupos étnicos
Los grupos indígenas del Estado de México incluyen a los mazahuas, otomíes, nahuas, matlatzincas, y tlahuilcas, todos nativos de este territorio. Dichas comunidades son consideradas vulnerables debido a las desventajas con las que cuentan, entre ellas la marginación, falta de infraestructura, analfabetismo, deserción escolar, y pobreza en general, situaciones que comparten con la mayoría de los grupos étnicos de México.

### Migración
El Estado de México es una de las entidades del país que más recibe flujos migratorios procedentes de zonas rurales hacia zonas urbanas, pero también existe una migración de zonas urbanas hacia zonas rurales, como el caso de los habitantes que vivieron en Ciudad de México y que han decidido cambiar su residencia permanente en los municipios del Estado de México. El estado ha recibido numerosos flujos migratorios de ciudadanos de entidades circunvecinas como Guerrero, Hidalgo, Michoacán, Ciudad de México y Puebla; y de otros estados como Veracruz, Oaxaca, Guanajuato y Jalisco.

#### Inmigración extranjera
El Estado de México es la séptima entidad federativa con mayor población extranjera en el país. Su cercanía con Ciudad de México permite que numerosas comunidades extranjeras se hayan establecido en esta entidad. La mayoría de población extranjera que reside en el estado se ha establecido en zonas urbanas como la Zona Metropolitana del Valle de México y la Zona Metropolitana del Valle de Toluca.
Sobre la inmigración extranjera hacia el Estado de México, se destaca un aumento de ciudadanos extranjeros que han escogido el territorio estatal como su lugar de residencia permanente. El Estado de México ha recibido innumerables comunidades de naciones muy lejanas, por ejemplo, las comunidades española, italiana y portuguesa tuvieron notable presencia en casi todo el estado desde tiempos coloniales al día de hoy. Las comunidades libanesa, siria, china, alemana y japonesa han tenido una destacada presencia, en especial en el Valle de Toluca y la Zona Metropolitana del Valle de México.

### Religión
En 2020, el censo de población y vivienda registro un 6.7% de personas que no profesaban una religión, arrojando un notable incrementó al 3.2% que había en 2010, significando que el 3.5% de la población mexiquense dejó de profesar una religión.
Siendo una de las religiones predominantes, la Iglesia católica es el culto central, concentrando al Estado de México como uno de los estados de la república con mayor número de creyentes. La región católica en el Estado de México se organiza en una arquidiócesis: la arquidiócesis de Tlalnepantla, y diez diócesis: la diócesis de Atlacomulco, la diócesis de Cuautitlán, la diócesis de Ecatepec, la diócesis de Nezahualcóyotl, la diócesis de Tenancingo, la diócesis de Teotihuacán, la diócesis de Texcoco, la diócesis de Toluca, la diócesis de Valle de Chalco, y la diócesis de Izcalli.
Otra religión destacada en el Estado de México es la adoración a la Santa Muerte, cuya veneración se aglutina principalmente en el municipio de Tultitlán, donde la imagen tiene su propio santuario y cuenta con la escultura más grande en el mundo dedicada a dicha deidad.
El budismo también tiene presencia en el estado, específicamente en Valle de Bravo, donde se encuentra la Gran Stupa Bön para la Paz Mundial, un monumento y templo religioso dedicado a la doctrina budista.

## Educación
Dentro de las instituciones educativas, destaca la Universidad Autónoma del Estado de México (UAEMéx) en la capital estatal, Toluca. De carácter público, fue fundada en 1828 como Instituto Literario del Estado de México en Tlalpan (entonces capital del estado). Fue promovida a Instituto Científico y Literario de Toluca (ICLA) en 1943, y a Universidad Autónoma del Estado de México (UAEM) en 1956.

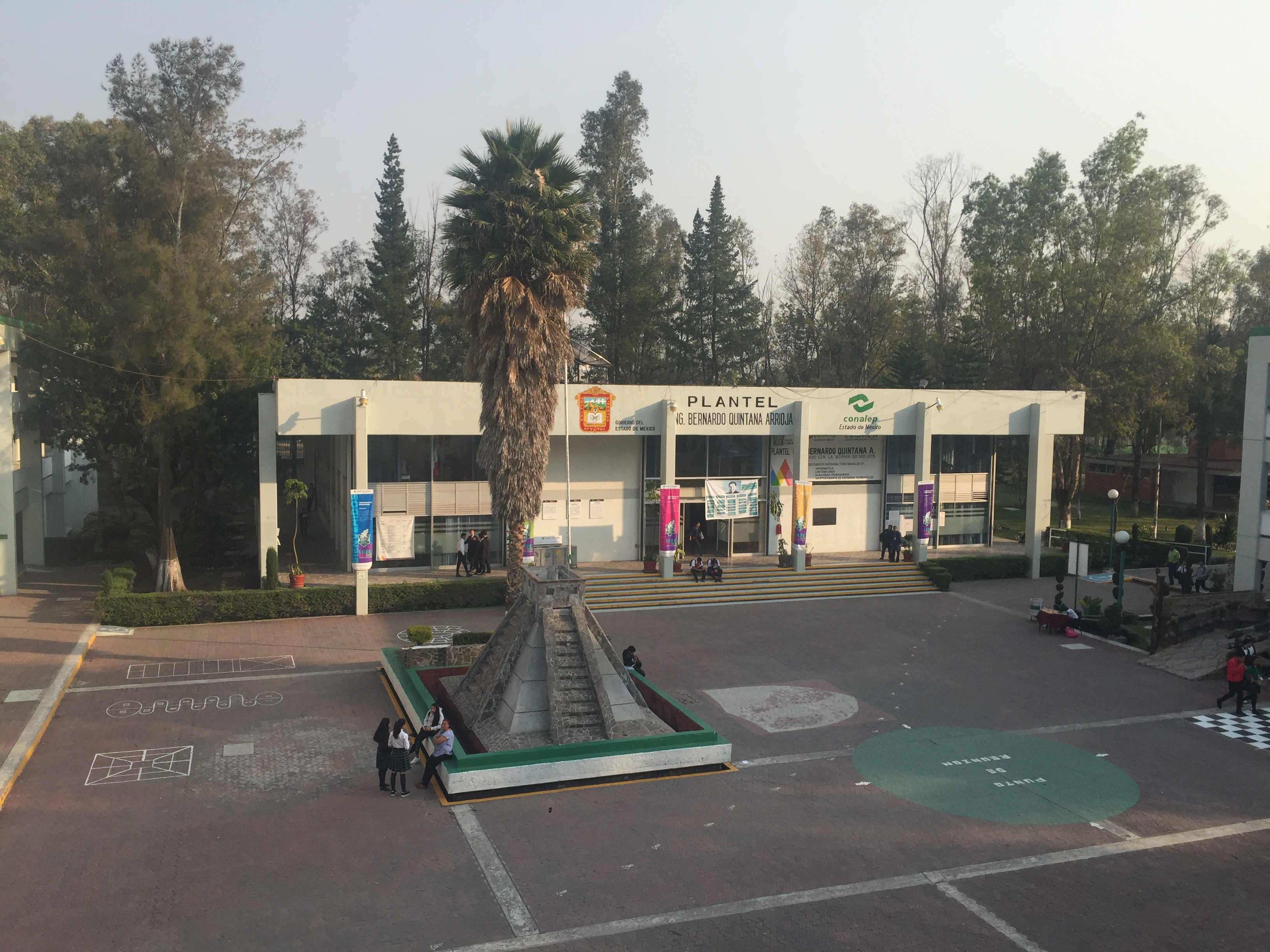
Plantel de Conalep, Ing. Bernardo Quintana Arrioja.

A nivel medio superior, se encuentra la presencia destacada del Conalep con los planteles Conalep Ing. Bernardo Quintana Arrioja, y Conalep Cuautitlán n.º 108, ambos ubicados en el municipio de Cuautitlán Izcalli.
Entre otras de las universidades del Estado de México, se encuentran la Facultad de Estudios Superiores Cuautitlán, perteneciente a la Universidad Nacional Autónoma de México (UNAM), el Instituto Tecnológico de Toluca, el Instituto Tecnológico de Tlalnepantla, la Universidad Autónoma Chapingo (UACh), la Universidad Nacional Rosario Castellanos (UNRC) ubicado en los municipios de Naucalpan de Juárez, Chalco de Díaz Covarrubias y Chimalhuacán, y el Tecnológico de Estudios Superiores de Cuautitlán Izcalli (TESCI).

### Bibliotecas estatales

#### Biblioteca Centenario de la Revolución
Inaugurada el 20 de noviembre de 2010, dentro del parque ambiental Bicentenario en Metepec, cuenta con las colecciones: general, audiovisual, de consulta, infantil y una colección especial en lengua Braille. Cuenta con los servicios de préstamo en sala y a domicilio, computadoras con internet, tiflotecnia, diversas actividades de fomento a la lectura y otros talleres e incluso espectáculos conferencias, conciertos, teatro y cine, pues tiene adjunto un auditorio. Tiene un lobby, una sala de usos múltiples, además del auditorio, zona infantil y módulo digital con vista al lago del parque.

#### Biblioteca Joaquín Arcadio Pagaza
Ubicada en el corazón de Valle de Bravo, esta biblioteca comparte recinto con el Museo Joaquín Arcadio Pagaza para ofrecer la ciudadanía diversos servicios que fomenten en ellos el gusto por la lectura y las artes. Acervo: Colección General, Colección de consulta, Colección infantil, Colección Bicentenario. Cuenta con los servicios de préstamo a domicilio y en sala, servicios digitales, actividades de fomento a la lectura y visitas guiadas.

#### Biblioteca Pública Central
Cuenta con un auditorio con capacidad para 83 personas, en el que se desarrolla el «Martes Literario», proyecciones de cine club y conferencias como parte del programa «Fomento a la Lectura». También organiza el taller de verano «Mis vacaciones en la biblioteca» y participa activamente cada mes con actividades en las Noches de Museos en el centro cultural Mexiquense. El recinto cuenta con dos murales, uno de ellos fue realizado por el maestro Luis Nishizawa Flores, está hecho de cerámica vidriada e inspirado en el Códice Laud, que registra la cosmogonía náhuatl. El segundo, tríptico realizado por Arnold Belkin, fue pintado en 1989 para la exposición retrospectiva que fue presentada en el Palacio de Bellas Artes. Cuenta con los servicios de información y guardarropa, préstamo interno con estantería abierta, consulta personalizada, préstamo a domicilio, área tiflotécnica, fomento a la lectura, módulo Digital Telmex, fotocopiado, centro lector.
En su acervo tiene las siguientes colecciones:
- Colección General.
- Colección de consulta.
- Colección infantil.
- Colección de Publicaciones Periódicas.
- Colección Estatal.
- Colecciones Especiales:
  - Fondo Gonzalo Pérez Gómez: 11, 771 volúmenes.
  - Colección Estado de México: 8,885 (200 volúmenes de la biblioteca Mexiquense Bicentenario, que equivalen a 100 títulos en proceso técnico).
  - Colección Antigua Biblioteca: 33,897 (150 volúmenes de distintas donaciones realizadas por particulares, que equivalen a 60 títulos en proceso técnico).
  - Acervo religioso: 3,000 aproximadamente. Conventuales de filosofía: 255, aproximadamente.[135]

#### Biblioteca Central de Toluca Leona Vicario
Encerrada en el parque Urawa, esta institución proporciona gratuitamente diversos servicios con el objetivo de garantizar el libre acceso a la lectura de los ciudadanos a través de diversos servicios como la estantería abierta, el área general, la colección infantil, la videoteca, ludoteca y la hemeroteca. Cuenta con: Colección General, Colección de consulta, Colección infantil, Colección Estatal, biblioteca personal María Elvira Bermúdez, publicaciones periódicas y una colección audiovisual (videoteca). Tiene servicios de préstamo a domicilio y en sala, Fotocopiado, Servicios digitales (Internet), Publicaciones periódicas, Videoteca, Ludoteca, Actividades de fomento al hábito de la lectura, en biblioteca y extramuros.
El espacio en el que hoy se localiza esta institución, era un terreno baldío utilizado como estacionamiento para comerciantes del Mercado Juárez y otra parte de este terreno era manipulado por jóvenes para realizar actividades y deportes extremos con bicicleta y motocicleta. A finales de la década de los 80's se comienza a reestructurar la función de este terreno para convertirlo en un parque y hacer la edificación de lo que hoy es la Biblioteca Central de Toluca. Costó 3, 867 millones de pesos, fue construida en una superficie de 1,815 metros cuadrados, en dos niveles. El total de personal es de 37 personas.
A mediados del año de 1992 inició el montaje del acervo y mobiliario que forma parte de la biblioteca central de Toluca. De esta manera la biblioteca central de Toluca se inaugura el 16 de diciembre de 1992, abriendo sus puertas al público hasta el 13 de enero de 1993.
La biblioteca central de Toluca ha sufrido diferentes intervenciones estructurales y reparaciones en el inmueble. En el año 2006 se lleva a cabo la primera rehabilitación, y se agregó el nombre de Leona Vicario, por ser toluqueña la madre de Leona Vicario. Durante el año 2012 se amplió. A inicios del 2019 se comienza la segunda rehabilitación drástica.

## Cultura
El Estado de México conserva un gran bagaje cultural, derivado del mestizaje de las tradiciones prehispánicas, sobre todo, por los pueblos que lo han habitado a lo largo de la historia del país, así como de los diversos momentos históricos que ha vivido, pasando por la Colonia, la Independencia y la Revolución.

### Arquitectura
El Estado de México destaca por su basta arquitectura colonial, sobre todo en torno a templos religiosos de culto católico, sobresaliendo por sitios como la Catedral metropolitana de Toluca, Museo Nacional del Virreinato, la parroquia de Santa María de Guadalupe, el Templo y exconvento de San Agustín, entre otros varios.
Uno de sus monumentos destacados abarca las Torres de Satélite, ubicadas en Naucalpan de Juárez; establecidas en 1958 y diseñadas por el arquitecto Luis Barragán, se convirtieron en una obra de distinción para el Estado de México.

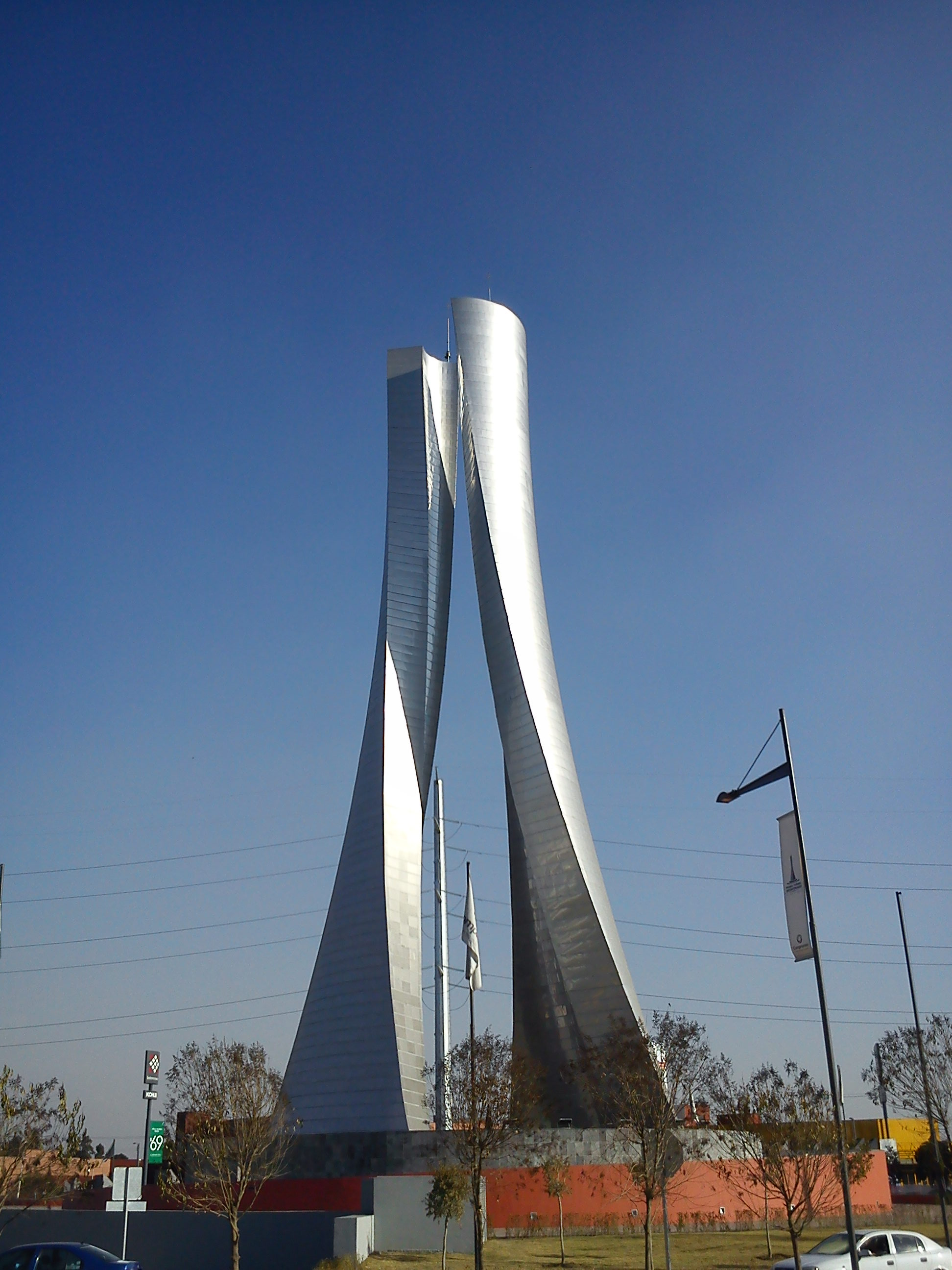
Museo Galería de Arte Mexiquense Torres Bicentenario en 2011.

Algunos sitios de arquitectura moderna incluyen el Museo Galería de Arte Mexiquense Torres Bicentenario, mientras que de forma privada se hallan el Nido de Quetzalcóatl, en Naucalpan, y las Cabañas Wander, en Malinalco.

### Artesanía
La elaboración de alfombras se inició en 1968 con el objetivo de crear puestos de trabajo en lo que hoy es el municipio de Temoaya. La reunión fue patrocinada al inicio por el Banco de México, y más tarde el proyecto fue financiado por el Estado de México. Este proyecto fue abandonado debido a la mala gestión, pero las familias de aquí siguió haciendo las alfombras por su cuenta. En 1999, una nueva organización, Sociedad Cooperativa de tapete anudado a mano de Temoaya se hizo cargo, pero se mantuvo independiente del gobierno. Aunque la mayoría de las alfombras se hacen en una comunidad llamada San Pedro Arriba (5 km de la sede), tienda de la cooperativa, Centro Artesanal «Tapetes Mexicanos» se encuentra en San Pedro Abajo.
Mientras que las técnicas utilizadas son la de alfombras orientales, los diseños utilizados son indígenas de México. La mayoría son otomíes, pero los diseños de otras culturas como las de Chiapas, Nayarit y Guanajuato también se utilizan. Temas comunes incluyen pájaros, flores, figuras geométricas, elementos de la naturaleza, así como los signos mágicos y religiosos. Alrededor de un centenar de colores se utilizan en cuarenta y cuatro diseños básicos que tienen 145 variantes. Las alfombras están anudadas a mano, en su mayoría por mujeres, el uso de lana virgen, que se lleva en el municipio de otros lugares. Cada metro cuadrado tiene alrededor de cuarenta días para terminar. Las alfombras se anudan en marcos de madera que han sido colgados con una cuerda de algodón pesado deber de servir como base. Muchas de estas alfombras vienen con certificados de autenticidad y un número de números de serie han trabajado en el borde del diseño.
Los fuegos pirotécnicos es otro aporte de las artesanías que se elaboran en el estado, municipios como Tultepec, Zumpango, Melchor Ocampo y Cuautitlán, destacan por la elaboración de coloridos castillos pirotécnicos y fuegos artificiales como un arte llegado al centro del país a través de la Nao de China.
La manufactura de botín en el municipio de Villa del Carbón es otro gran aporte de artesanías del estado, cuenta con numerosos talleres dedicados a la fabricación de botín en piel de ternera, becerro, etc. considerado la capital nacional del botín charro.

Artesanía mexiquense
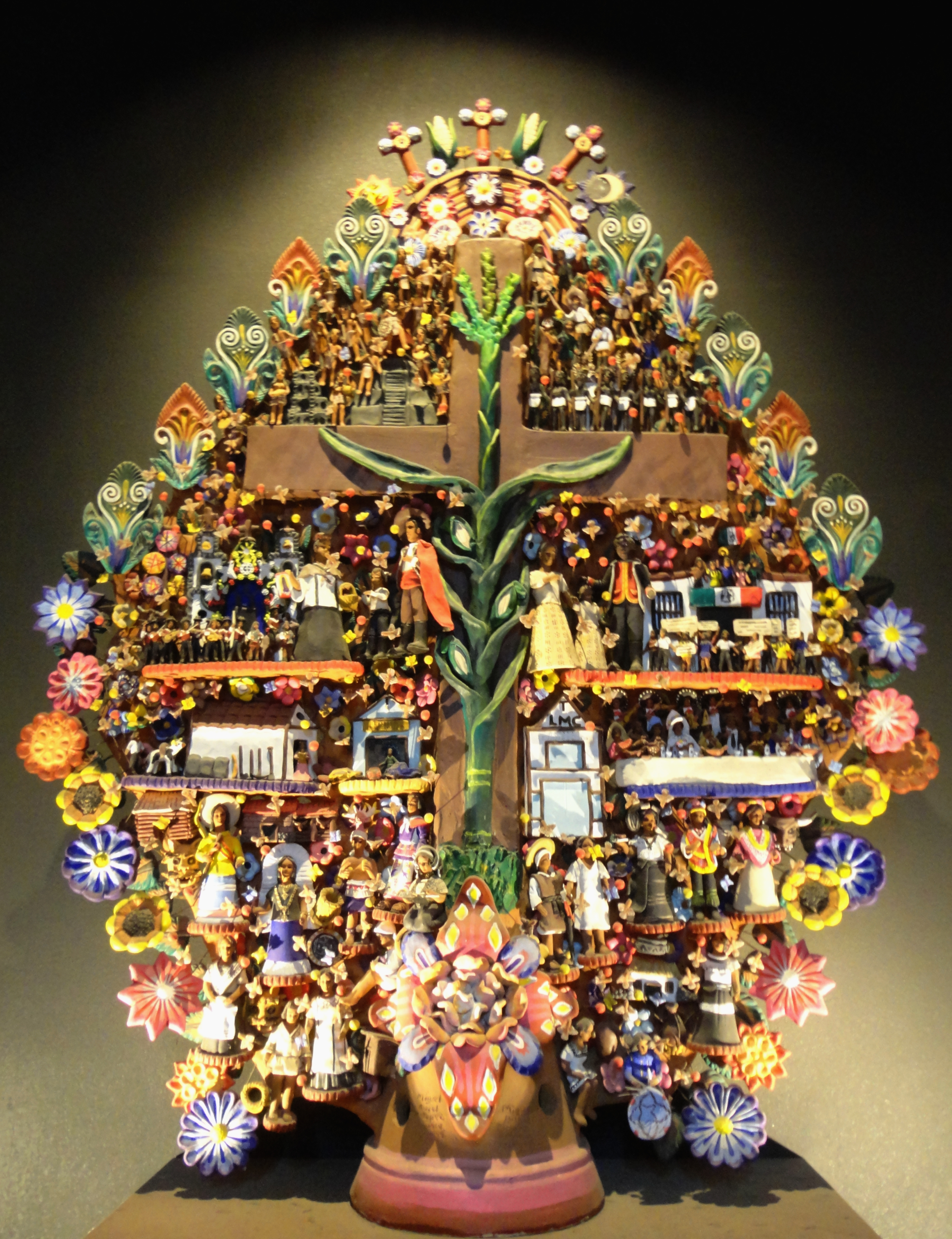
Árbol de la vida, artesanía de Metepec.
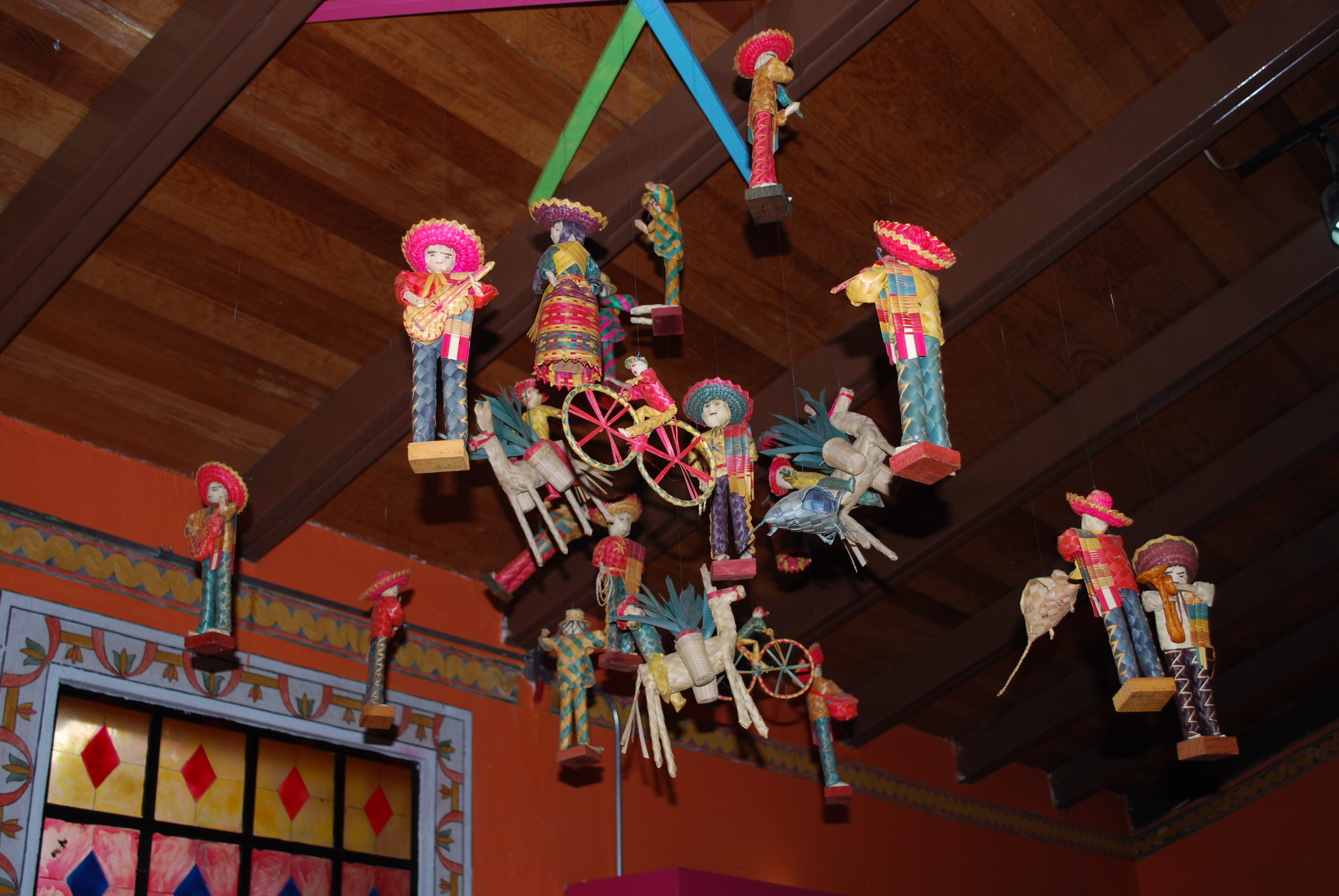
Artesanía de palma de Toluca
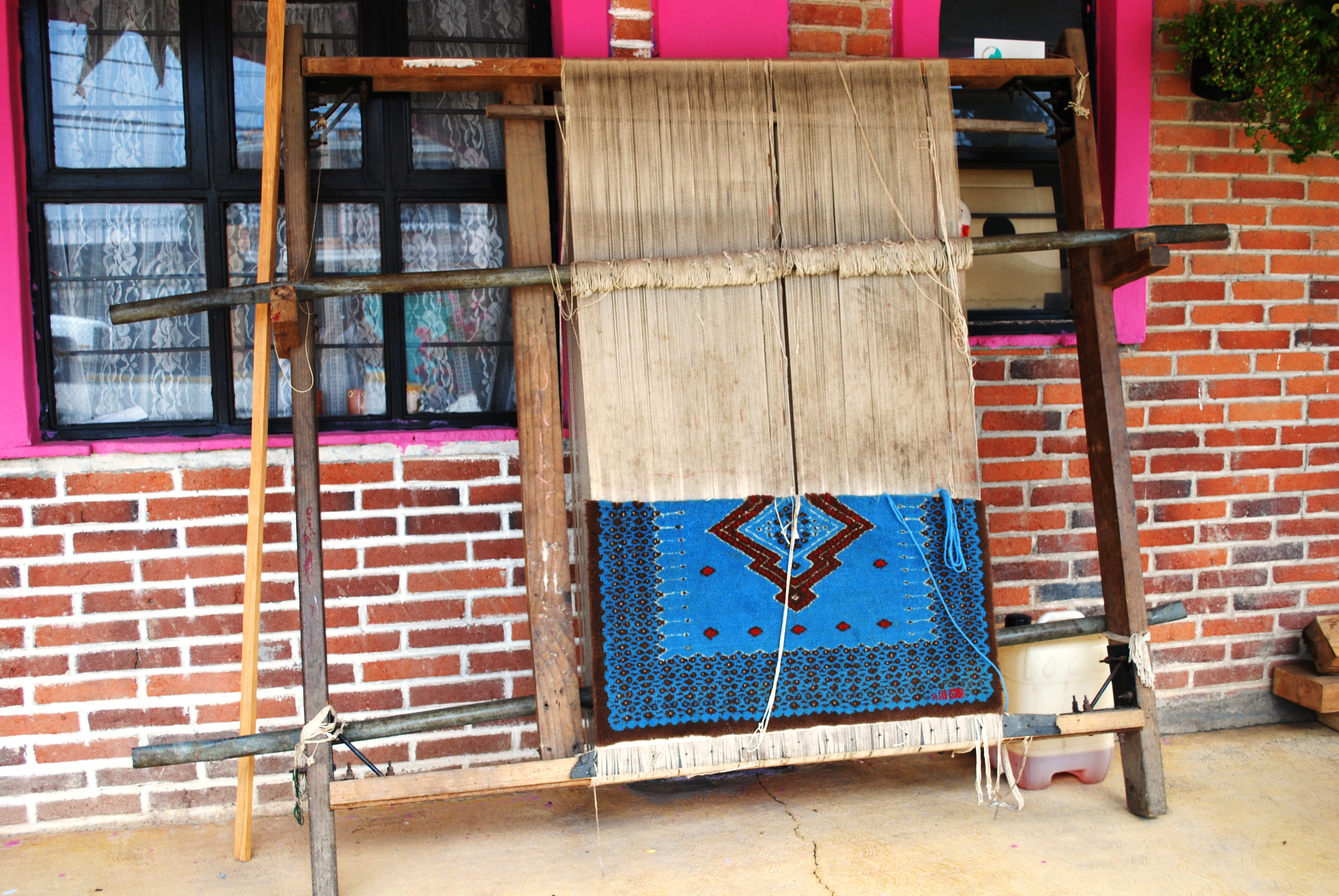
Elaboración de tapetes, en Temoaya.
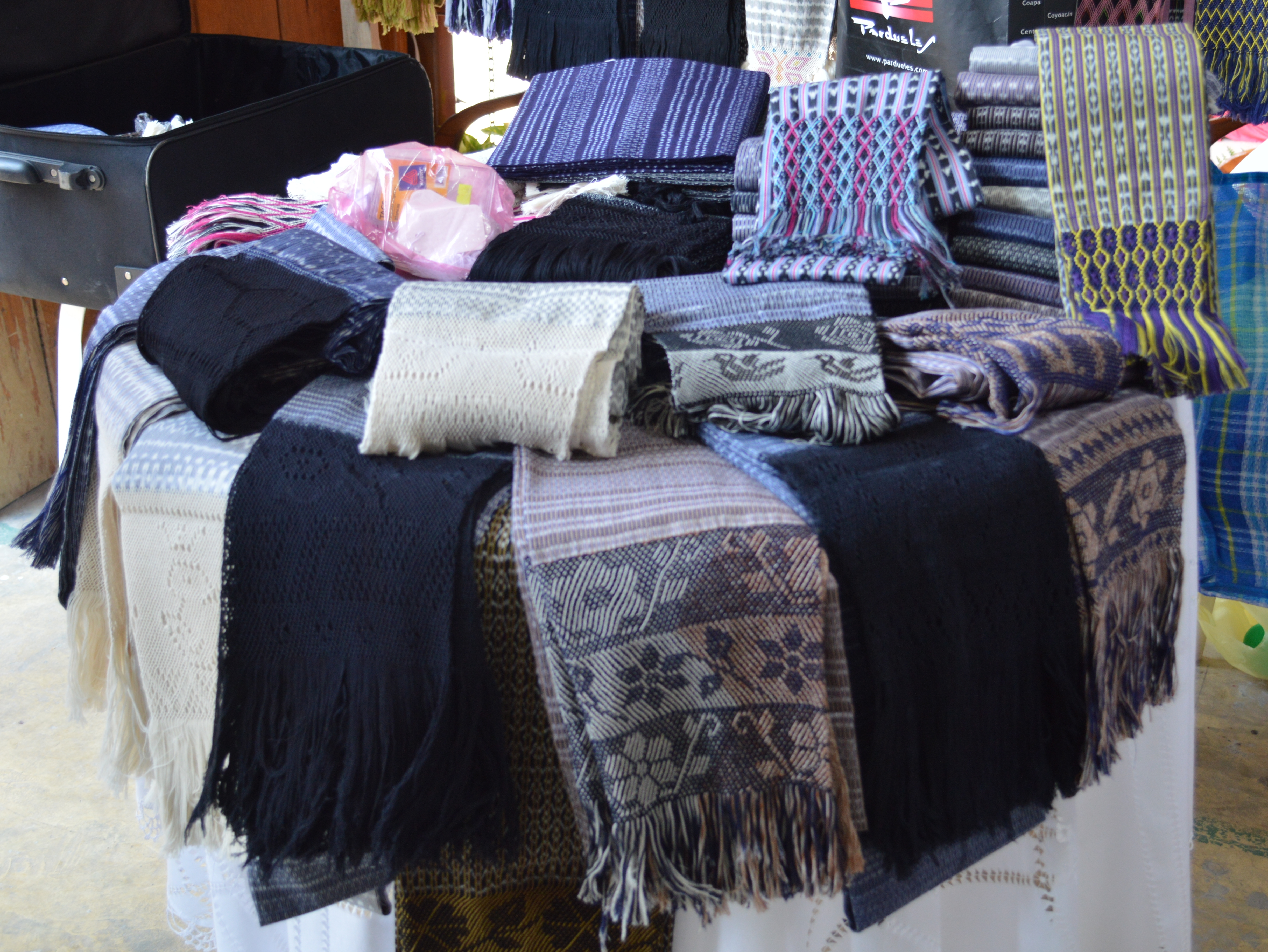
Elaboración de rebozos, en Tenancingo.

### Escultura
En Naucalpan de Juárez se halla el museo Tlatilca, un pequeño museo establecido para resaltar la cultura Tlatilca, en el que hay figuras de barro propias de dicha civilización.
El parque de las Esculturas, localizado en la ciudad de Cuautitlán Izcalli, cuenta con un museo al aire libre permanente que exhibe dieciséis obras de la escultora Charlotte Yazbek, donadas por ella en 1976.
En Tlalnepantla de Baz se localiza Cristo Rey dentro del cementerio Jardines del Recuerdo, una estatua colosal religiosa en honor a Jesús de Nazaret, cuya altura de 33 metros, la hace una de las estatuas más altas de México, así como también una de las más grandes dedicadas a dicha figura en territorio mexicano.

### Gastronomía
En la comida, es tradicional en un día de mercado encontrar mixiotes, tlacoyos, quesadillas de hongos, tamales, guajolote en salsa verde o pipián, queso molido o de letras, requesón, guajolote en chile mexcalpique, samborojo tazarbo, acociles, escamoles, mosco (licores de frutas), limones rellenos de coco, dulces de leche, fruta cristalizada, dulce de pepita y cacahuate, alegrías y garapiñas toluqueñas.
En el Valle de Toluca se elaboran importantes cárnicos o embutidos, herencia de los españoles que se establecieron en la región debido a la crianza de cerdos, tales como; los chorizos, las longanizas verdes y rojas, el jamón serrano, el queso de puerco o queso chompepe, el tocino, el obispo y salchichones de carne de cerdo. El Estado de México comparte una gastronomía con otros estados limítrofes, por ejemplo; el ximbó, los gualumbos y la barbacoa de carnero que son también parte de la gastronomía del estado de Hidalgo.

Gastronomía mexiquense
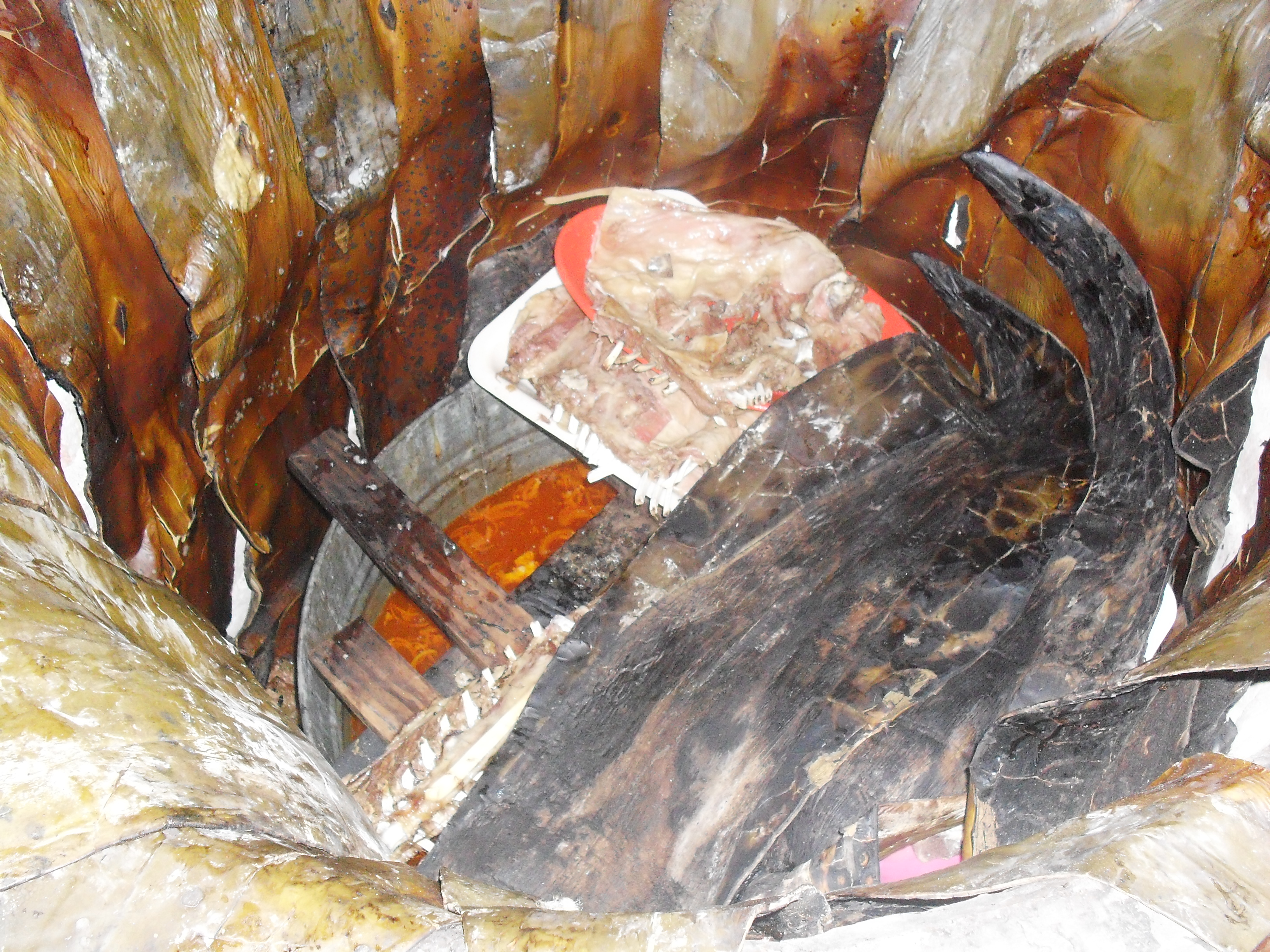
Barbacoa de carnero en Otumba.
Chorizos del Valle de Toluca.
El ximbó, gastronomía de Hueypoxtla.
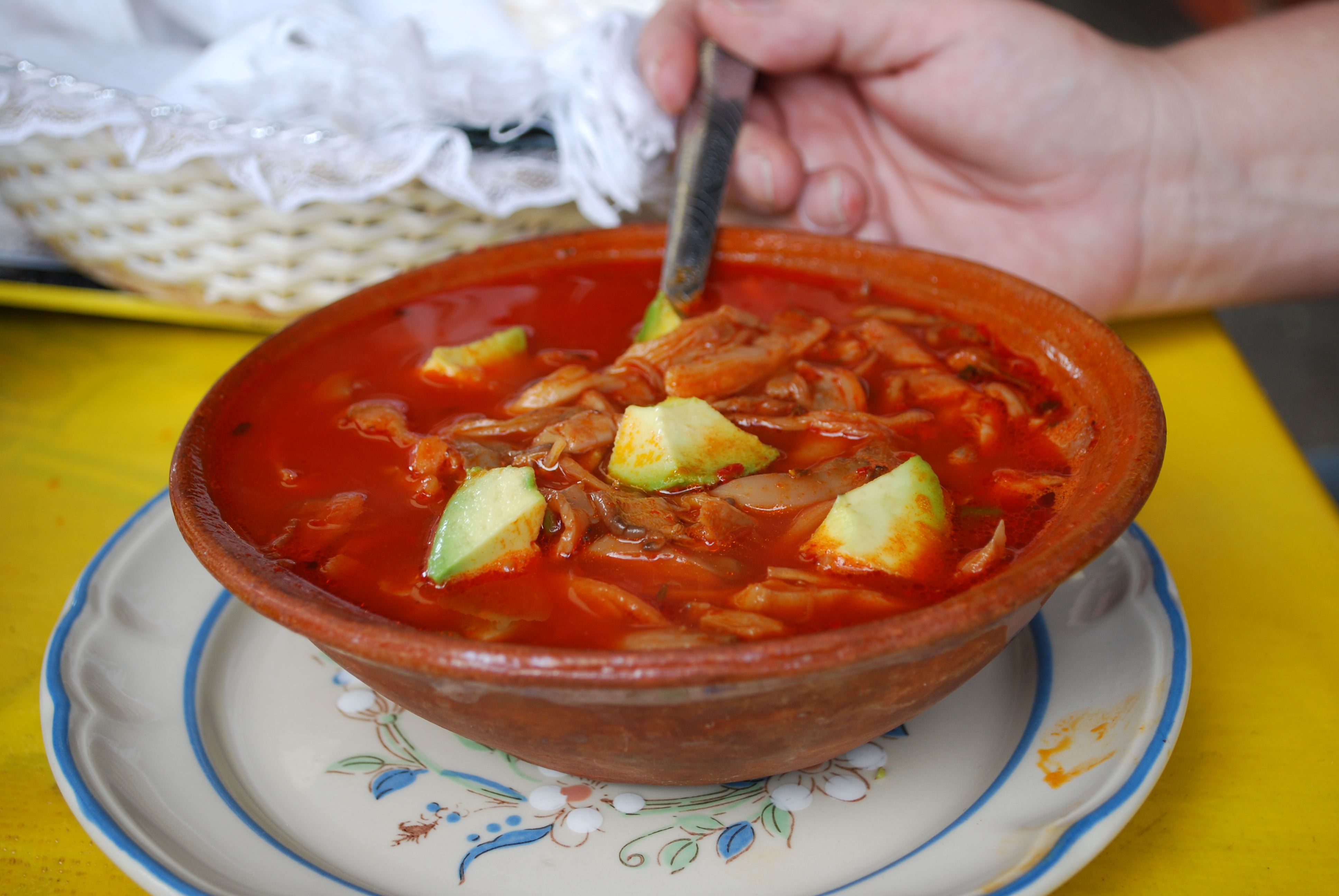
Sopa de hongos en Ocoyoacac.
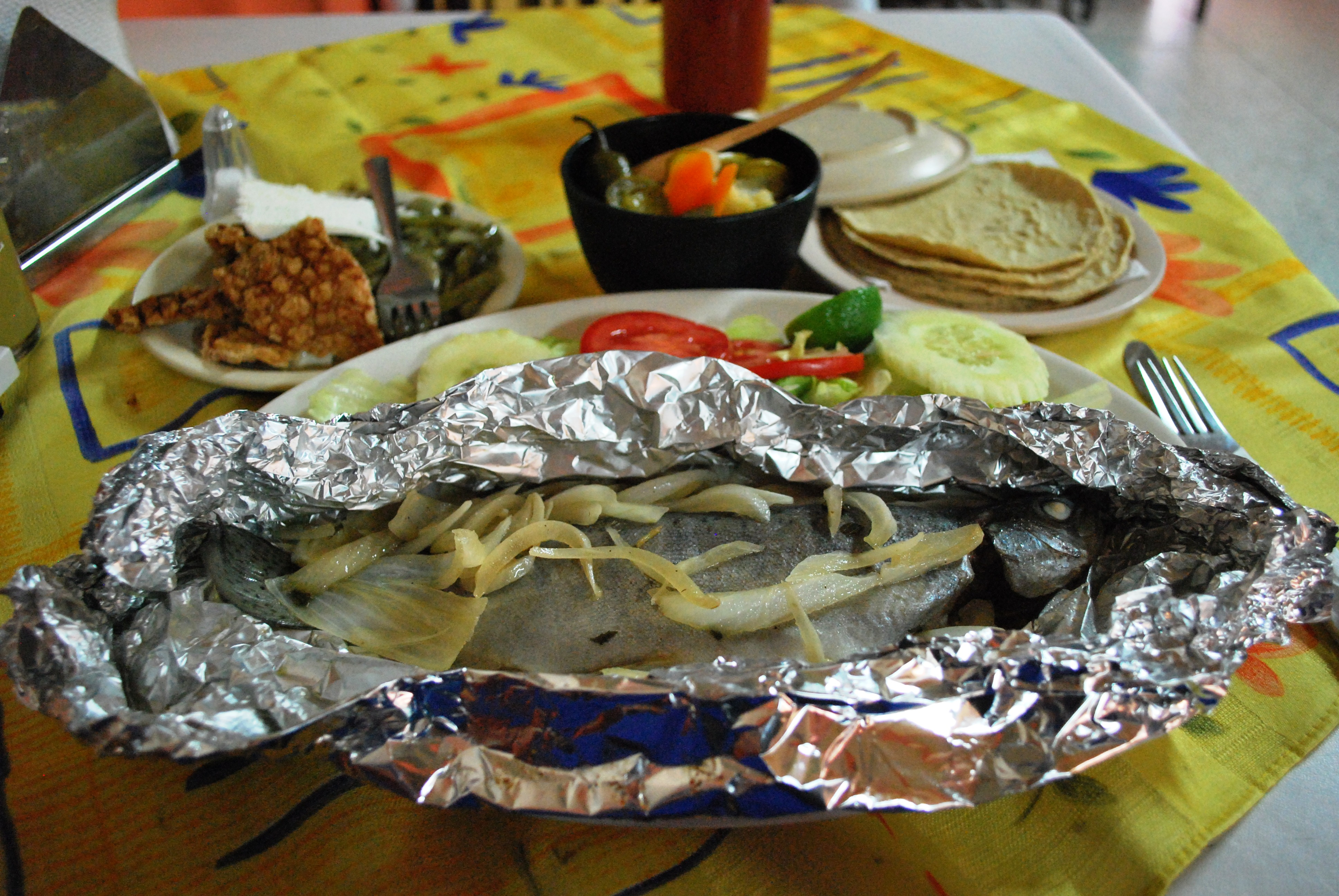
Trucha en Tenango del Valle.

### Música
En 1976, La Sonora Santanera, un popular grupo de música tropical, lanzó el tema «Estado de México» escrito por Homero Aguilar Cabrera, mismo en el que se mencionan como homenaje a varias ciudades del territorio mexiquense, entre ellas Toluca, Teotihuacán, Texcoco, Tlalnepantla, Naucalpan, Cuautitlán, y otras más. Carlos Colorado Vera, líder y fundador de la agrupación, falleció en una volcadura fatal cerca de la colonia Jardines de la Hacienda, en Cuautitlán Izcalli, en el kilómetro 37 de la carretera México-Querétaro.

### Pintura
Entre los máximos exponentes de la pintura en el Estado de México se encuentra José María Velasco Gómez, un artista especializado en el paisajismo pictórico nacido en Temascalcingo de José María Velasco, localidad nombrada así en su memoria. Otro pintor destacado originario del estado es Luis Nishizawa Flores, quien se desempeñó como especialista en técnicas de abstracción de la realidad.
El Museo Nacional del Virreinato en Tepotzotlán alberga una extensa colección de pinturas influenciadas por la religión católica y por la vida en México durante el Virreinato de Nueva España.

Pinturas selectas del Museo Nacional del Virreinato
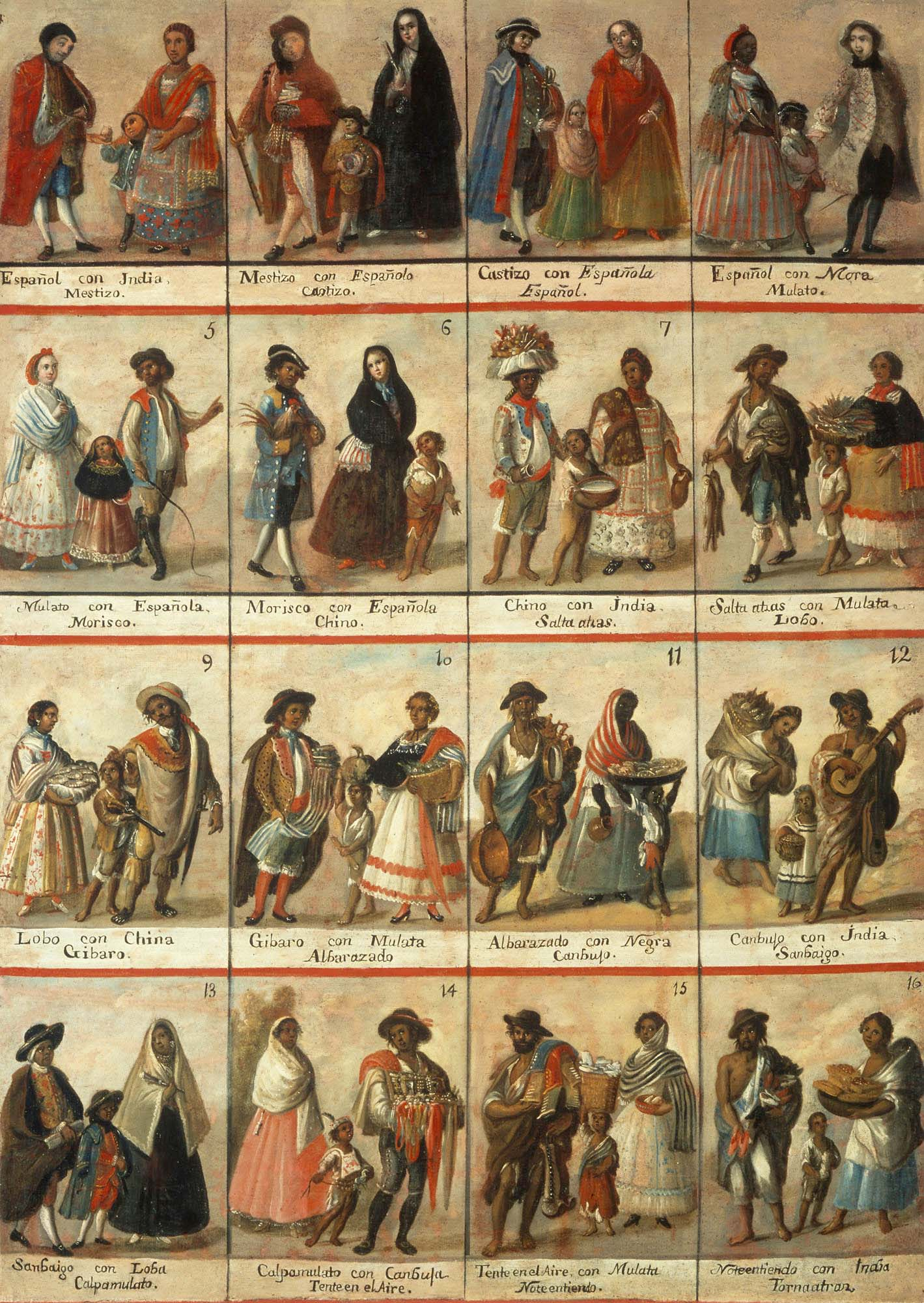
Pintura de castas.
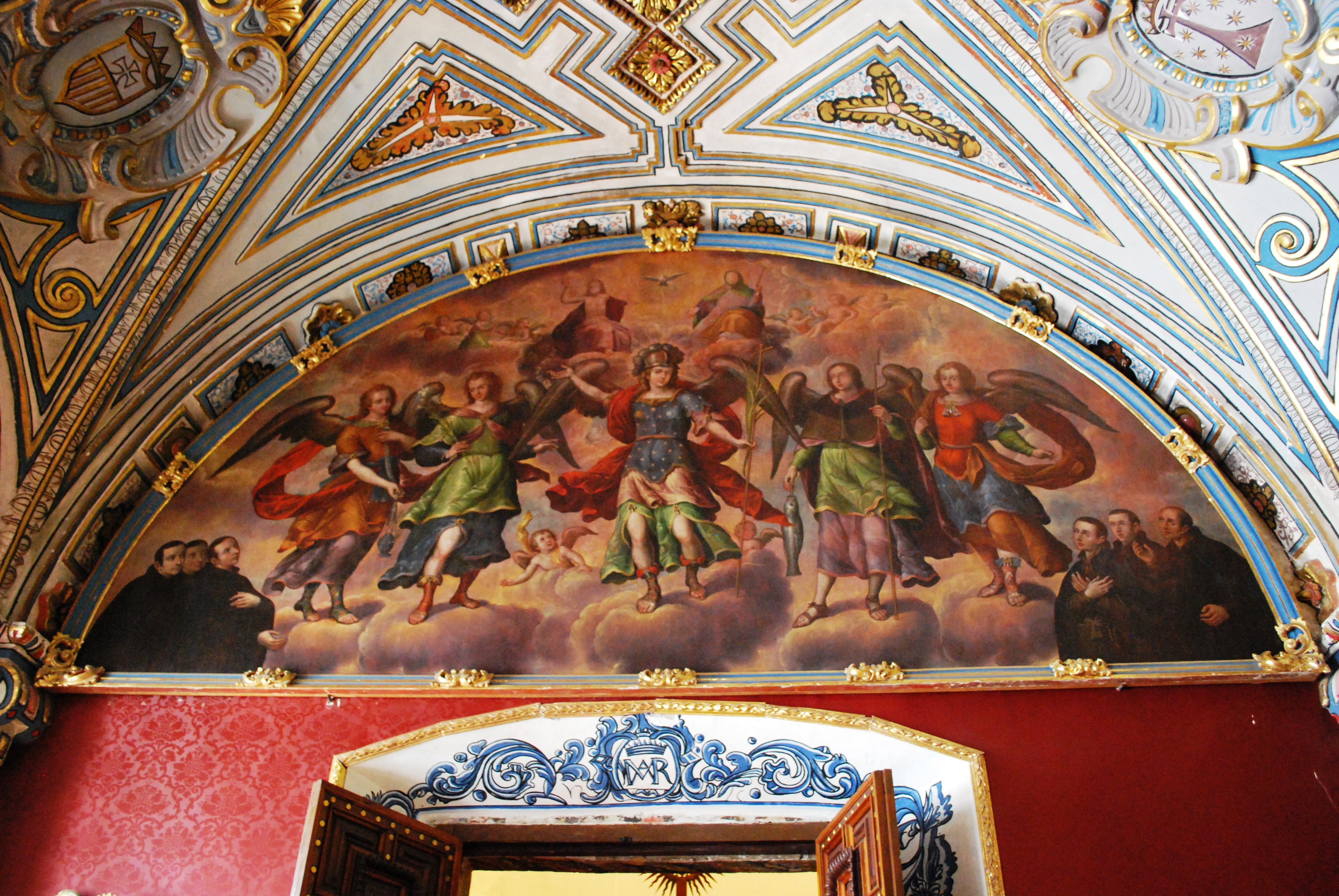
Arcángel en la capilla doméstica.
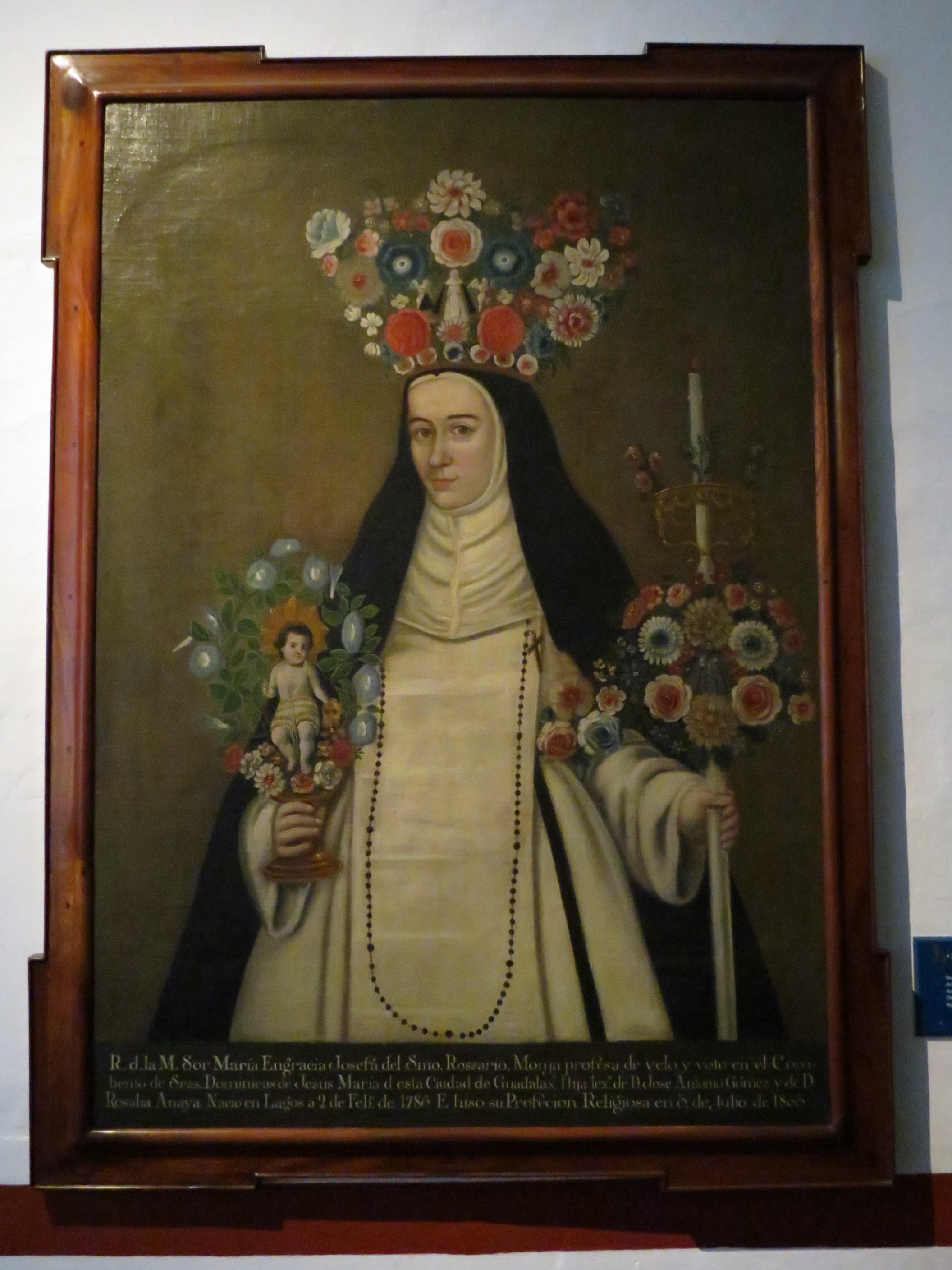
Sor María Engracia Josefa.
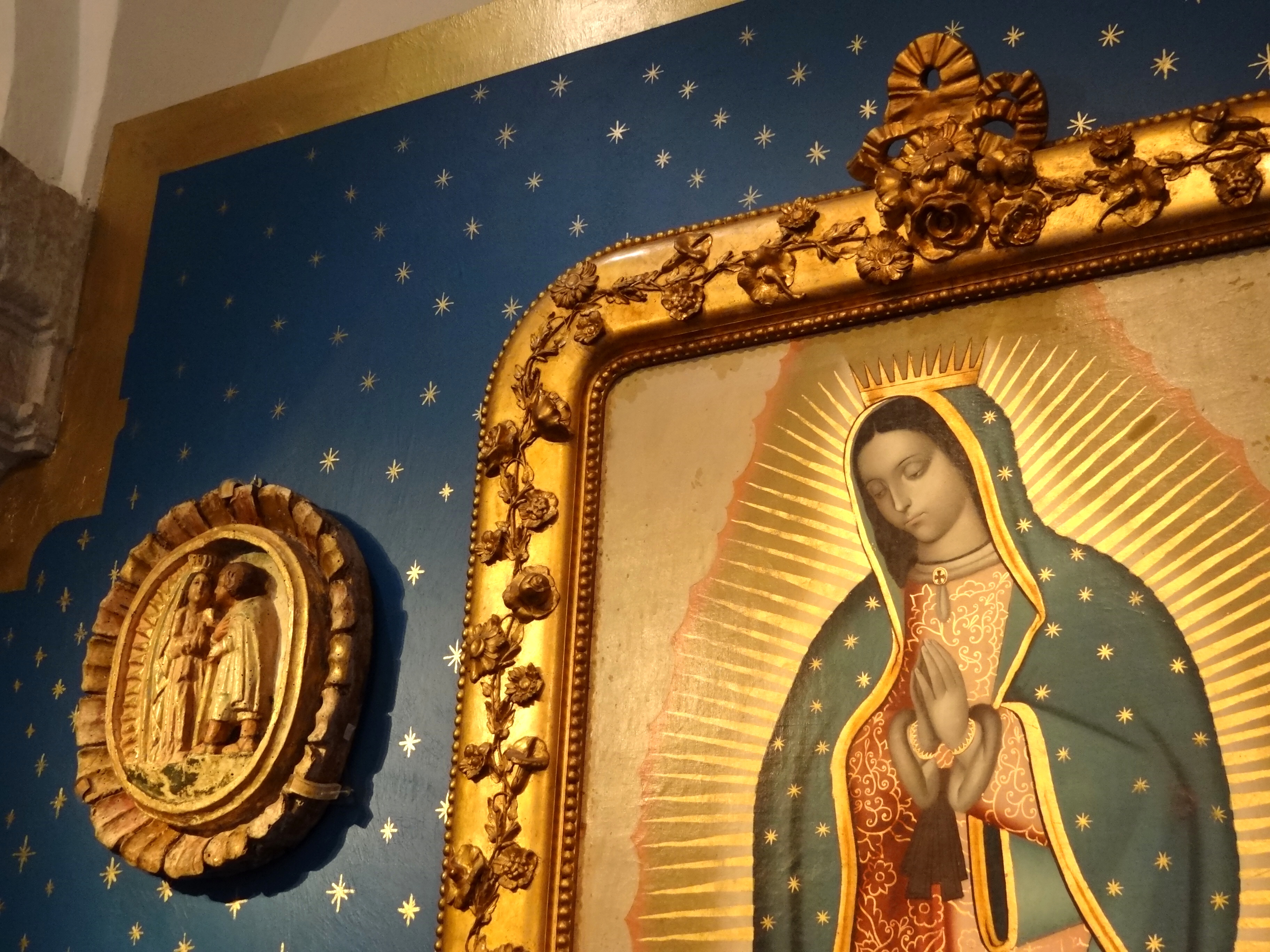
Pintura al óleo de la Virgen de Guadalupe.
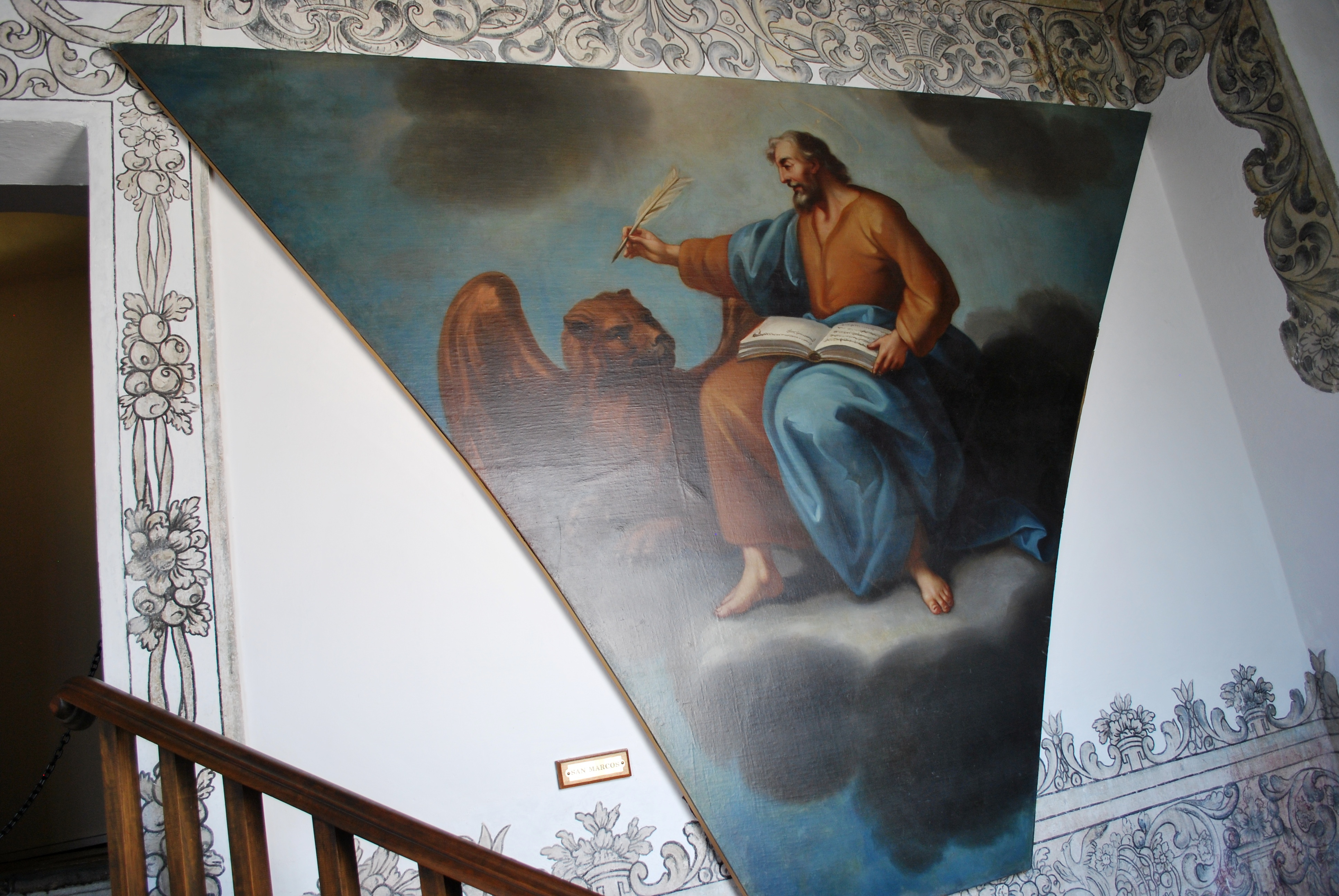
Marcos el Evangelista.

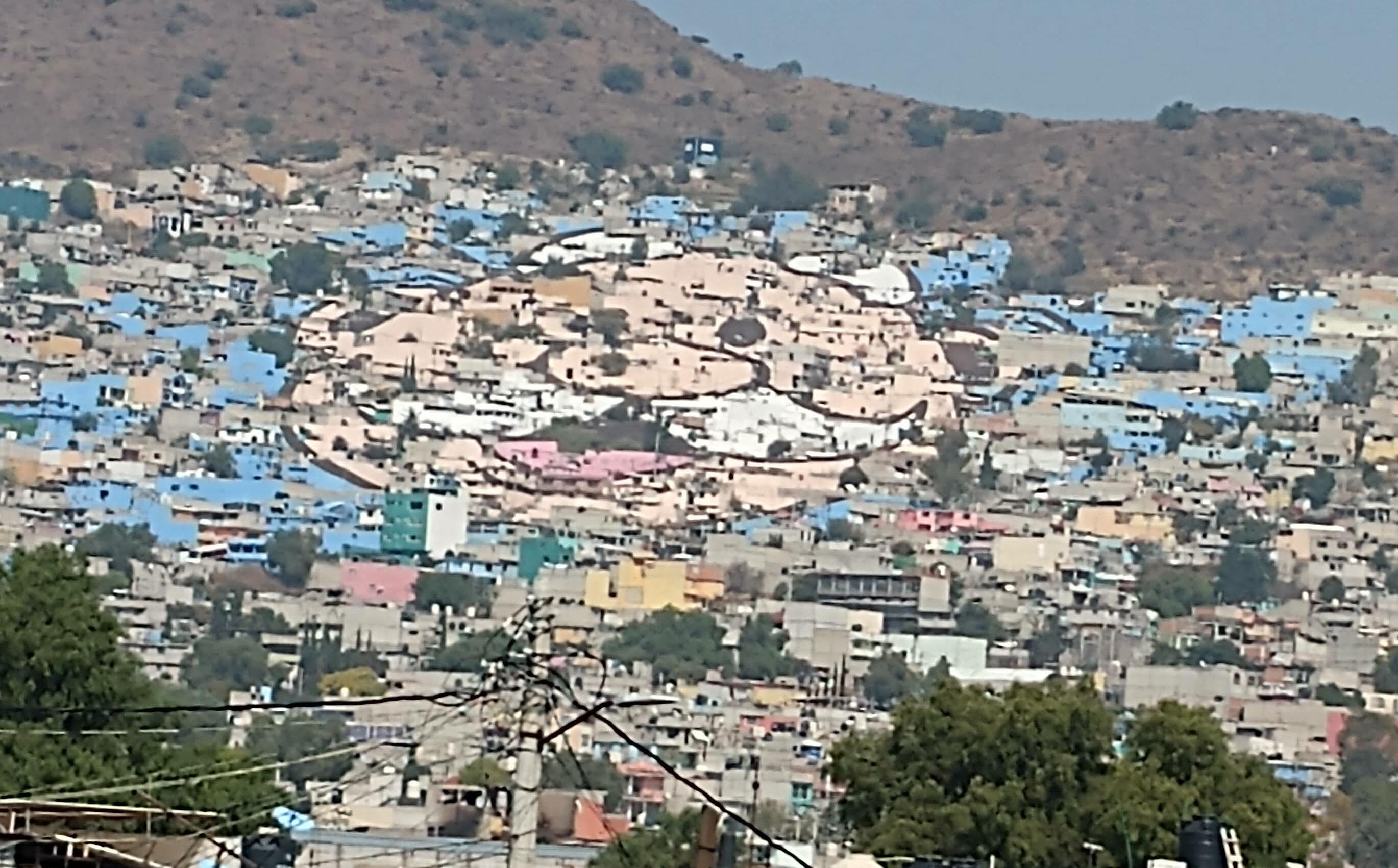
Vista lejana de la pintura del Dr. Simi, retratada en 2022.

En agosto de 2022, se hizo popular un trabajo de pintura hecho por los habitantes de la colonia San Carlos Cantera, en Ecatepec de Morelos. Para la obra artística, se logró capturar el rostro del «Dr. Simi», un famoso personaje de la cultura popular mexicana, perteneciente a las farmacias similares creadas por Víctor González Torres. Más tarde, se colocó una placa conmemorativa que oficializó el nombre de este lugar como la «Simi colonia». La idea de hacer este trabajo fue de Víctor González Herrera (vicepresidente de estas farmacias), la cual le surgió después de percatarse que varias casas no se encontraban pintadas debido a la falta de recursos económicos de los residentes en la zona, por lo cual los apoyó dándoles la pintura para mejorar sus hogares.

### Patrimonio

#### Patrimonio Cultural de la Humanidad
El Estado de México cuentan con numerosos sitios declarados Patrimonio de la Humanidad por la UNESCO, dichos sitios son el principal atractivo turístico que visitan los turistas nacionales y extranjeros, estos son: zona arqueológica de Teotihuacán, Arcos del Padre Tembleque en el municipio de Nopaltepec (los cuales se comparten con el estado de Hidalgo, en el municipio de Zempoala) y El Camino Real de Tierra de Adentro, que cruza por los municipios de Tlalnepantla, Cuautitlán, Cuautitlán Izcalli, Tepotzotlán, Coyotepec y Huehuetoca, hacia Tepeji del Río, posteriormente cruza por Jilotepec, Timilpan y Aculco.

Patrimonio cultural de la humanidad
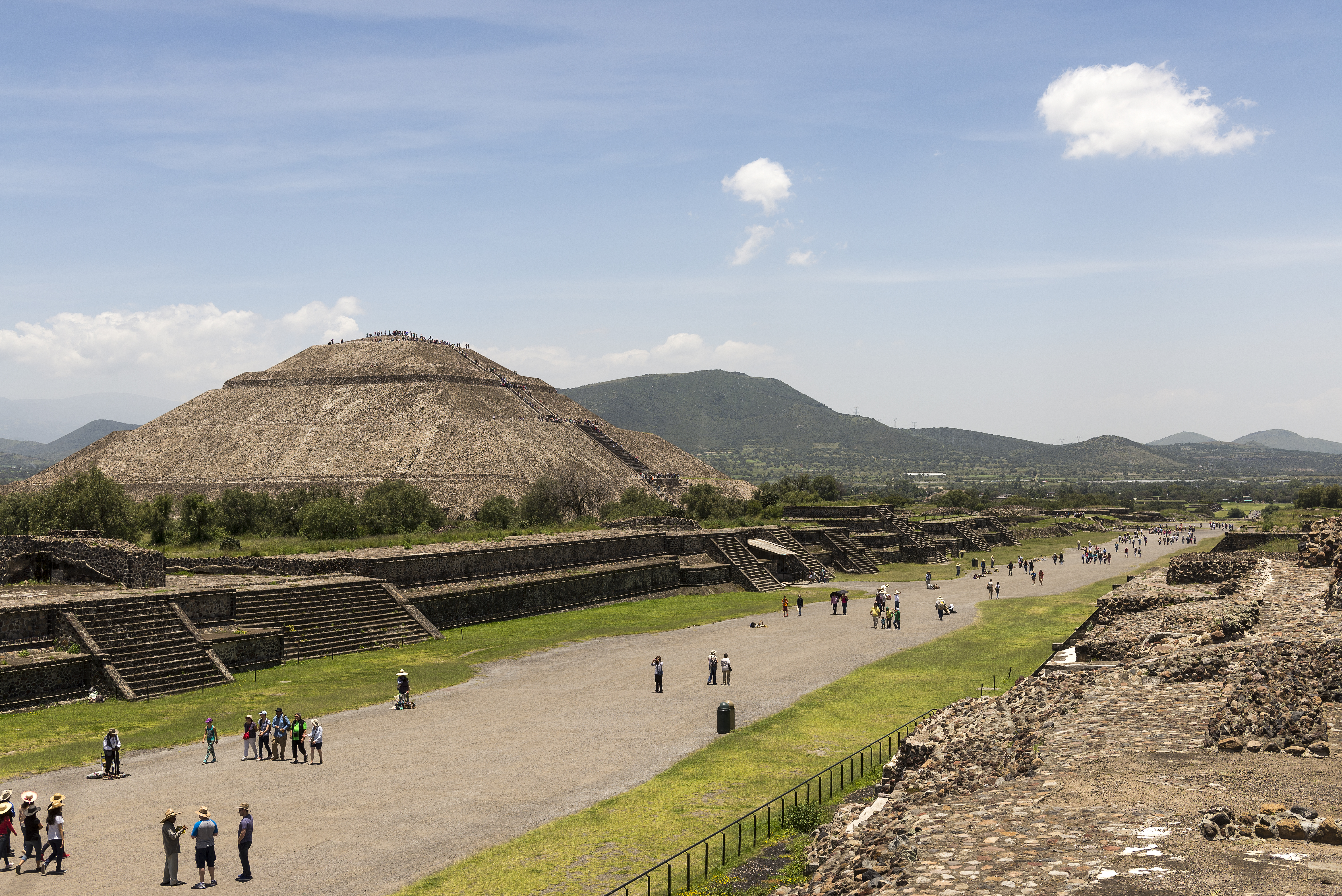
Zona arqueológica de Teotihuacán.
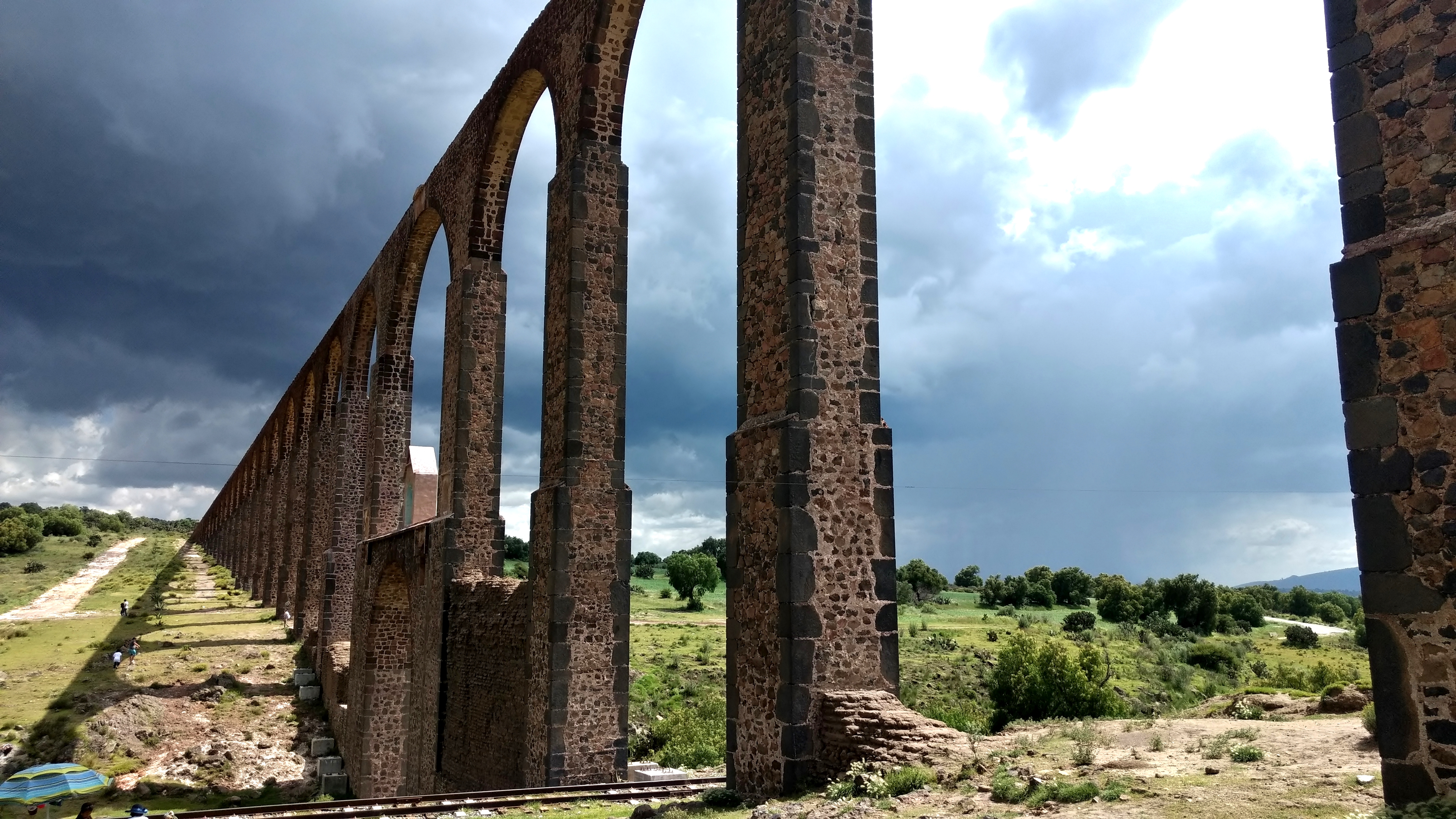
Acueducto del Padre Tembleque.
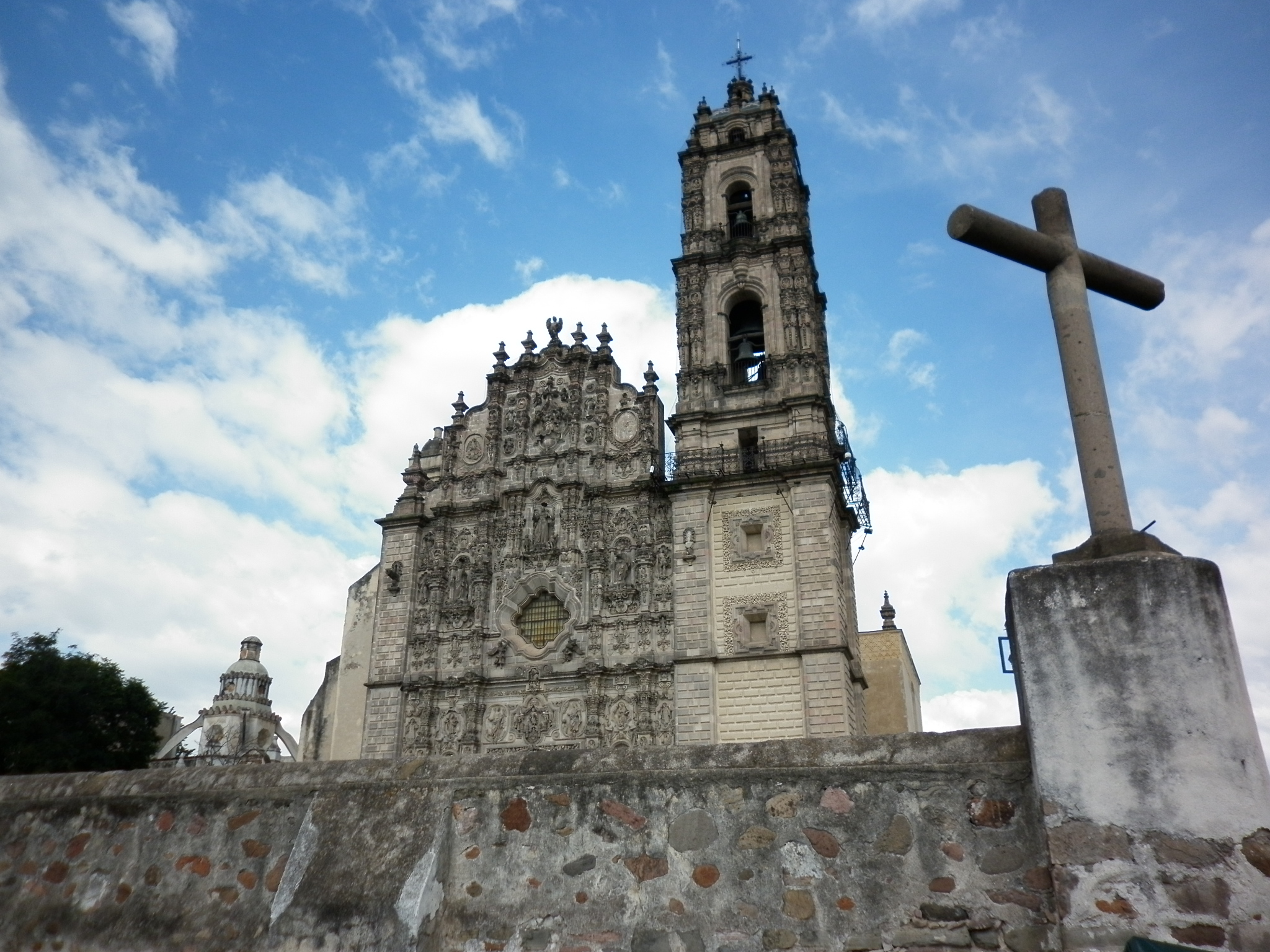
Exconvento de Tepotzotlán.
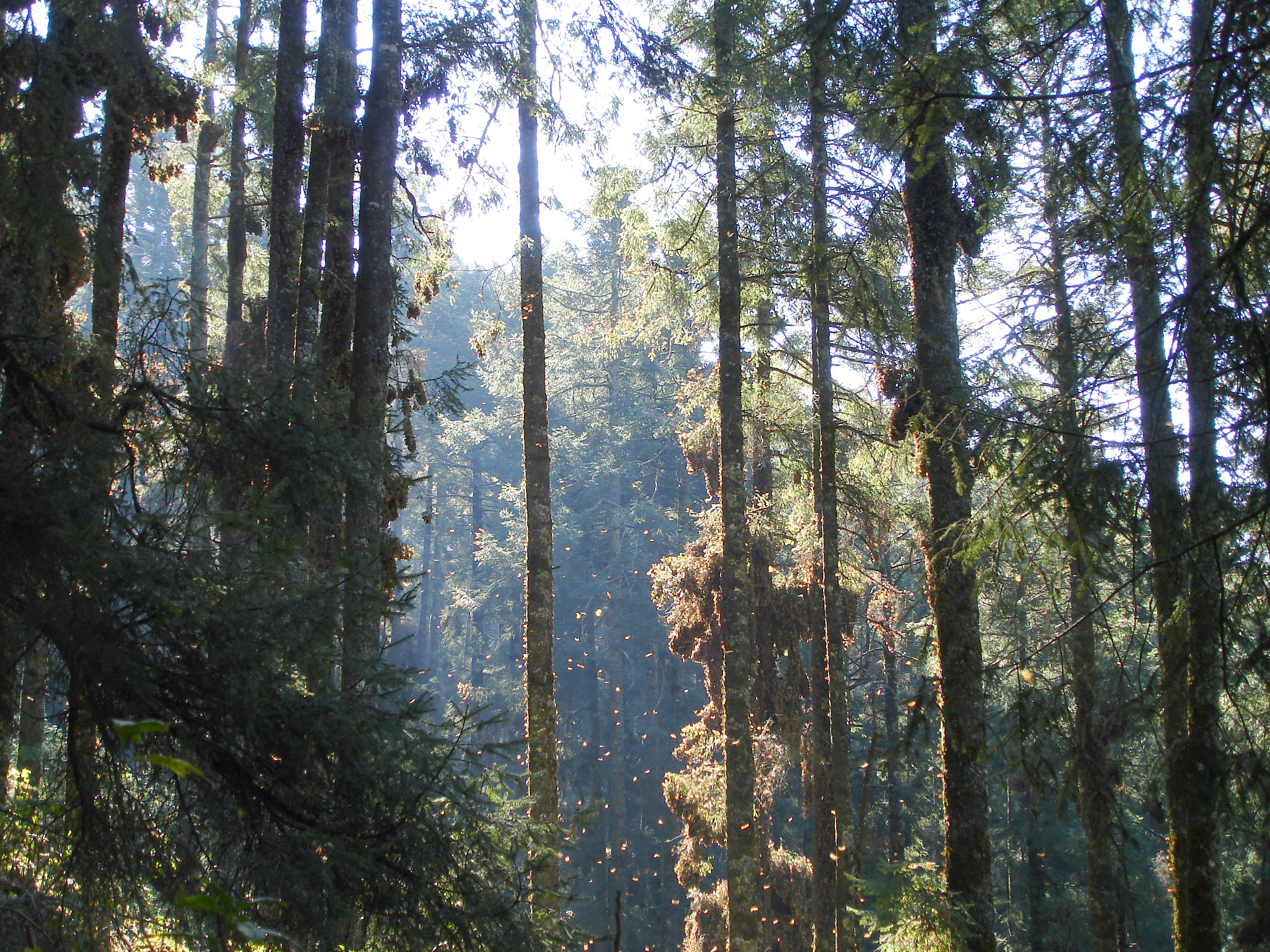
Santuario del a Mariposa Monarca en Ixtapan del Oro.

#### Patrimonio Cultural del Estado de México
El gobierno del Estado de México ha declarado numerosos monumentos arquitectónicos y de ingeniería como parte de su patrimonio estatal construido, sin embargo, dichos monumentos no solo destacan por su arquitectura o estética, también los acontecimientos históricos ocurridos dentro de dichas edificaciones.

Monumentos patrimonio cultural del Estado de México
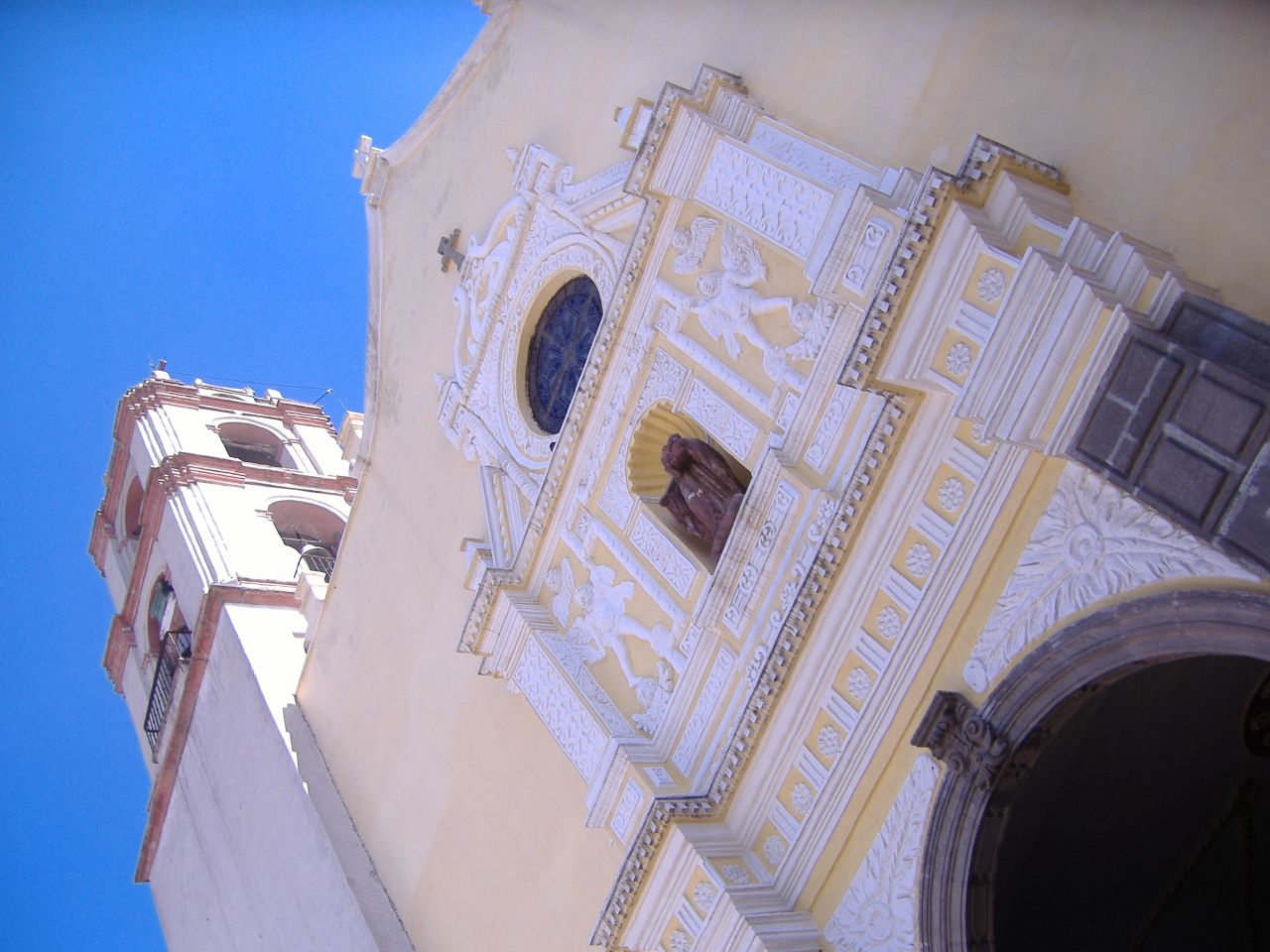
Catedral de Texcoco.
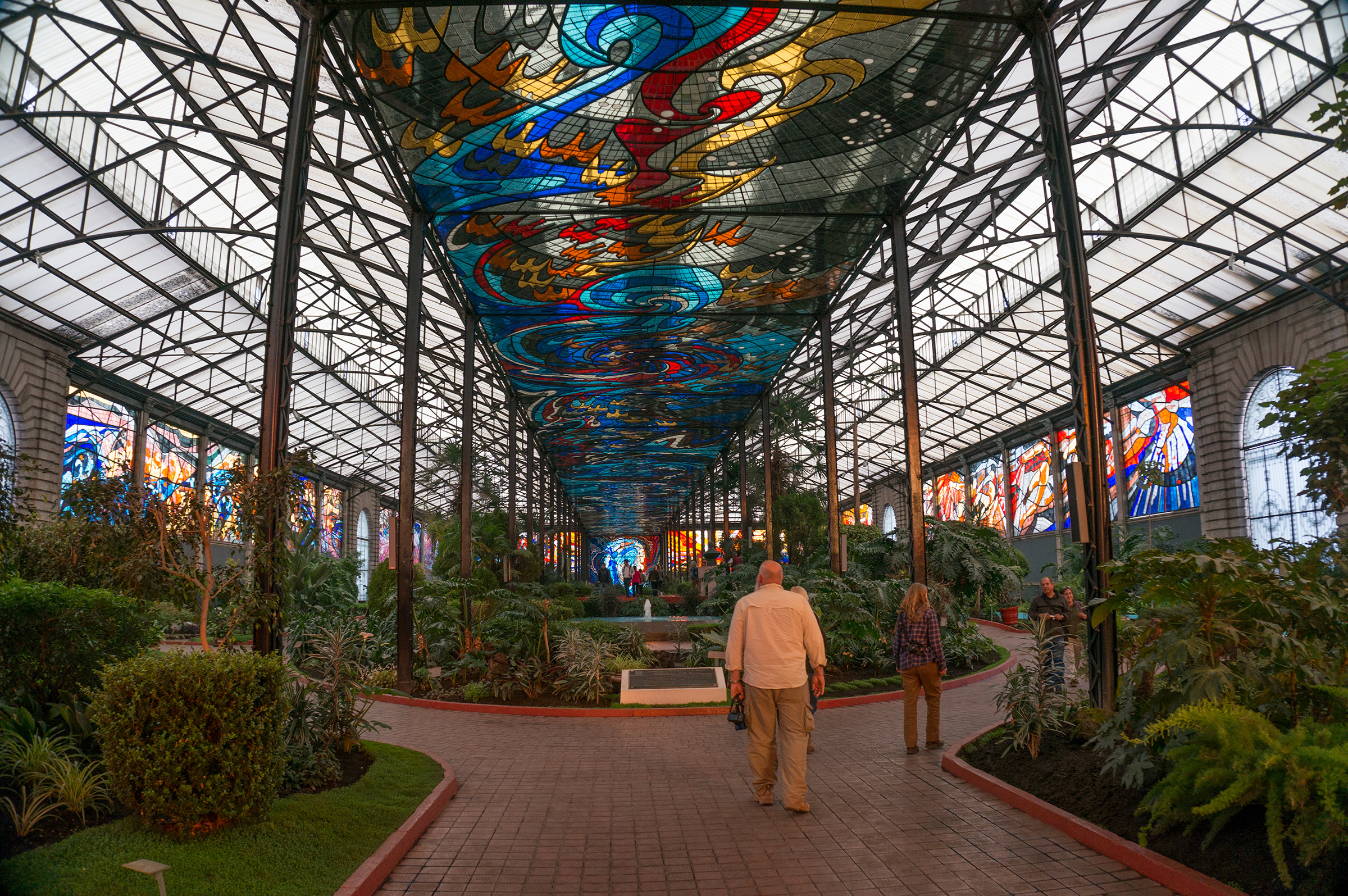
Jardín Botánico Cosmovitral en Toluca.
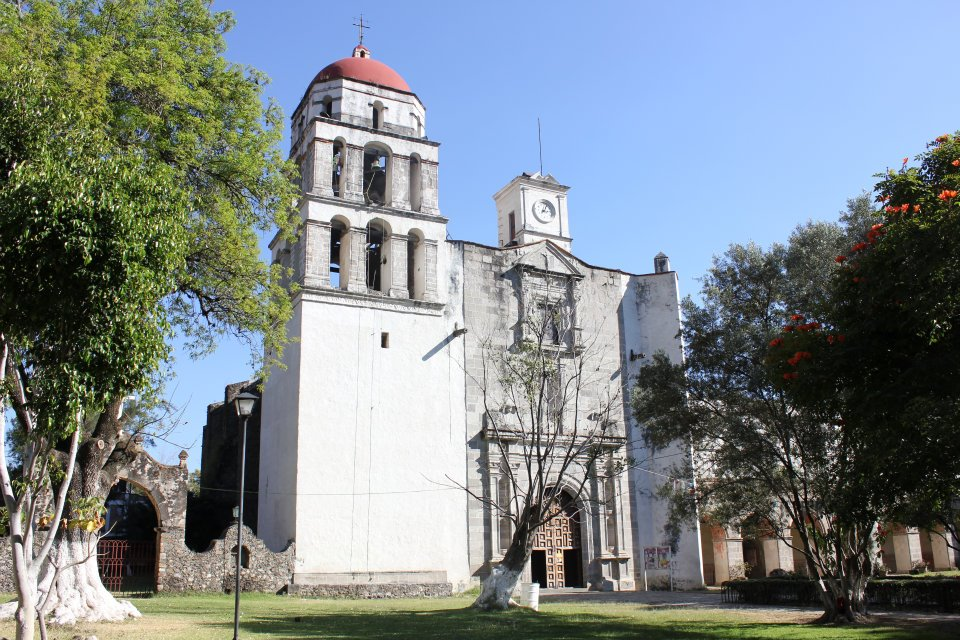
Exconvento del Divino Salvador en Malinalco.
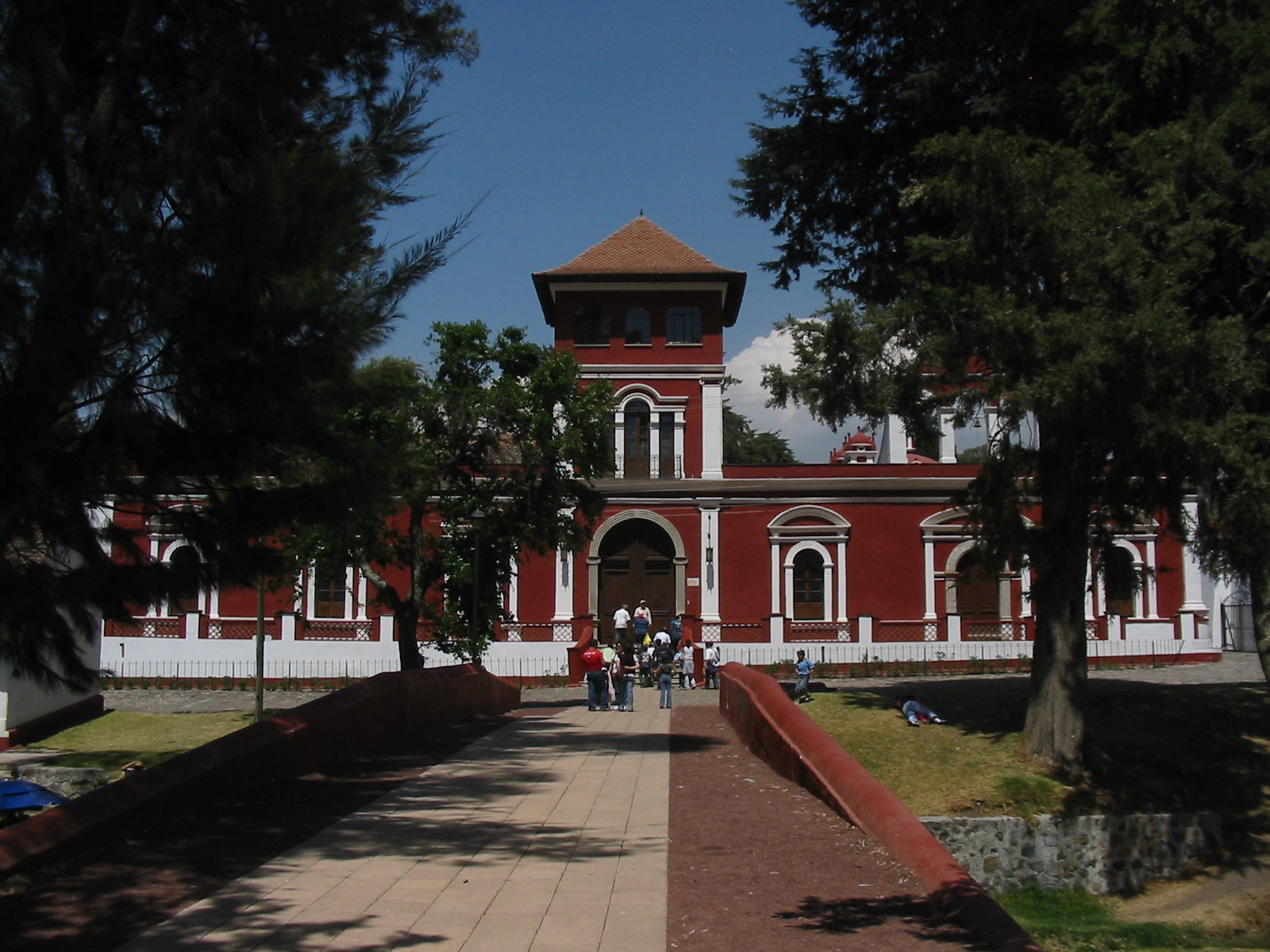
Ex-hacienda de Panoaya en Amecameca.
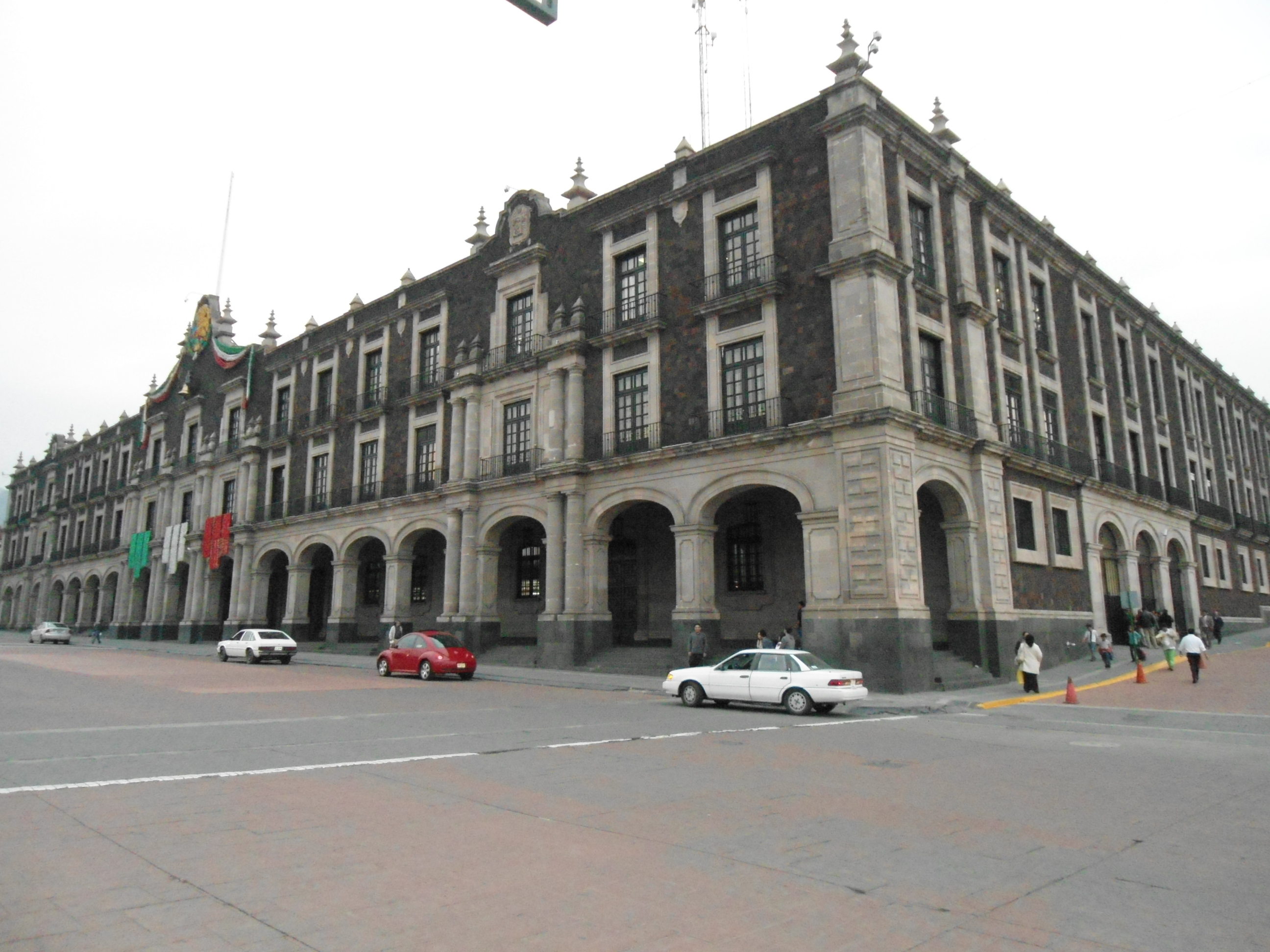
Palacio de Gobierno del Estado de México.

## Medios de comunicación

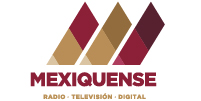
Logo utilizado por la televisora y radiodifusora, Mexiquense Televisión.

El Estado de México es una de las pocas entidades federativas que cuentan con un canal propio de televisión, XHGEM-TDT canal 34.1, conocido como Mexiquense Televisión, mismo que fue fundado el 26 de septiembre de 1984 por el entonces gobernador, Alfredo del Mazo González, y el presidente de México, Miguel de la Madrid Hurtado.
El Sistema Mexiquense de Medios Públicos también cuenta con 6 estaciones de radio: 91.7 FM Amecameca, 104.5 FM Valle de Bravo, 88.5 FM Zumpango, 1080 AM Tultitlán, 91.7 FM Metepec, 1600 AM Metepec.

## Transporte

### Aeropuertos

#### Aeropuerto Internacional Felipe Ángeles

Sala de arribo del Aeropuerto Internacional Felipe Ángeles, en junio de 2022.

El Aeropuerto Internacional Felipe Ángeles, situado en el pueblo de Santa Lucía, dentro del municipio de Zumpango; es el aeropuerto más importante del Estado de México y fue construido dentro de la zona metropolitana de la Ciudad de México para servir a los habitantes de la capital del país y de la región metropolitana, tiene conexión carretera con las principales vialidades de la entidad y con las vialidades hacia otros estados del país como Hidalgo, Tlaxcala, Puebla, Morelos, Guerrero, Querétaro y Veracruz.

#### Aeropuerto Internacional Lic. Adolfo López Mateos
El Aeropuerto Internacional Lic. Adolfo López Mateos, situado dentro del municipio de Toluca; es el segundo aeropuerto más importante del Estado de México y fue construido dentro de la zona metropolitana del Valle de Toluca para servir a los habitantes de la capital mexiquense y los habitantes de la capital del país, tiene conexión carretera con las principales vialidades de la entidad y con las vialidades hacia otros estados del país como Hidalgo, Michoacán, Morelos, Guerrero y Querétaro.

#### Otros aeropuertos
- Aeropuerto Nacional Jorge Jiménez Cantú
- Aeródromo de Valle de Bravo
- Base Aérea Militar N.º 1 de Santa Lucía (uso militar)

### Ferrocarriles

#### Tren Suburbano del Valle de México

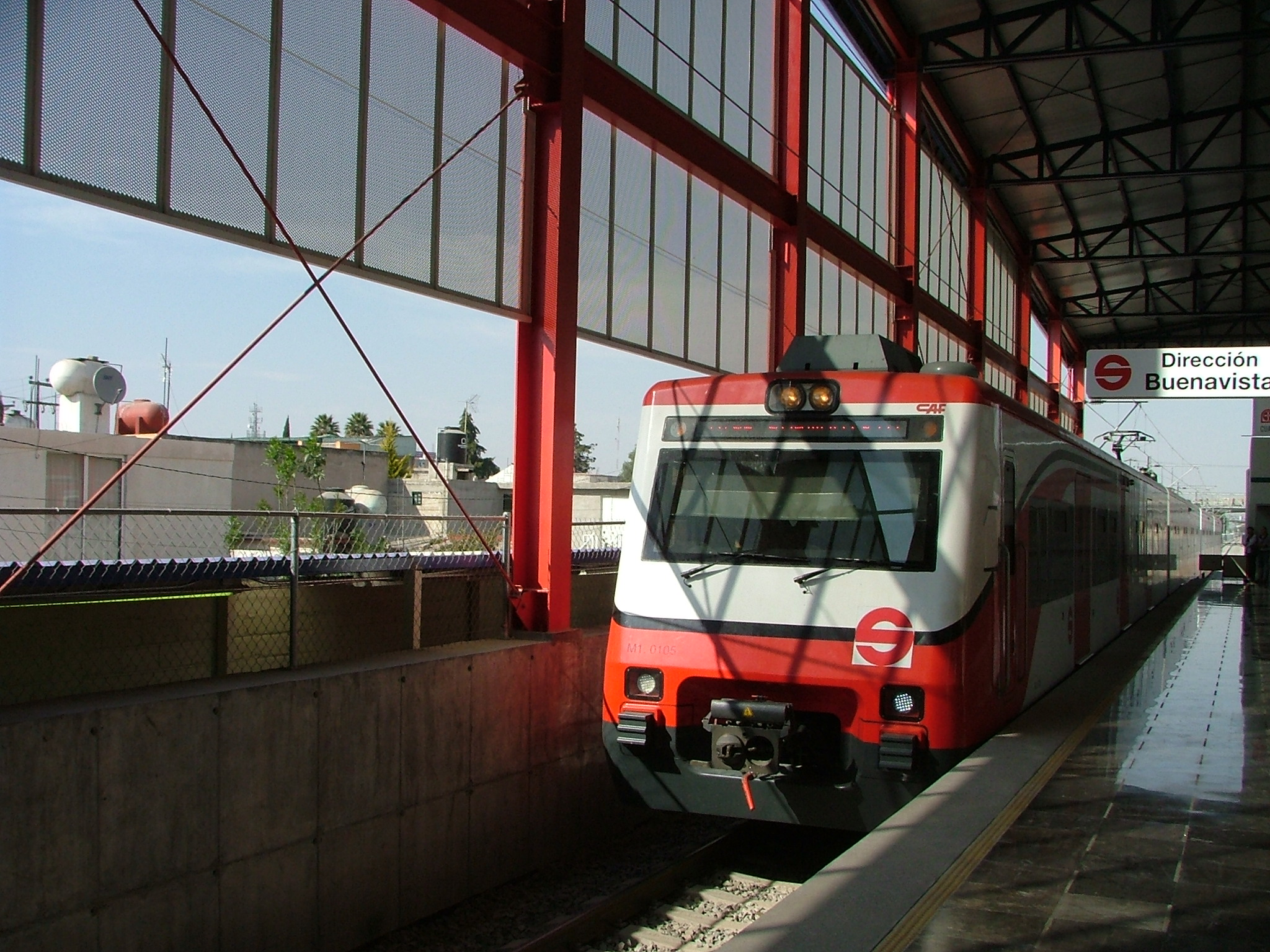
Tren Suburbano del Valle de México, retratado en 2009.

El Tren Suburbano empezó a funcionar el 1 de junio de 2008; la primera fase fue Buenavista-Lechería. El 5 de enero de 2009, se completó el tramo hasta Cuautitlán; el tiempo promedio del recorrido es de 24 minutos. Este proyecto fue realizado por la empresa española CAF (Construcciones y Auxiliar de Ferrocarriles, S.A.). Es importante mencionar que este transporte es ecológico, ya que es eléctrico; algo que también es notorio son la limpieza y el orden en las instalaciones, y sobre todo la importancia que le dan a personas con capacidades diferentes; cuenta con elevadores, para la comodidad de estas personas; en los vagones hay un área destinada a personas en silla de ruedas; dentro y fuera de los vagones están instaladas cámaras de vigilancia para mantener la seguridad de los usuarios.

#### El Insurgente

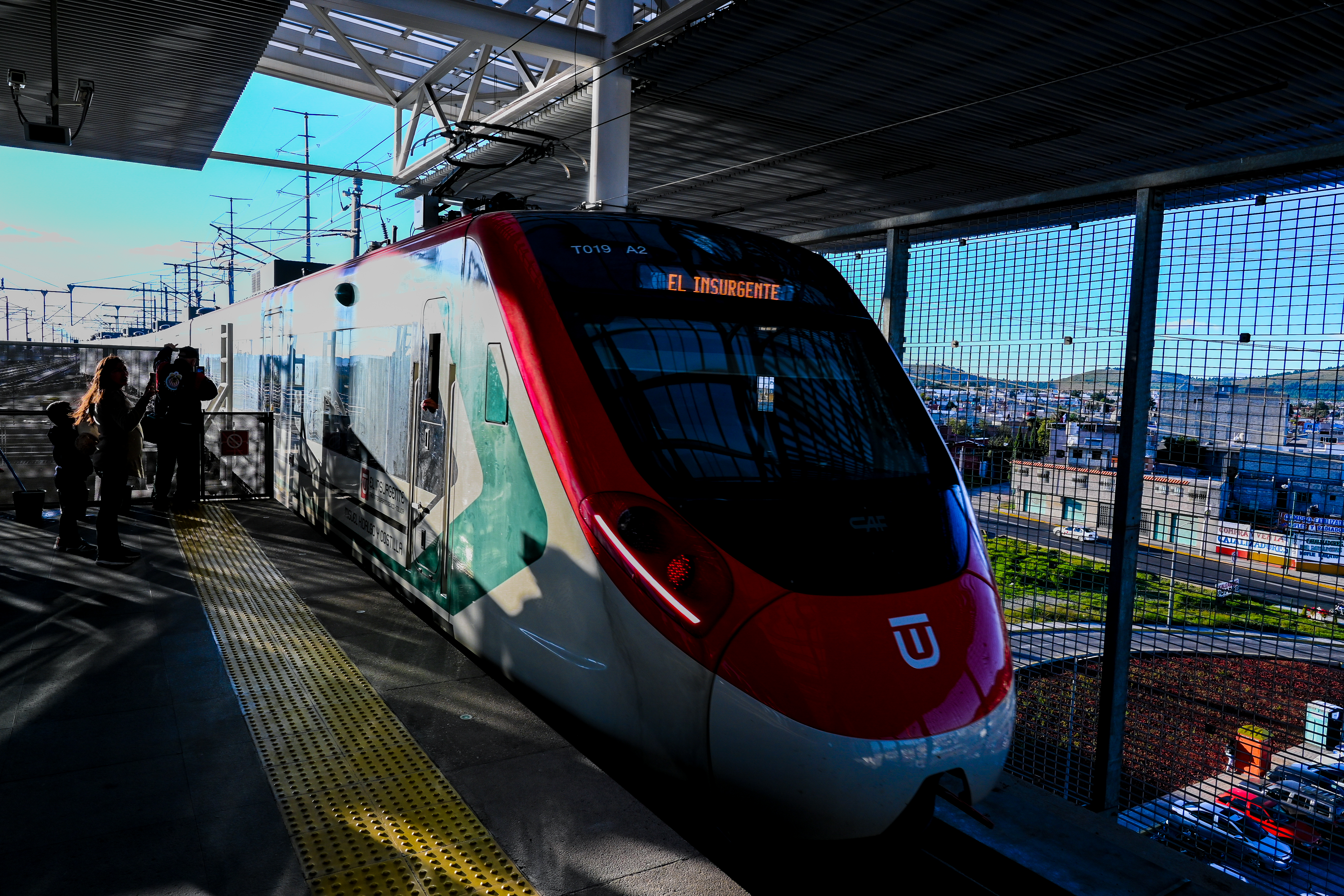
El Insurgente arribando a una estación, septiembre de 2023.

El 7 de julio de 2014, iniciaron las obras de construcción del Tren Interurbano Ciudad de México-Toluca. Este tren conecta al municipio mexiquense de Zinacantepec, con la alcaldía Álvaro Obregón de la Ciudad de México.
El 15 de septiembre de 2023, se inauguró el primer tramo, Zinacantepec-Lerma, contando con cuatro trenes iniciales.

### Viaducto Bicentenario
Es un proyecto construido con la finalidad de hacer más eficiente el tránsito vehicular, y con motivo de ser una obra conmemorativa del bicentenario de la independencia de México. La obra se realizó durante el periodo gubernamental de Enrique Peña Nieto y Marcelo Ebrard, concesionada por la empresa española OHL. El acceso a ella tiene un costo de 1.43 pesos por kilómetro.
El tramo del periférico que abarca va desde el Periférico Norte hasta Tepalcapa, Estado de México, contando con 32 km de largo. Su construcción inició el 1 de septiembre de 2008, y a pesar de tener como fecha programada para su inauguración el mes de agosto de 2010, no fue sino hasta el mes de noviembre de ese año cuando se inauguró el último tramo de este segundo piso.

### Mexibús

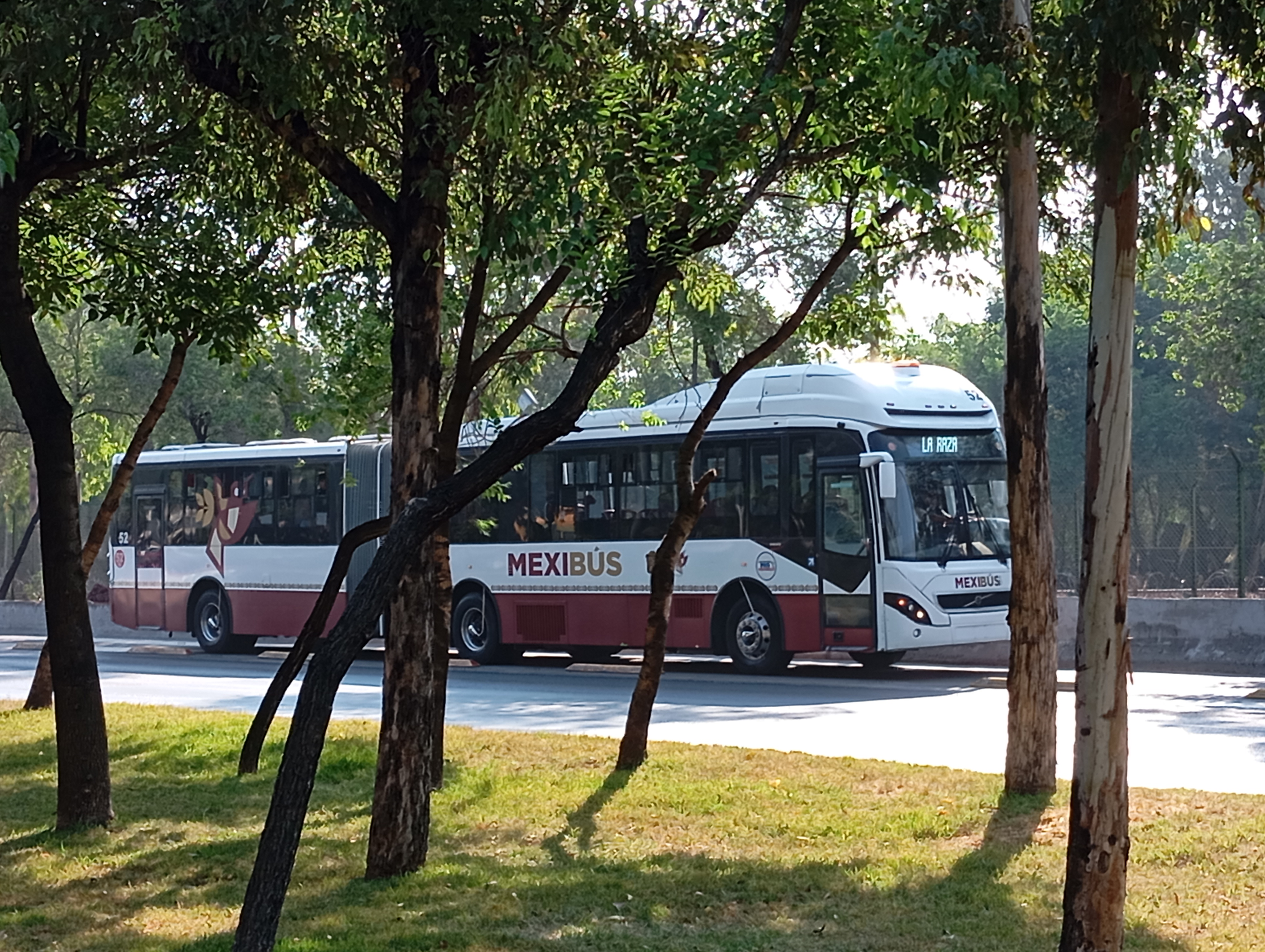
Volvo 7300 del Mexibús, fotografiado en abril de 2024.

El Mexibús es un servicio de transporte masivo mediante autobuses articulados de tránsito rápido (BRT), operado con un sistema de tarjetas electrónicas de prepago. Se trata de un sistema similar al Metrobús implementado con anterioridad en la Ciudad de México, y otros sistemas BRT como el Optibús de León, Guanajuato; el Macrobús de Guadalajara, Jalisco; el TransMetro en Monterrey, Nuevo León, entre otros. Fue propuesto como una solución a la movilidad urbana de los municipios de la Zona Metropolitana del Valle de México, y a los de la Zona metropolitana de Toluca.
Cuenta con tres líneas en operación y una en construcción:
- Línea 1: se extiende desde la Terminal Multimodal Azteca Bicentenario de Ciudad Azteca, en el municipio de Ecatepec, hasta Ojo de Agua, en Tecámac, con una longitud de 16 km. Tiene 24 estaciones, 3 estaciones de transferencia modal y el mismo número de terminales. Su trazo es por la avenida Central y la avenida Nacional.
- Línea 2: inaugurada el 12 de enero de 2015, su recorrido es desde el centro comercial Plaza las Américas, en Ecatepec, a la Quebrada, en Cuautitlán Izcalli. Consta de una longitud de 21.3 km, y cuenta con 42 estaciones. Su trazo es por las avenidas: Primero de Mayo, Revolución y Vía José López Portillo. Esta línea debió quedar lista en agosto de 2010, pero, debido a retrasos y una mala planeación y ejecución de la obra, se terminó de construir hasta enero de 2015 (aún con algunas fallas).
- Línea 3: recorre desde la estación del Sistema de Transporte Colectivo - Metro Pantitlán, en la alcaldía Iztacalco de la Ciudad de México, al municipio de Chimalhuacán, con una longitud de 14,5 km. Posee 25 estaciones y 2 terminales. Su trazo es por las avenidas: del Peñón, Bordo de Xochiaca, Vicente Villada, Chimalhuacán y Río Churubusco.
- Línea 4: en su primera etapa, su recorrido va de Indios Verdes, en la alcaldía Gustavo A. Madero, a la Central de Abastos de Ecatepec. En su segunda etapa, irá de Santo Tomás a Universidad Mexiquense del Bicentenario, en Los Héroes. En total, tendrá una longitud de 24,4 km, y contará con 31 estaciones. Su trazo es por la Vía Morelos y vialidad Mexiquense.[173]

## Servicios públicos

### Seguridad
Entre las conductas criminales de mayor incidencia están los feminicidios.

## Deporte

### Deportistas destacados
El Estado de México ha sido cuna de varios atletas olímpicos, entre los que destacan el clavadista Fernando Platas, ganador de una medalla de plata en los Juegos Olímpicos de Sídney 2000, la halterofilista Soraya Jiménez, primera deportista mexicana en ganar un oro olímpico en los Juegos Olímpicos de Sídney 2000, y la ciclista Belem Guerrero Méndez, ganadora de una medalla de plata en los Juegos Olímpicos de Atenas 2004.
En otros campos deportivos, sobresale el luchador profesional Pentagón Jr., quien ha trabajado para empresas de lucha libre profesional nacionales e internacionales, entre ellas Lucha Libre AAA Worldwide, All Elite Wrestling, y WWE.

### Disciplinas

#### Fútbol

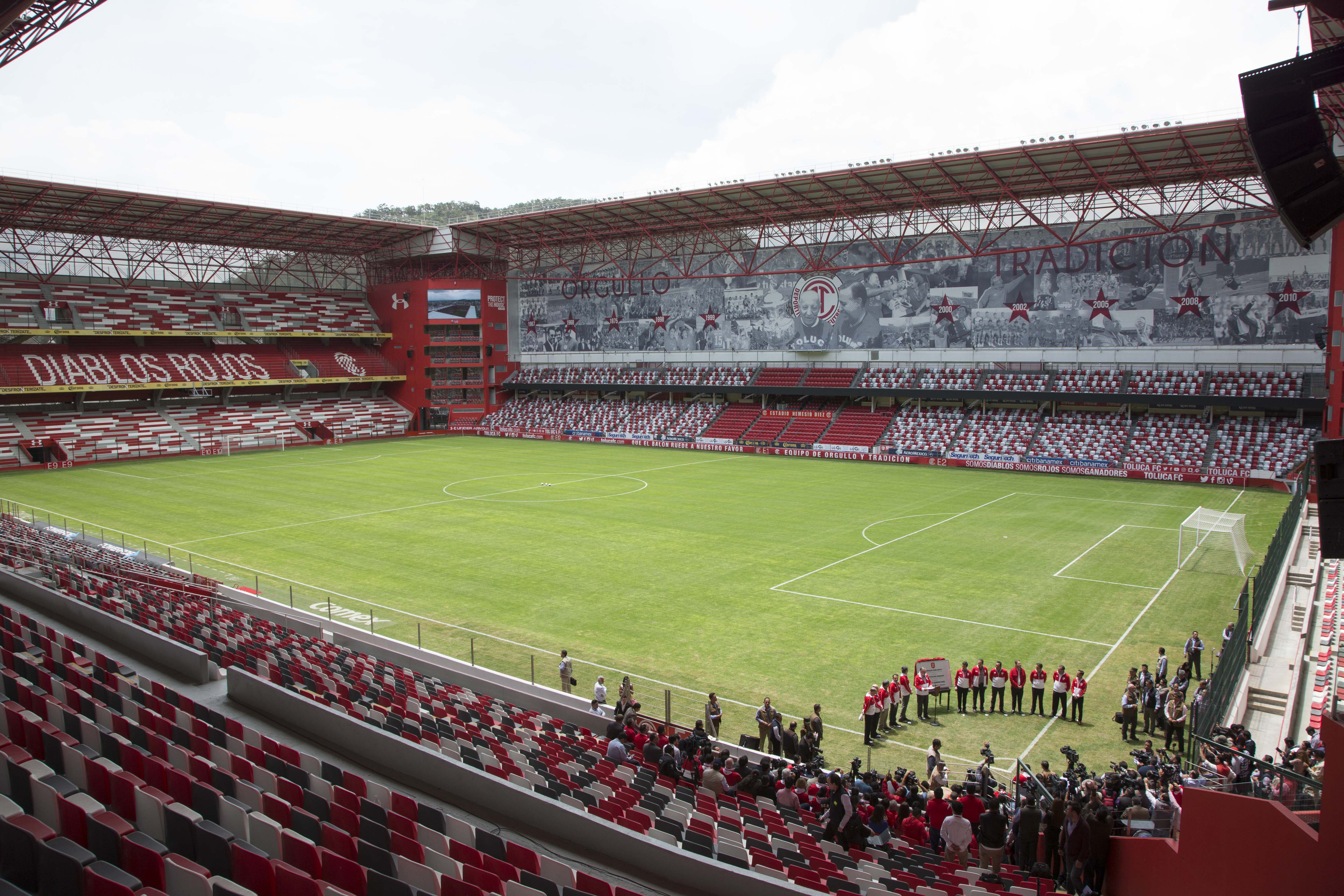
Estadio Nemesio Díez en la ciudad de Toluca, fotografiado en 2012.

El Deportivo Toluca es un club de fútbol mexiquense que milita en la primera división de México. Su sede actual se encuentra es el estadio Nemesio Díez ubicado en la ciudad de Toluca. Fue fundado de modo oficial el 12 de febrero de 1917 por un patronato encabezado por Manuel Henkel y Román Ferrat Alday.
A pesar de ser uno de los equipos más antiguos de México con 106 años de historia; la era profesional para Toluca comenzó en 1950, es decir, 33 años después de su fundación, convirtiéndose en uno de los equipos fundadores de la Segunda División Mexicana. Es junto con el Cruz Azul, Santos y Pumas, uno de los clubes que desde su creación y ascenso no han vuelto a descender ni desaparecer del fútbol mexicano.
Desde sus inicios en la era profesional el equipo se mantiene jugando sus partidos como local en el estadio Nemesio Díez, conocido como «La Bombonera de Toluca», con una capacidad de 21 091 aficionados. Según las encuestas realizadas en 2007 y 2009 por el Grupo Reforma, Récord y Consulta Mitofsky, Toluca es el quinto equipo con más aficionados en México y el equipo con mayor crecimiento de afición.

#### Fútbol americano
El Estado de México cuenta con dos equipo en la Liga de Fútbol Americano Profesional de México, los Raptors de Naucalpan y los Osos de Toluca.

#### Lucha libre
El Estado de México cuenta con una arena de lucha libre profesional llamada Arena Mamá Lucha-S, ubicada en el municipio de Cuautitlán Izcalli.